# Kassel

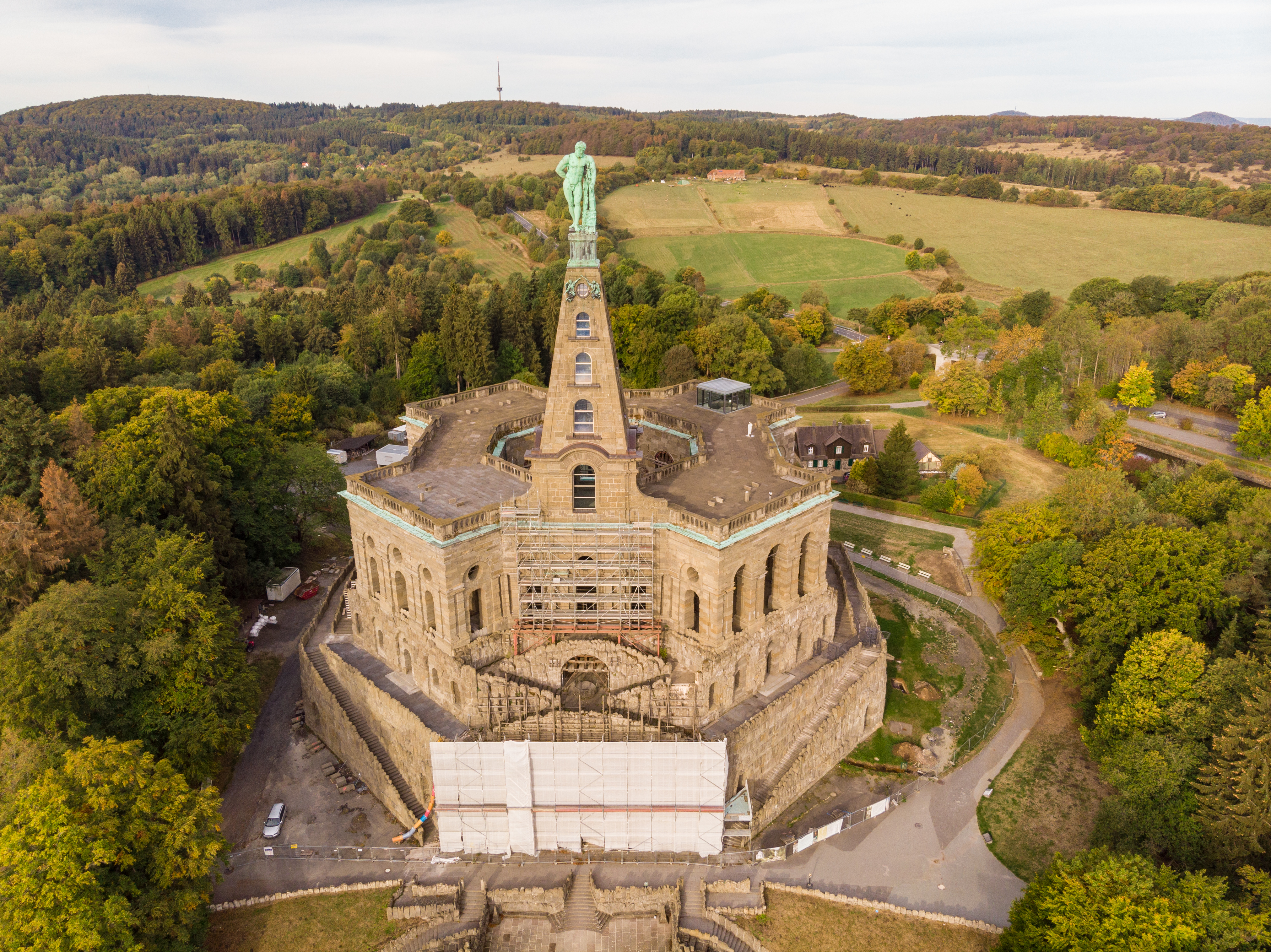
Wahrzeichen von Kassel: Herkules im Bergpark Wilhelmshöhe

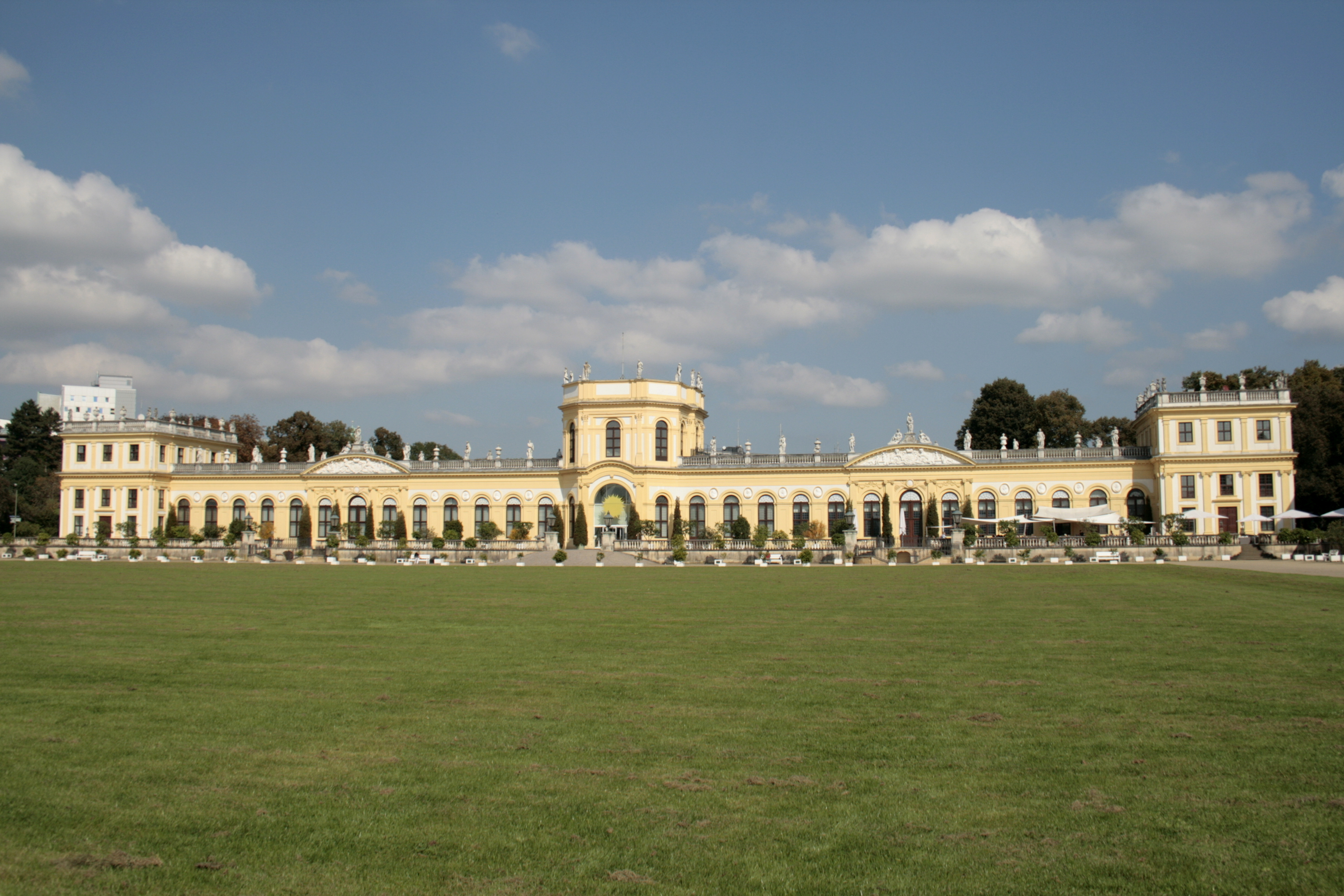
Die Orangerie im barocken Park Karlsaue

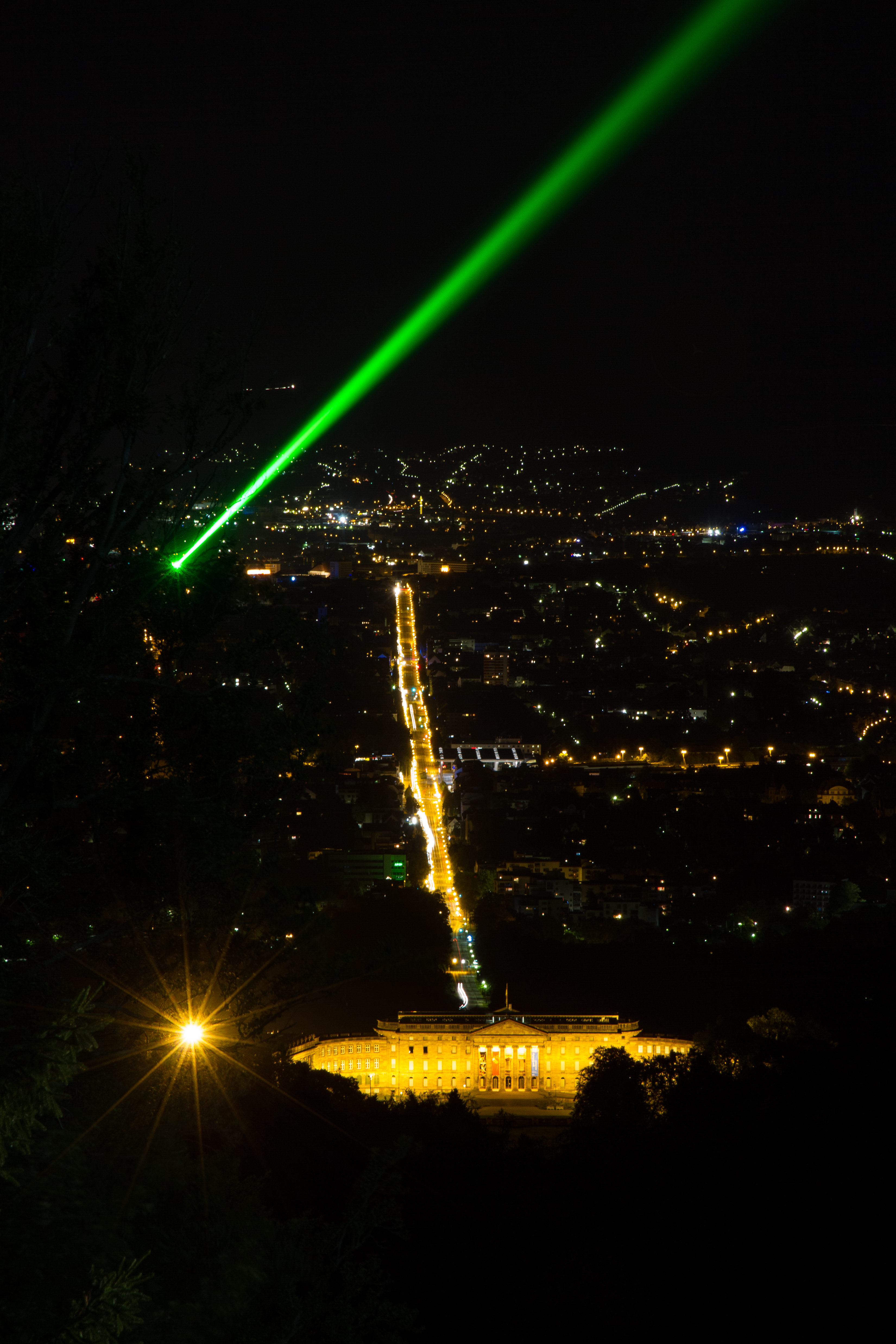
Laserscape Kassel, weltweit erste Laser-Lichtskulptur, zur documenta 6 im Jahr 1977 eingerichtet

Kassel (bis 1926 amtlich Cassel) ist eine kreisfreie Stadt, Verwaltungssitz des gleichnamigen Regierungsbezirkes und des Landkreises Kassel. Die einzige Großstadt Nordhessens ist nach Frankfurt am Main und Wiesbaden die drittgrößte Stadt und eines von zehn Oberzentren des Landes Hessen. Auf der Liste der Großstädte in Deutschland belegt sie Platz 40. Nach Angaben des Hessischen Statistischen Landesamtes hatte Kassel am 31. Dezember 2024 197.230 Einwohner. Die Stadt gibt für Dezember 2024 207.863 Einwohner an.
Seit 1277 war Kassel Hauptstadt der Landgrafschaft Hessen, der Landgrafschaft Hessen-Kassel (von 1567 bis 1803), des Königreichs Westphalen (1807 bis 1813) und des Kurfürstentums Hessen (1814 bis 1866). Bis heute zeugen Residenzen und Schlösser davon, darunter insbesondere die Orangerie in der Karlsaue und das Schloss Wilhelmshöhe im seit 2013 zum Weltkulturerbe der UNESCO zählenden Bergpark. Mit der documenta beherbergt die Stadt zudem alle fünf Jahre eine weltweit bedeutende Ausstellung zeitgenössischer Kunst; daher trägt Kassel seit dem 19. März 1999 die amtliche Zusatzbezeichnung documenta-Stadt. Durch die Gründung der ersten Gesamthochschule Deutschlands (der heutigen Universität Kassel) wurde Kassel 1971 zur Universitätsstadt.

## Geographie

### Lage
Kassel befindet sich etwa 70 Kilometer nordwestlich des geografischen Mittelpunkts von Deutschland. Nach Erfurt und Göttingen (jeweils rund 50 Kilometer vom Mittelpunkt entfernt) ist Kassel damit die dem geografischen Zentrum Deutschlands am drittnächsten gelegene Großstadt.
Die Stadt befindet sich in Nordhessen nahe den Grenzen zu Niedersachsen und Thüringen im Kasseler Becken, das im geomorphologischen Sinn kein Becken ist, sondern ein weit ausgedehnter Talkessel, in dem sich insbesondere im Bereich der Karls- und Fuldaaue eine weitläufige Flussniederung der Fulda befindet. Das Kasseler Becken ist Teil der Westhessischen Senke, die ihrerseits ein Teil der Mittelmeer-Mjösen-Zone ist.
In diesem Talkessel wird die Stadt von den etwas entfernten Langenbergen im Südwesten und dem Hohen Habichtswald im Westen (jeweils ein Bestandteil des Habichtswälder Berglandes) sowie von den südlichen Ausläufern des Reinhardswaldes (Teil des Weserberglandes) im Nordosten, dem Kaufunger Wald im Osten und der Söhre im Südosten und Süden (beides Teile des Fulda-Werra-Berglandes) eingerahmt. Diese fünf Mittelgebirge sind durch zwei nördlich und südlich der Stadt gelegene und in West-Ost-Richtung verlaufende Höhenrücken miteinander verbunden, so dass der Kasseler Talkessel – abgesehen vom Flusstal der Fulda, das diesen von Süd nach Nord durchschneidet – von Bergzügen umgeben ist.
In der Innenstadt bildet der Kasseler Graben mit Gesteinen des Muschelkalks durch Reliefumkehr einen auffälligen Höhenrücken (Weinberg).
Da das Habichtswälder Bergland und die Westhessische Senke zum Westhessischen Bergland, das Weserbergland zum Niedersächsischen Bergland und das Fulda-Werra-Bergland zum Osthessischen Bergland gehört, befindet sich die Stadt an der unmittelbaren Nahtstelle dreier naturräumlicher Haupteinheitengruppen.
Die nächsten Großstädte sind – per Luftlinie/Straße gemessen – Hannover (ca. 120/164 km nördlich) und Göttingen (ca. 40/55 km nordöstlich) in Niedersachsen, Erfurt (ca. 115/185 km östlich) in Thüringen, Frankfurt am Main (ca. 150/193 km südlich) in Hessen sowie Siegen (ca. 115/165 km südwestlich), Hamm (ca. 122/153 km westlich), Dortmund (ca. 145/165 km westlich) und Paderborn (ca. 70/84 km nordwestlich von Kassel) in Nordrhein-Westfalen.
Kassel wird von der Fulda und den teils innerhalb des Stadtgebiets in diesen Fluss einmündenden Nebenflüssen und Bächen durchflossen, darunter sind Ahne, Drusel (im Unterlauf „Kleine Fulda“ genannt), Geile (im Unterlauf Döll genannt), Grunnelbach, Haargraben, Jungfernbach, Losse, Nieste und Wahle.
Kassels tiefste Stelle befindet sich im nordöstlichen Fuldatal auf 132,9 m ü. NHN (Flusspegel etwas nördlich der Gaststätte Graue Katze); zieht man noch die Exklave Kragenhof in diesem Tal mit in Betracht, so befindet sich die tiefste Stelle der Stadt wenige Meter unterhalb der Staustufe an der Stadtgrenze zu Fuldatal-Wahnhausen auf nur noch 131,4 m Höhe. Die Innenstadt liegt am Königsplatz 163 m und am Rathaus 169 m hoch. Das Schloss Wilhelmshöhe steht auf etwa 282 m Höhe, der Herkules auf rund 515 m, und die höchste Stelle des Stadtgebiets liegt an der Grenze zur Gemeinde Schauenburg mit 614,8 m auf dem Gipfel des zum Hohen Habichtswald gehörenden Hohen Gras, dem höchsten Berg des Habichtswälder Berglands. Der innere Stadtbereich hat eine ausgeprägte Hanglage und erstreckt sich von ca. 140 m (Karlsaue) über den Bahnhof Wilhelmshöhe (ca. 195 m) bis auf ca. 300 m am oberen Rand von Bad Wilhelmshöhe.

### Stadtgliederung
Das Stadtgebiet von Kassel ist in 23 Ortsbezirke eingeteilt, von denen jeder einen Ortsbeirat mit einem Ortsvorsteher als Vorsitzenden hat. Die Ortsbeiräte werden alle fünf Jahre von der Bevölkerung der Ortsbezirke direkt gewählt. Der Ortsbeirat ist zu allen wichtigen Fragen, die den Ortsbezirk berühren, zu hören. Die endgültige Entscheidung über eine Maßnahme obliegt jedoch der Kasseler Stadtverordnetenversammlung.
Neben den historisch gewachsenen Stadtteilen sind einige ehemals selbstständige Gemeinden und Gemarkungen nach Kassel eingemeindet worden. Die Grenzen dieser Stadtteile stimmen zum Teil nicht mit den Grenzen der 23 Ortsbezirke überein. Das Jahr der Eingemeindung findet sich in Klammern.
Übersicht über die 23 Ortsbezirke (Stadtteile) von Kassel:
| Ortsbezirk                    | Einwohner (Hauptwohnsitz) (31. Dez. 2020) | Fläche in km² | Dichte in Einw./km² | Stadtteile/Ortsteile                                                                           |
| ----------------------------- | ----------------------------------------- | ------------- | ------------------- | ---------------------------------------------------------------------------------------------- |
| Mitte                         | 8.343                                     | 1,94          | 4.018               | Terrasse (Weinberg), Oberneustadt, Schöne Aussicht, Entenanger, Bahnhofsviertel (Lutherplatz)  |
| Südstadt                      | 7.472                                     | 3,61          | 1.990               | Auefeld, Karlsaue                                                                              |
| Vorderer Westen               | 15.934                                    | 1,94          | 8.097               | Tannenwäldchen, Samuel-Beckett-Anlage, Goethe-Anlage                                           |
| Wehlheiden (1899)             | 14.268                                    | 2,88          | 4.665               | Park Schönfeld                                                                                 |
| Bad Wilhelmshöhe              | 12.262                                    | 15,22         | 783                 | Wilhelmshöhe (1906), Mulang, Wahlershausen (1906), Marbachshöhe, Neuholland                    |
| Brasselsberg                  | 4.144                                     | 7,89          | 508                 | –                                                                                              |
| Süsterfeld-Helleböhn          | 5.858                                     | 2,18          | 2.566               | documenta urbana, Süsterfeld, Holzgarten                                                       |
| Harleshausen (1936)           | 13.045                                    | 14,19         | 899                 | Gartenstadt Harleshausen, Zum Feldlager, In der Aue                                            |
| Kirchditmold (1906)           | 10.962                                    | 3,60          | 2.919               | Hessenschanze                                                                                  |
| Rothenditmold (1906)          | 7.302                                     | 2,77          | 2.383               | Rothenberg, Mittelfeld                                                                         |
| Nord-Holland                  | 16.587                                    | 3,52          | 4.108               | Schillerviertel, Friedrich-Wöhler-Siedlung, Hegelsberg, Campus HoPla                           |
| Philippinenhof-Warteberg      | 4.189                                     | 1,19          | 3.392               | Am Sandkopf, Von-Trott-zu-Solz-Siedlung                                                        |
| Fasanenhof (1926)             | 8.814                                     | 2,17          | 3.952               | Eisenschmiede, Bossental                                                                       |
| Wesertor                      | 10.168                                    | 1,56          | 5.937               | Pferdemarkt, Finkenherd                                                                        |
| Wolfsanger-Hasenhecke         | 7.062                                     | 7,38          | 923                 | Wolfsanger (1936), Kragenhof                                                                   |
| Bettenhausen (1906)           | 9.134                                     | 6,21          | 1.457               | Eichwald, Salzmannshausen, AEG-Wohnstraße                                                      |
| Forstfeld                     | 7.135                                     | 1,66          | 3.580               | Am Lindenberg, Heinrich-Steul-Straße                                                           |
| Waldau (1936)                 | 6.392                                     | 6,48          | 998                 | Industriepark, Fuldaaue, Alt-Waldau                                                            |
| Niederzwehren (1936)          | 11.782                                    | 8,26          | 1.373               | Märchenviertel, Graf-Haeseler-Kaserne, Neue Mühle                                              |
| Oberzwehren (1936)            | 12.794                                    | 3,39          | 3.718               | Brückenhof, Keilsbergsiedlung, Mattenbergsiedlung                                              |
| Nordshausen (1936)            | 2.093                                     | 2,44          | 836                 | –                                                                                              |
| Jungfernkopf                  | 3.964                                     | 1,8           | 2.112               | Osterberg                                                                                      |
| Unterneustadt                 | 4.355                                     | 2,51          | 1.402               | Blücherviertel, Hafenstraße                                                                    |
| Dönchelandschaft vgl. Dönche  | 0                                         | 1,73          | 0                   | (Hinweis: die ortsbezirksfreie Dönchelandschaft ist nicht flächenidentisch mit dem NSG Dönche) |
| (Abgleich / nicht zuzuordnen) | –                                         | 1,93          | –                   | –                                                                                              |
| Gesamt                        | 204.059                                   | 106,798       | 1.818               | –                                                                                              |

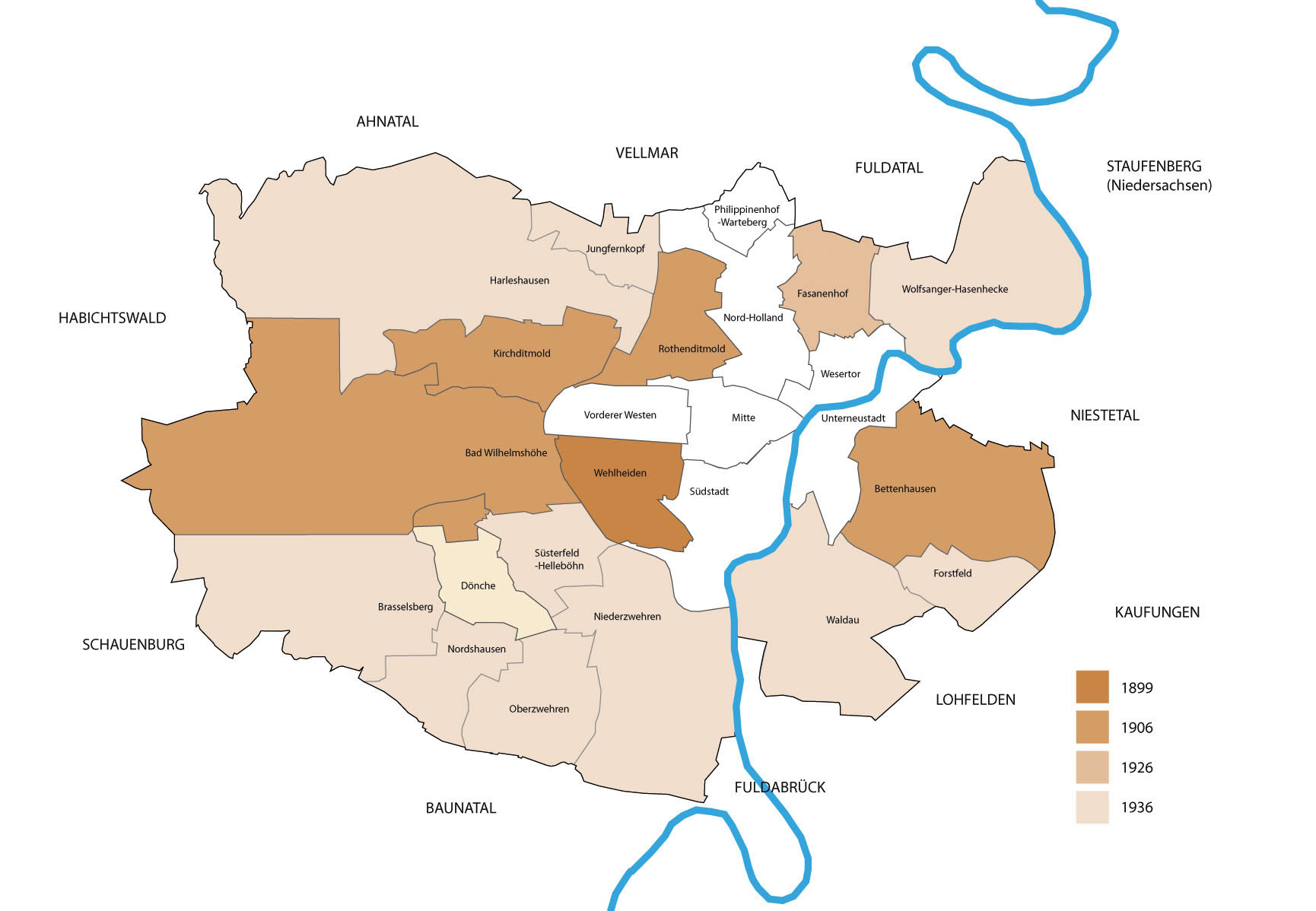
Stadtentwicklung durch Eingemeindungen seit 1899

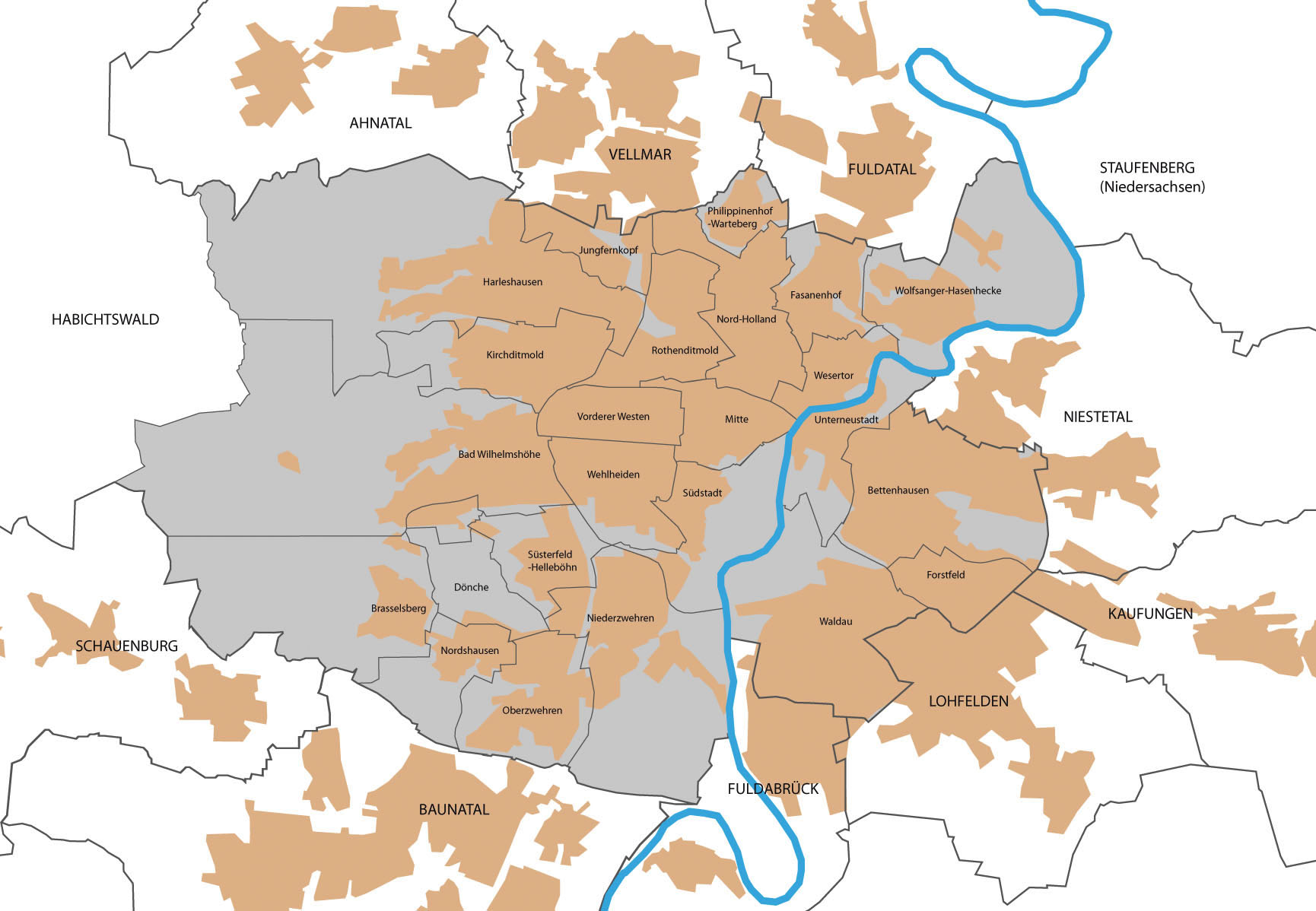
Ortsbezirke Kassels und die angrenzenden Gemeinden

Innerhalb der Kasseler Ortsbezirke gibt es zum Teil noch Siedlungen mit eigenen Namen, etwa Mulang, Marbachshöhe und Wahlershausen, die zum Ortsbezirk Bad Wilhelmshöhe gehören, die Exklave Kragenhof, die zum Ortsbezirk Wolfsanger-Hasenhecke gehört, Osterberg, der zum Ortsbezirk Jungfernkopf gehört, oder das Blücherviertel, das zum Ortsbezirk Unterneustadt gehört. Nicht als Ortsbezirk, sondern als ortsbezirksfreies Gebiet, zählt die unbebaute Dönchelandschaft im Südwesten von Kassel, deren Großteil inzwischen als Naturschutzgebiet Dönche unter Schutz gestellt wurde.

### Flächennutzung
Das Gebiet der Stadt Kassel ist 106,798 km² groß. Die Flächennutzung in Prozent (%) verteilt sich so:
| Flächennutzung in %      | 1999 | 2003 | 2009  | 2010  |
| ------------------------ | ---- | ---- | ----- | ----- |
| Gebäude- und Freiflächen | 34,4 | 34,5 | 34,95 | 34,96 |
| Waldgebiete              | 21,6 | 21,6 | 21,6  | 21,6  |
| Landwirtschaft           | 17,3 | 17,0 | 15,96 | 15,89 |
| Verkehr                  | 12,8 | 13,0 | 12,92 | 12,92 |
| Erholung                 | 09,6 | 10,0 | 10,56 | 10,6  |
| Wasser                   | 02,0 | 02,0 | 02,10 | 02,11 |
| andere Nutzung           | 01,8 | 01,5 | 01,48 | 01,48 |
| Betriebsfläche           | 00,4 | 00,4 | 00,44 | 00,44 |

### Nachbargemeinden
An die Stadt Kassel grenzen folgende Städte und Gemeinden (im Uhrzeigersinn beginnend im Norden): Ahnatal, Vellmar, Fuldatal, Staufenberg, Niestetal, Kaufungen, Lohfelden, Fuldabrück, Baunatal, Schauenburg, Habichtswald. Davon wachsen Vellmar und Fuldatal im Norden, Kaufungen im Osten, Lohfelden im Südosten und Baunatal im Süden immer näher an das Stadtgebiet heran. Mit Ausnahme von Staufenberg, das Teil des Landkreises Göttingen in Niedersachsen ist, gehören alle Gemeinden zum Landkreis Kassel. Die Gemeinden kooperieren im Zweckverband Raum Kassel.

### Klima
Das Klima ist in Kassel deutlich milder und wärmer als im umgebenden Mittelgebirge. Wegen der Talkessellage und den höher gelegenen Waldgebieten ist die Stadt gut vor Unwettern geschützt. Aufgrund der sich stauenden Luftmassen ist es in den tiefer gelegenen Stadtgebieten teilweise 3 bis 5 Grad Celsius wärmer als im Umland, insbesondere im Sommer. Die Jahresmitteltemperatur beträgt ca. 9,1 °C.
|                       | Jan  | Feb  | Mär  | Apr  | Mai  | Jun  | Jul  | Aug  | Sep  | Okt  | Nov  | Dez  |   |       |
| Mittl. Tagesmax. (°C) | 2,8  | 4,2  | 8,7  | 12,8 | 17,9 | 20,3 | 22,6 | 22,8 | 18,4 | 13,0 | 6,7  | 3,9  | ⌀ | 12,9  |
| Mittl. Tagesmin. (°C) | −1,5 | −1,5 | 1,5  | 3,9  | 8,1  | 11,0 | 13,0 | 12,7 | 9,8  | 5,9  | 2,1  | −0,2 | ⌀ | 5,4   |
|                       |      |      |      |      |      |      |      |      |      |      |      |      |   |       |
| Niederschlag (mm)     | 53,5 | 40,0 | 51,3 | 44,8 | 64,3 | 76,0 | 64,4 | 56,6 | 57,1 | 51,8 | 59,3 | 67,0 | Σ | 686,1 |
|                       |      |      |      |      |      |      |      |      |      |      |      |      |   |       |
| Sonnenstunden (h/d)   | 1,2  | 2,3  | 3,5  | 4,8  | 6,3  | 6,1  | 6,3  | 6,1  | 4,4  | 3,2  | 1,5  | 1,0  | ⌀ | 3,9   |
|                       |      |      |      |      |      |      |      |      |      |      |      |      |   |       |
| Regentage (d)         | 10,7 | 8,4  | 11,3 | 9,3  | 9,8  | 11,0 | 9,2  | 8,8  | 9,3  | 9,3  | 10,9 | 12,5 | Σ | 120,5 |
|                       |      |      |      |      |      |      |      |      |      |      |      |      |   |       |
| Luftfeuchtigkeit (%)  | 84   | 80   | 75   | 70   | 69   | 70   | 70   | 72   | 78   | 82   | 84   | 85   | ⌀ | 76,6  |

| −1,5 |

| −1,5 |

| 1,5 |

| 3,9 |

| 8,1 |

| 11,0 |

| 13,0 |

| 12,7 |

| 9,8 |

| 5,9 |

| 2,1 |

| −0,2 |

| −1,5 |

| −1,5 |

| 1,5 |

| 3,9 |

| 8,1 |

| 11,0 |

| 13,0 |

| 12,7 |

| 9,8 |

| 5,9 |

| 2,1 |

| −0,2 |

## Geschichte

### Name der Stadt
Die erste Erwähnung des Königshofes Chassalla oder Chassella findet sich auf zwei erhaltenen Urkunden vom 18. Februar 913. Damals hielt sich König Konrad I. in dem befestigten und an der Fulda liegenden Königshof auf. Doch weder der Inhalt der Urkunden noch darin genannte Personen stehen in Bezug zur heutigen Stadt. 940 findet sich die Stadt als Cassella, 1152 als Cassele, 1182 als Cassela, 1202 als Cassle und 1221/1222 als Cassela, Cassel bezeugt. Die heutige Schreibweise Kassel ist seit 1927 amtlich.
Seit dem 16. Jahrhundert wird versucht, den Ortsnamen Kassel vom lateinischen Wort castellum „Befestigung“, Plural castella herzuleiten, doch spricht nicht nur dagegen, dass in Kassel nie römische Funde gemacht worden sind, sondern auch sprachwissenschaftliche Gründe lassen eine Entwicklung von castella zu Chassella nicht zu. Auch Erklärungen mithilfe des Germanenstamms der Chasuarier oder eines germanischen Personennamens überzeugen nicht. Einen neuen Weg beschreitet Werner Guth mit seinem 2010 präsentierten Vorschlag, den Namen Kassel nicht als historisches Simplex aufzufassen, sondern auf ein Kompositum zurückzuführen, bestehend aus altmitteldeutsch/altniederdeutsch kas- „Mulde, Vertiefung“ und -sella, einer Ableitung von sali/seli „Gebäude“. Die ursprüngliche Bedeutung des Namens Kassel wäre damit „Gebäude in oder an einer Geländemulde“. Diese Deutung korrespondiert mit der ursprünglichen Lage des Stadtkerns im Bereich der ehemaligen Mündung der Ahne in die Fulda.

### Erste Siedlungsspuren und Stadtgründung

Wappen der hessischen Landgrafen um 1600

Die älteste bekannte schriftliche Erwähnung stammt aus dem Jahr 913. Bei Ausgrabungen im Bereich des Altmarkts stieß man jedoch auf ältere Funde, die während der Bauvorarbeiten für das Ende 2008 fertiggestellte Finanzzentrum (FIZ) archäologisch gesichert wurden. Diese bewiesen, dass es in dem Bereich der Niederung an der heutigen Schlagd schon vorchristliche Siedlungen gegeben haben muss.
Die urkundliche Erwähnung allerdings ist der erste schriftliche Beleg für die Existenz Kassels und damit der Beweis, dass die Stadt auf eine mehr als tausendjährige Entwicklung zurückblicken kann. An der Stelle des heutigen Regierungspräsidiums stand eine Befestigungsanlage, in deren Schutz sich in den nächsten Jahrhunderten eine Siedlung entwickelte, deren geringe Ausdehnung man noch an dem Straßenzug „Graben“ ablesen kann. Der ehemalige fränkische Königshof wurde um 1150 als Residenz der Grafen des fränkischen Hessengaus, d. h. der Grafschaft Maden bzw. Gudensberg, ausgebaut.
Zwischen 1140 und 1148 gründeten Heinrich Raspe II. und seine Mutter Hedwig von Gudensberg das Prämonstratenserinnenstift auf dem Ahnaberg am Nordrand der damaligen Siedlung, das Kloster Ahnaberg. Hof, Kloster und Siedlung wurden schon bald ummauert, und bereits vor 1189 erlangte Kassel das Stadtrecht.

### Mittelalter
1189 wurde Kassel erstmals als Stadt im heutigen Sinne bezeugt. Nach dem Ende der ludowingischen Epoche erhielt zunächst die Brabanter Linie der Herzogin Sophie die Unabhängigkeit gegenüber den Wettinern in Sachsen und festigte damit die engen Beziehungen des Landgrafentums Hessen zu Holland.
1239 erneuerte Landgraf Hermann II. der Jüngere von Thüringen einige Stadtrechte, 1277 wurde Kassel Hauptresidenz des ersten hessischen Landgrafen Heinrich I. der neugeschaffenen Landgrafschaft Hessen.

### 16. bis 18. Jahrhundert
Anfang des 16. Jahrhunderts entwickelte sich Landgraf Philipp zu einem wichtigen Protagonisten der Reformation. Entscheidend prägte Landgraf Karl das Stadtbild ab 1700 durch seine ambitionierten barocken Bauprojekte wie die Karlsaue oder den Herkules. Im Siebenjährigen Krieg kämpften mehrmals die preußisch-britischen Alliierten, zu denen auch Hessen-Kassel gehörte, und die Franzosen auf Seiten der Habsburgerin Maria Theresia um die Stadt.
Die Oberneustadt beruht auf Plänen des Hofarchitekten Simon Louis du Ry, der Kassel zur Residenzstadt umgestaltete und Friedrichsplatz und Königsplatz anlegte, des Weiteren wurden Verwaltungs- und Kulturbauten sowie klassizistische Geschäftsgebäude errichtet.
Kurz nachdem der Landgraf von Hessen-Kassel 1803 zum Kurfürsten geworden war, besetzten 1806 napoleonische Truppen die Stadt und machten Kassel bis 1813 zur Hauptstadt des neu gegründeten Königreichs Westphalen und Residenz von Napoleons Bruder Jérôme.

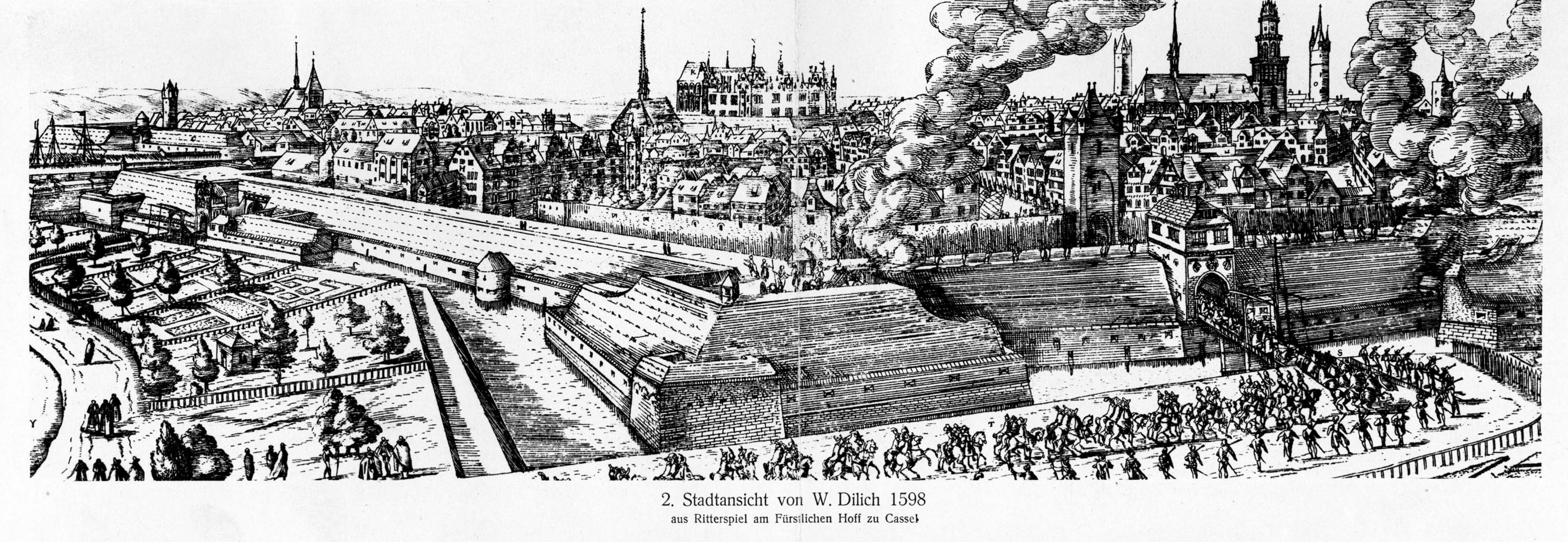
Festungsstadt Kassel im Jahre 1598, nach Wilhelm Dilich, aus „Ritterspiel am Fürstlichen Hoff zu Cassel“
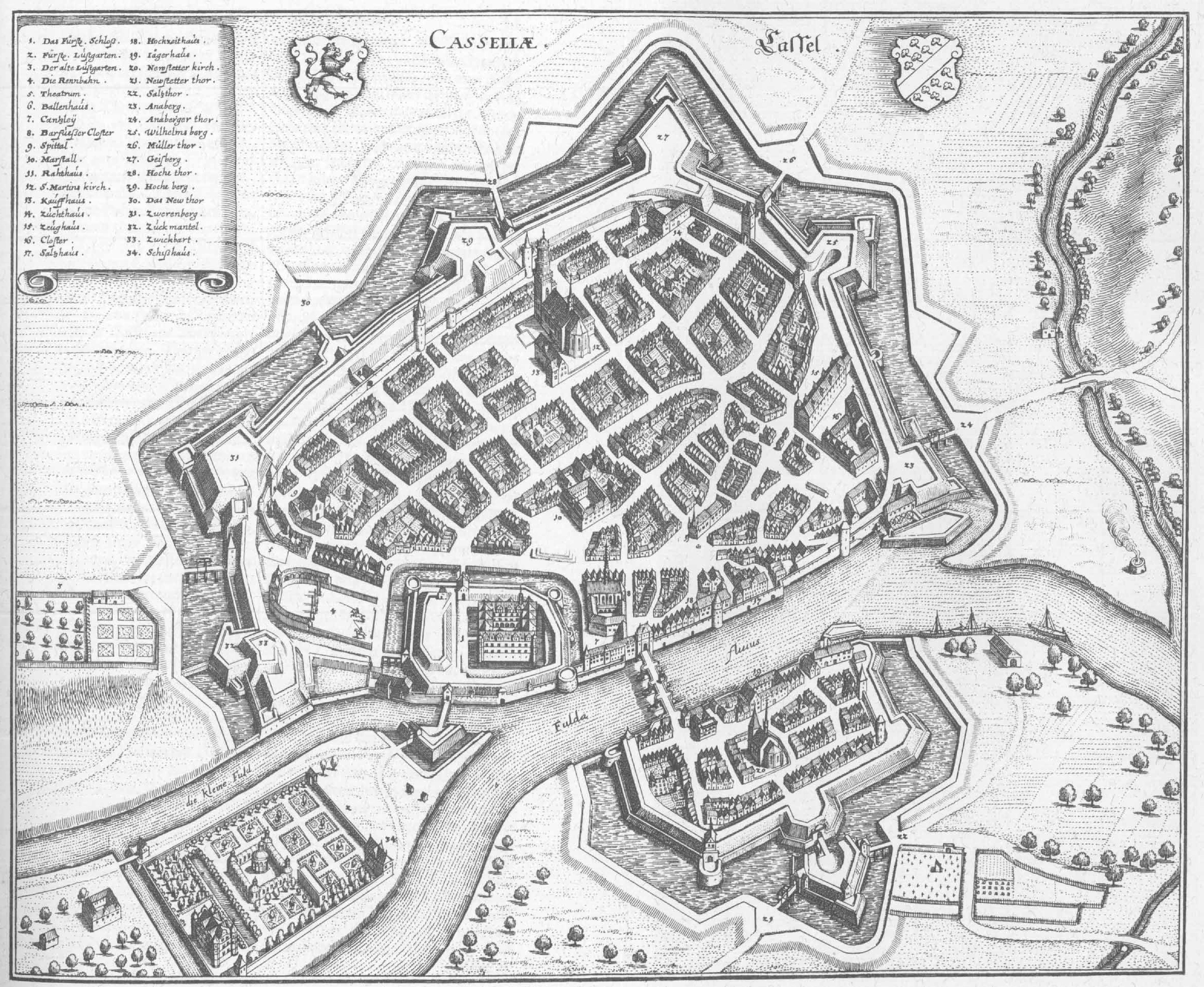
Stadtplan Kassels von Matthäus Merian, 1648
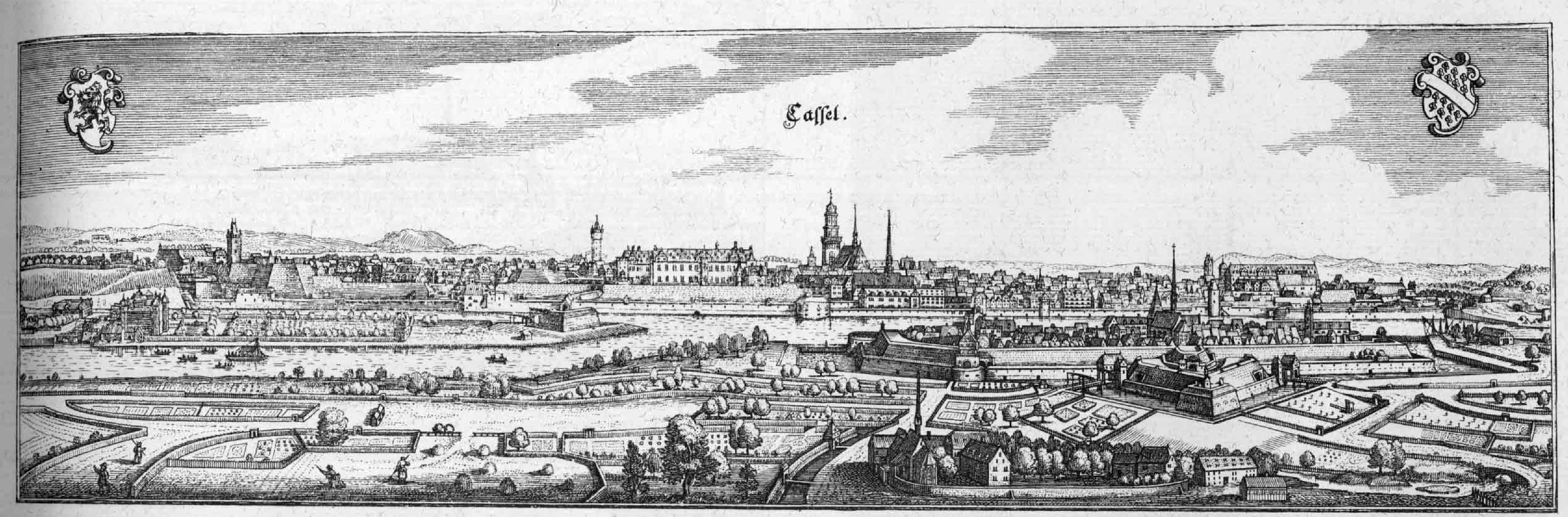
Cassel, Stadtansicht aus der Topographia Hassiae von Merian, 1655
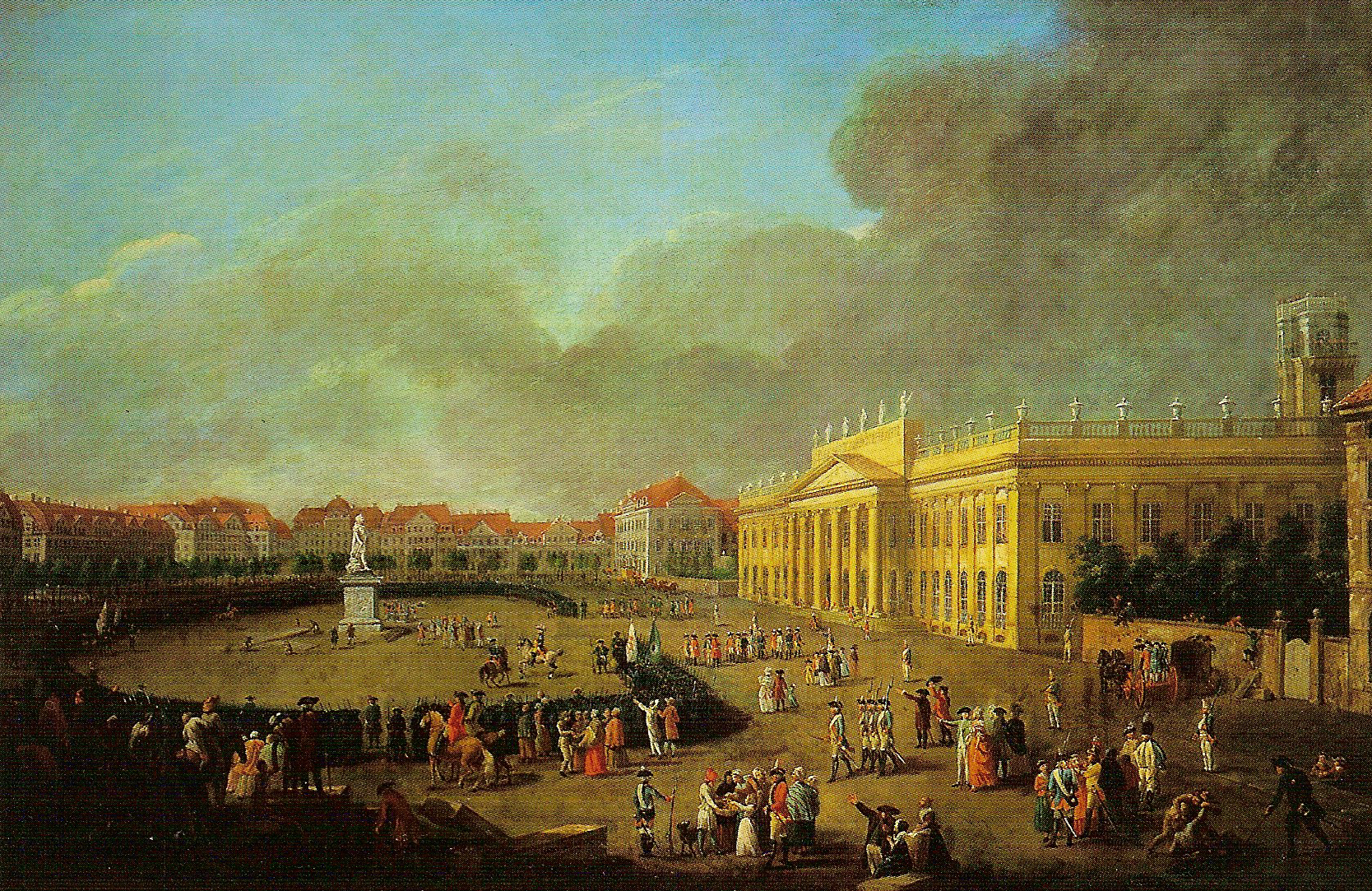
Enthüllung des Denkmals Landgraf Friedrichs II., Gemälde von J. H. Tischbein dem Älteren, 1783
Karte von Kassel und Umgebung, 1789

### 19. Jahrhundert bis Zweiter Weltkrieg
Im frühen 19. Jahrhundert bildete sich in Kassel mit Personen wie Achim von Arnim, Clemens Brentano und den Brüdern Grimm ein Kreis der Romantiker. Am Kasseler Polytechnikum arbeiteten Chemiker wie Friedrich Wöhler und Robert Bunsen und der Physiker Rudolf Kohlrausch, die Industrialisierung machte Kassel von der Residenzstadt zum bedeutenden Industriestandort. Kurhessen verlor nach dem Deutschen Krieg von 1866 seine Unabhängigkeit und wurde gemeinsam mit dem Königreich Hannover von Preußen annektiert und ging in der Provinz Hessen-Nassau auf. Fortan verbrachte die Familie des Kaisers die Sommermonate in Kassel. Bis zur Jahrhundertwende entstanden großzügige Wohnquartiere, bald wurde die 100.000-Einwohnermarke in der Kernstadt überschritten, es folgten noch Eingemeindungen. Im Ersten Weltkrieg befand sich im damals noch selbständigen Ortsteil Niederzwehren eines der größten Kriegsgefangenenlager des Reiches. Dort ereignete sich 1915 eine katastrophale Fleckfieberepidemie, die mehrere Tausend Insassen, aber auch deutsche Wachtruppen das Leben kostete. Nach der deutschen Kapitulation 1918 hatte die Oberste Heeresleitung für drei Monate ihren Sitz auf Schloss Wilhelmshöhe. Von dort organisierte Generalfeldmarschall Paul von Hindenburg die Demobilisierung des Deutschen Heeres.
Zwischen 1920 und 1925 war Philipp Scheidemann Oberbürgermeister der Stadt Kassel.

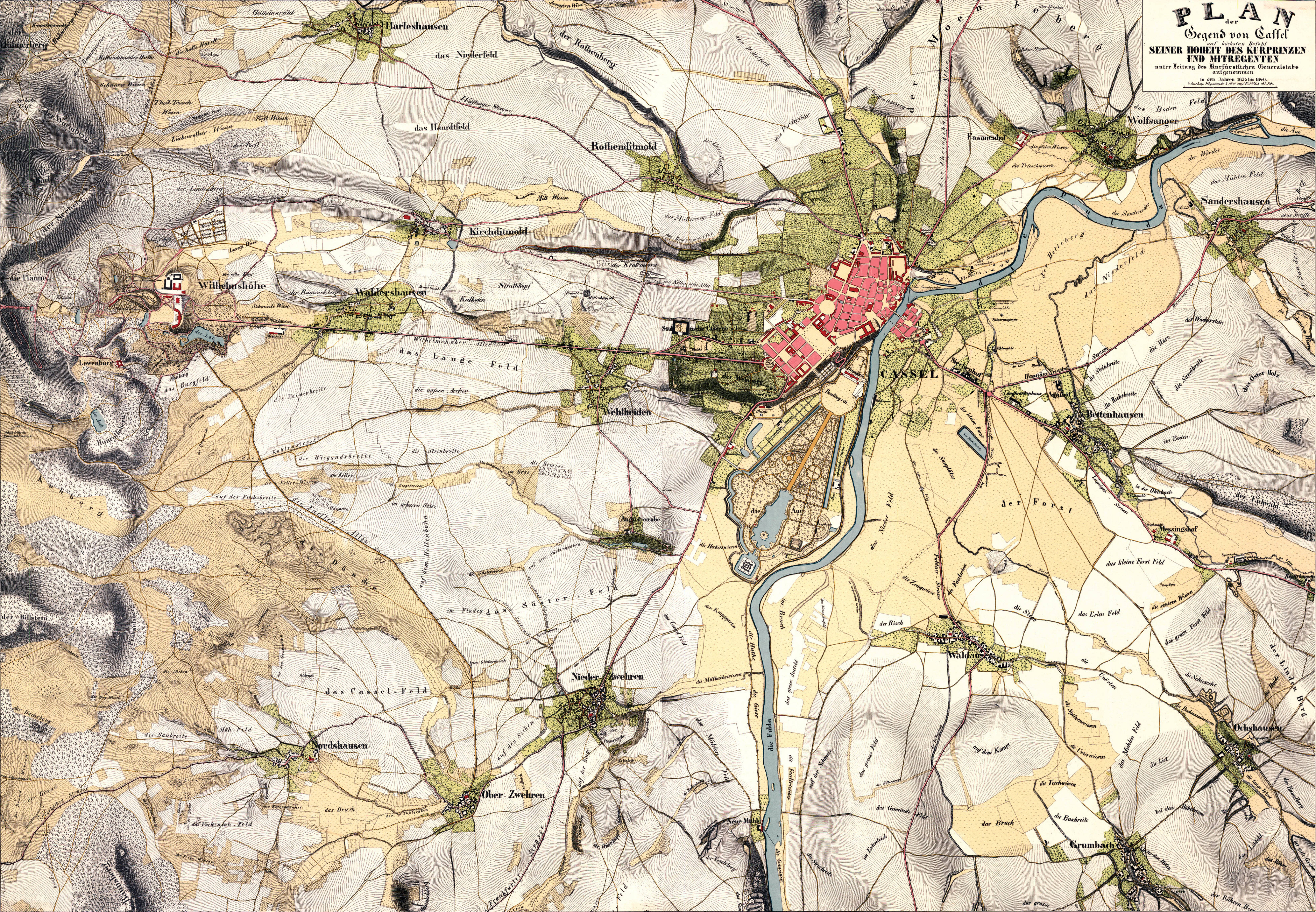
Generalstabsplan der Region um Cassel vor Beginn der Industrialisierung, 1835
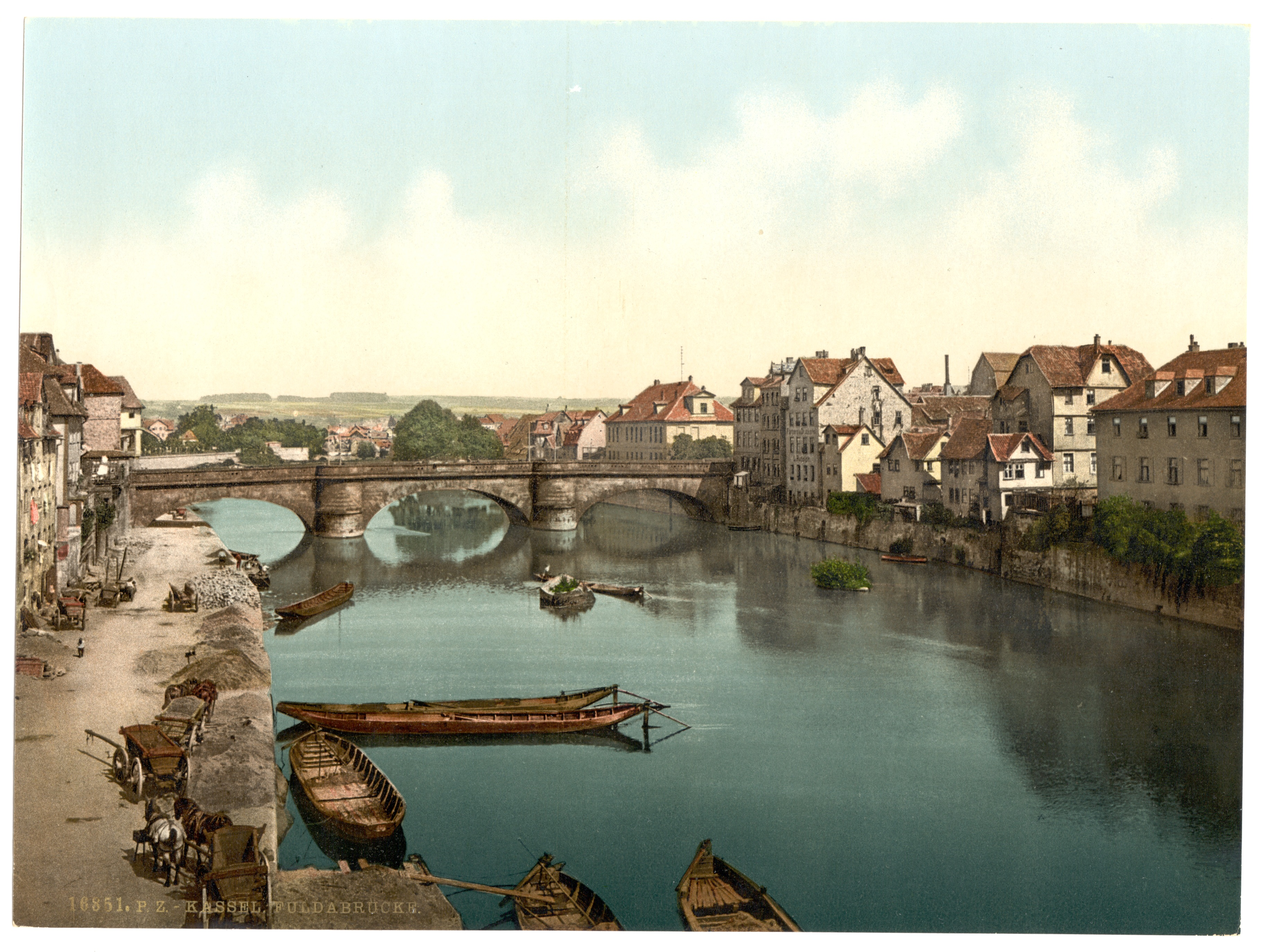
Fuldabrücke im Zentrum von Kassel, Photochromdruck um 1900
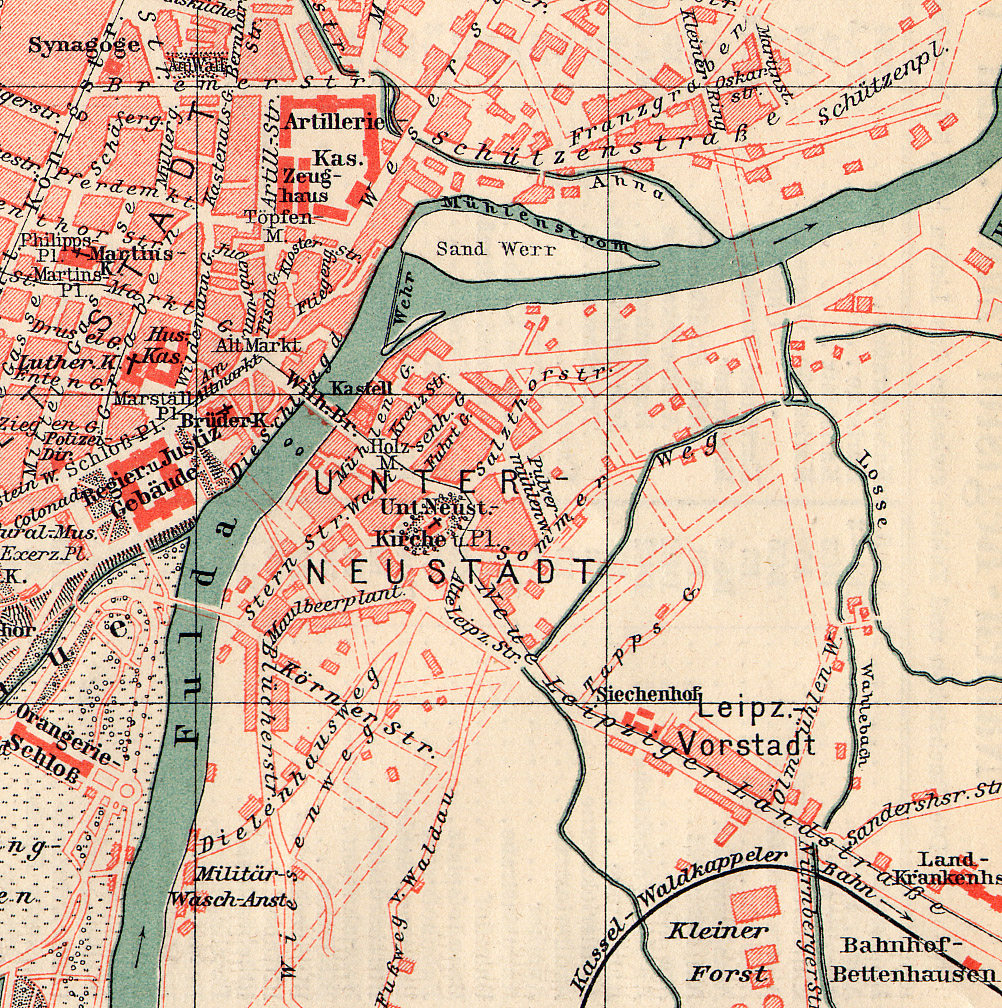
Unterneustadt 1895
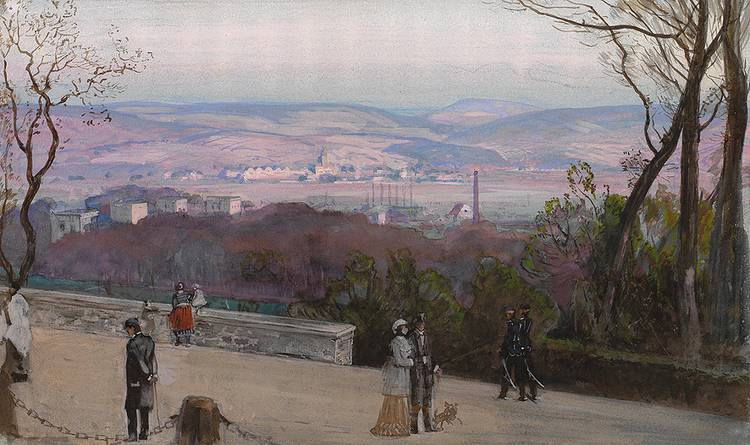
Blick von der Schönen Aussicht auf den Kaufunger Wald (Bellevue), Louis Kolitz um 1900
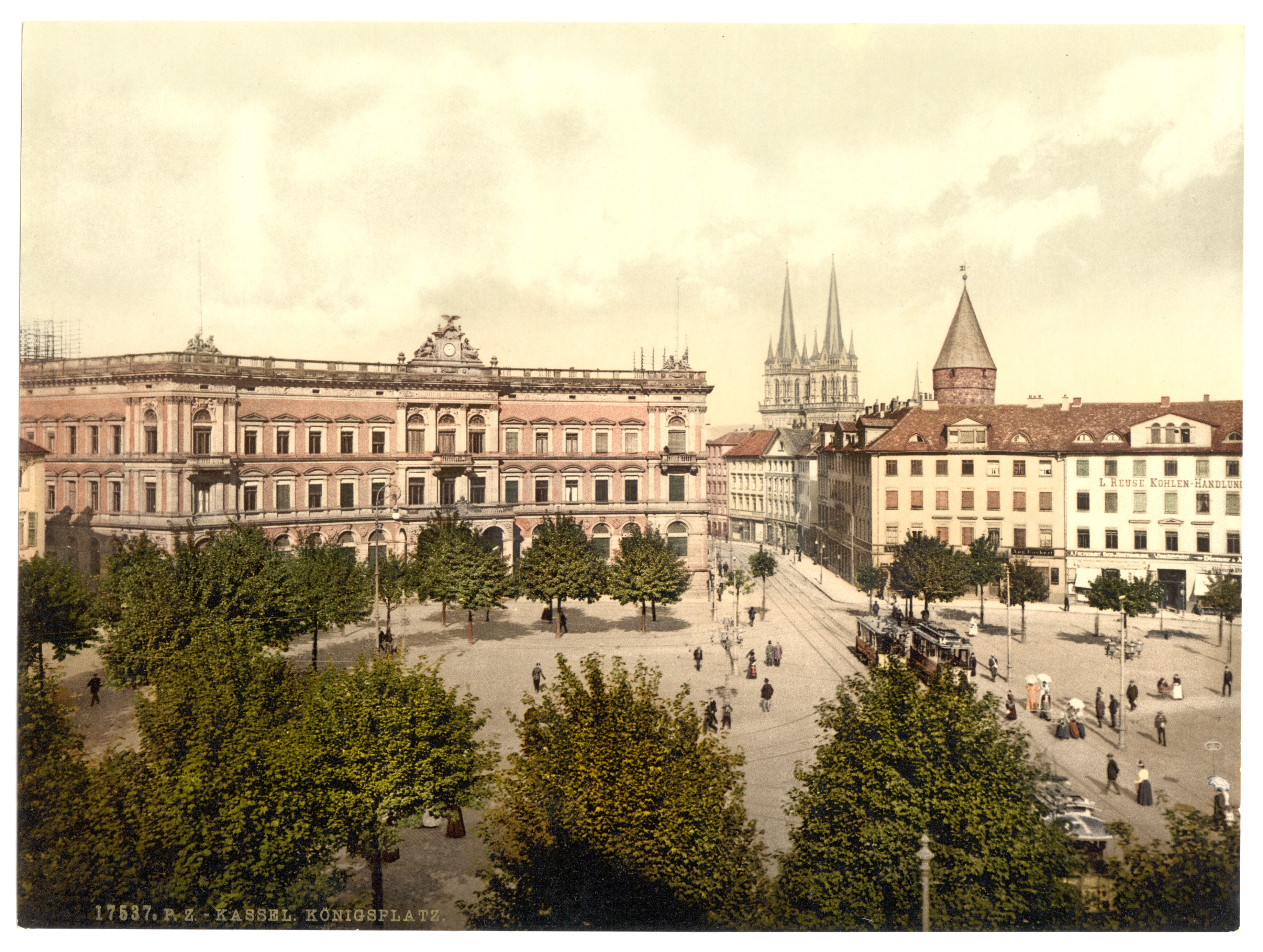
Königsplatz um 1900, Photochrom
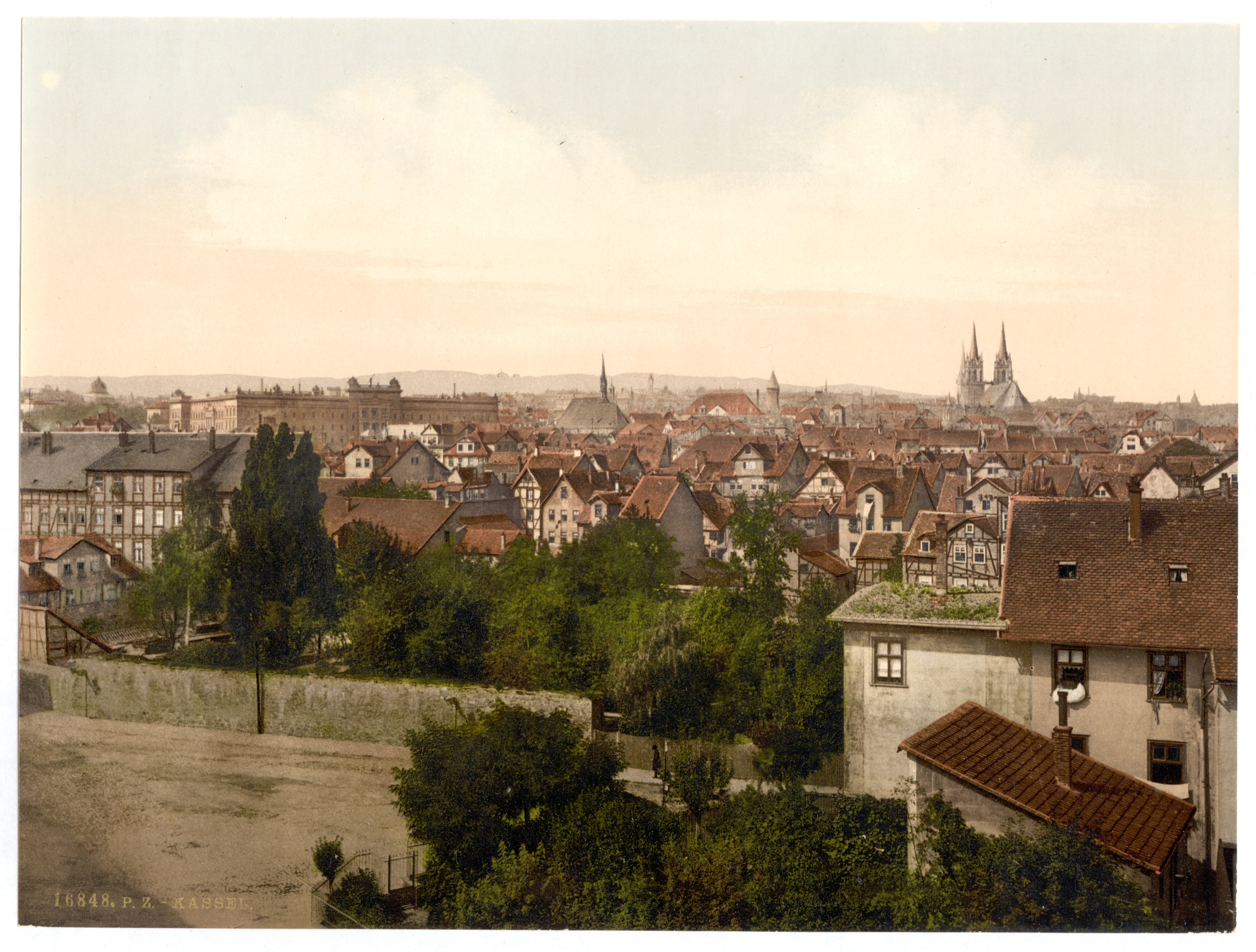
Blick über Kassel um 1900, Photochrom

Neben dem „Reichskriegertag“, der 1933 in Kassel abgehalten wurde, spielte die Stadt unter der Herrschaft der NSDAP die Rolle einer „NS-Waffenschmiede“. In Geschichte und Gegenwart der Stadt finden sich diesbezüglich viele Spuren wie die ehemaligen Produktionsstandorte für Panzer (heute Rheinmetall Landsysteme GmbH), Wehrmachts-LKW (heute Mercedes-Benz-Werk Kassel) und Flugmotoren (heute Volkswagenwerk Kassel).
Angehörige von SA und SS begannen am Abend des 7. November 1938 die Kasseler Synagoge und andere jüdische Einrichtungen in Kassel zu verwüsten. Sie traten in Zivilkleidung auf, um einen „Volkszorn“ zu mimen, zwei Tage vor dem 9. November, dessen Pogrome als Novemberpogrome in die deutsche Geschichte eingehen sollten. Seit den frühen 1930er Jahren konnte die Stadt größtenteils als „gleichgeschaltet“ gelten. Der Widerstand beschränkte sich auf einige wenige antifaschistische Gruppen. Nach den Pogromen der Reichskristallnacht wurden jüdische Kasseler vom Hauptbahnhof aus deportiert.
Im Verlauf des Zweiten Weltkriegs zerstörten mehrere Luftangriffe auf Kassel weite Teile der bis dahin sehr bedeutsamen Altstadt und der weiteren städtischen Bebauung und forderten viele Menschenleben. Den schwersten Angriff erlebte die Stadt am 22. Oktober 1943. In dieser Nacht starben über 10.000 Menschen und 80 % der Wohnhäuser wurden zerstört. Weil Kassel, insbesondere in den Altstadtbereichen, eine Stadt mit vielen Fachwerkhäusern war, wurde sie zum perfekten Ziel von Brandbombenangriffen gemäß der „Area Bombing Directive“. Durch den gezielten Massenabwurf von Phosphor- und Stabbrandbomben entstand durch das in Brand gesetzte Holz ein Feuersturm wie in Dresden, Hamburg, Pforzheim, Würzburg oder Darmstadt. Heute besteht etwa ein Drittel der Stadt aus Gebäuden von vor 1950.
Anfang April 1945 wurde Kassel von US-Truppen besetzt.

### Nachkriegszeit bis zur deutschen Einheit
Kassel lag in der Amerikanischen Besatzungszone. Es bewarb sich neben Bonn, Frankfurt am Main und Stuttgart 1949 als neue Hauptstadt der Bundesrepublik Deutschland. Einer der Hauptgründe gegen die Stadt als Regierungssitz, den die eigens zur Prüfung der vier Bewerber gebildete Kommission in ihrem Abschlussbericht für den Parlamentarischen Rat anführte, war ihre exponierte Lage nahe der damaligen innerdeutschen Grenze. Kassel wurde 1953 Sitz des Bundesarbeitsgerichts wie auch des Bundessozialgerichts. Ersteres musste die Stadt 1999 an Erfurt abtreten.

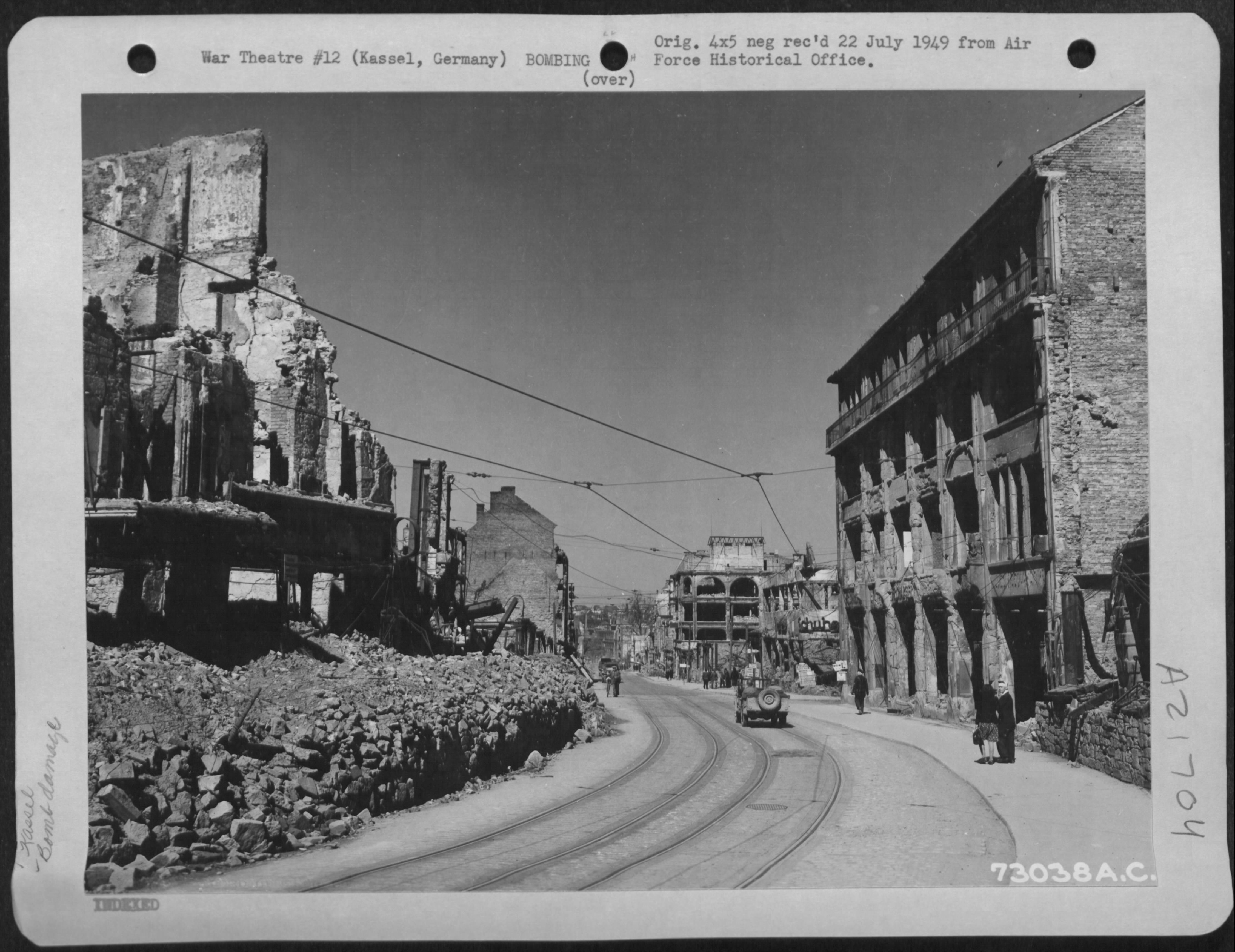
Blick in die Untere Königsstraße nach Ende des Krieges (1945)
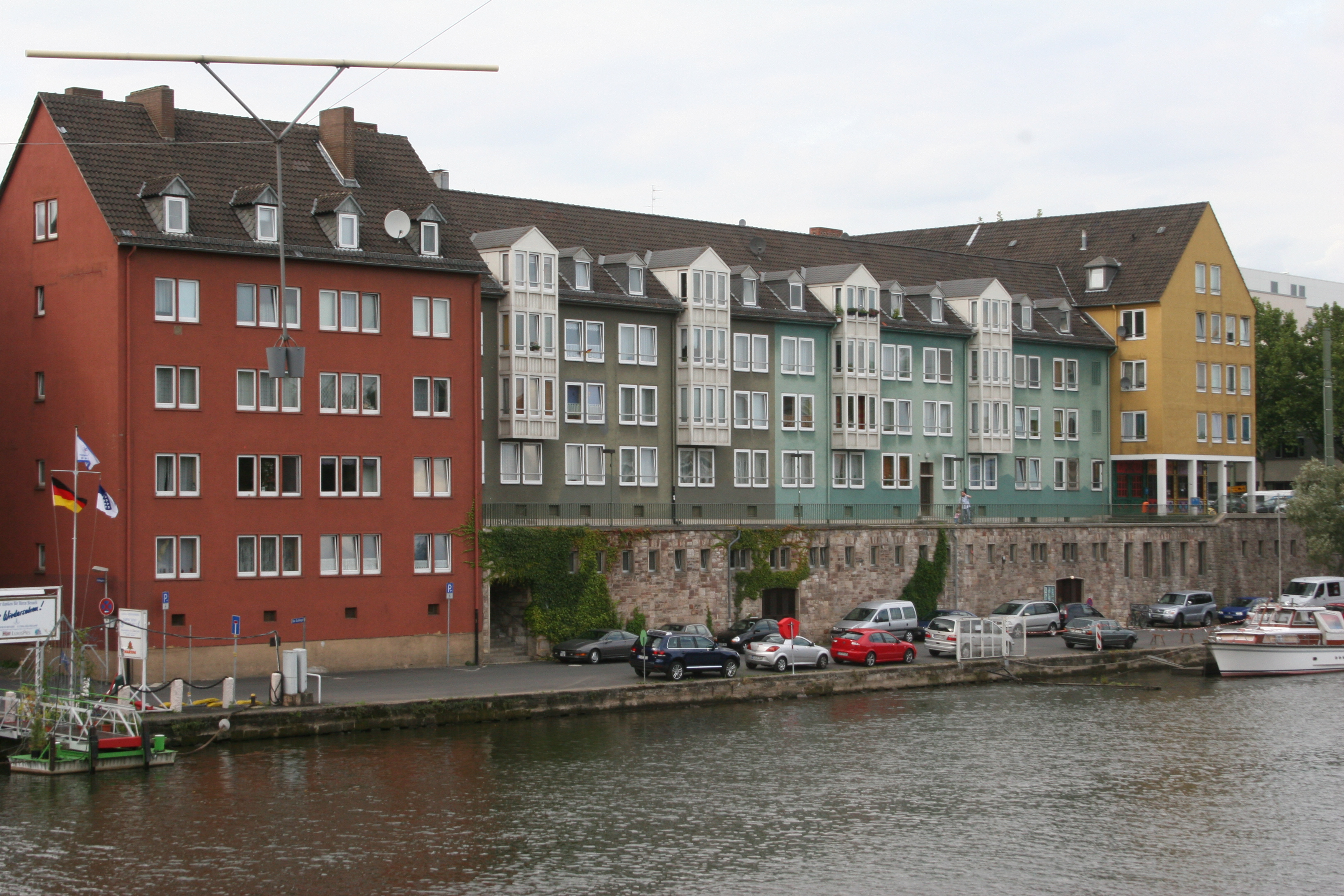
Die Schlagd in Kassel. Wiederaufbauensemble von Paul Bode, 1953
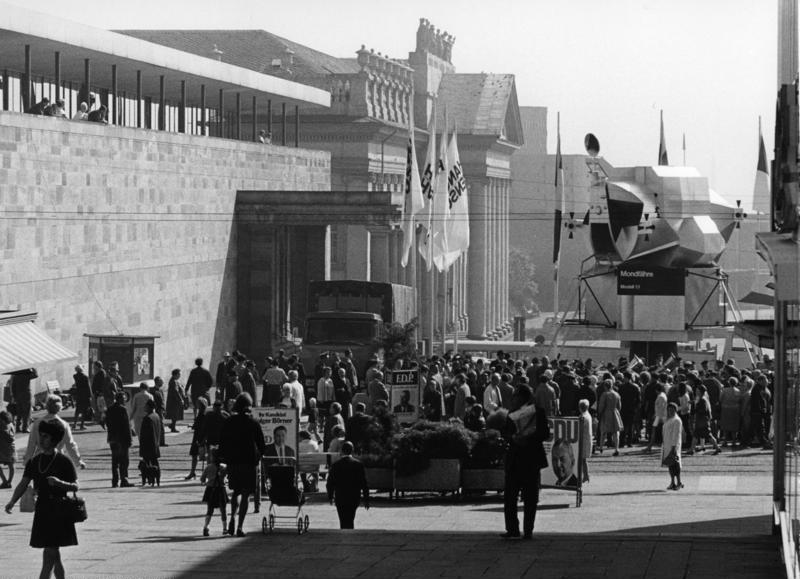
Blick von der Königsstraße auf die Nordseite des Friedrichsplatzes (1969)
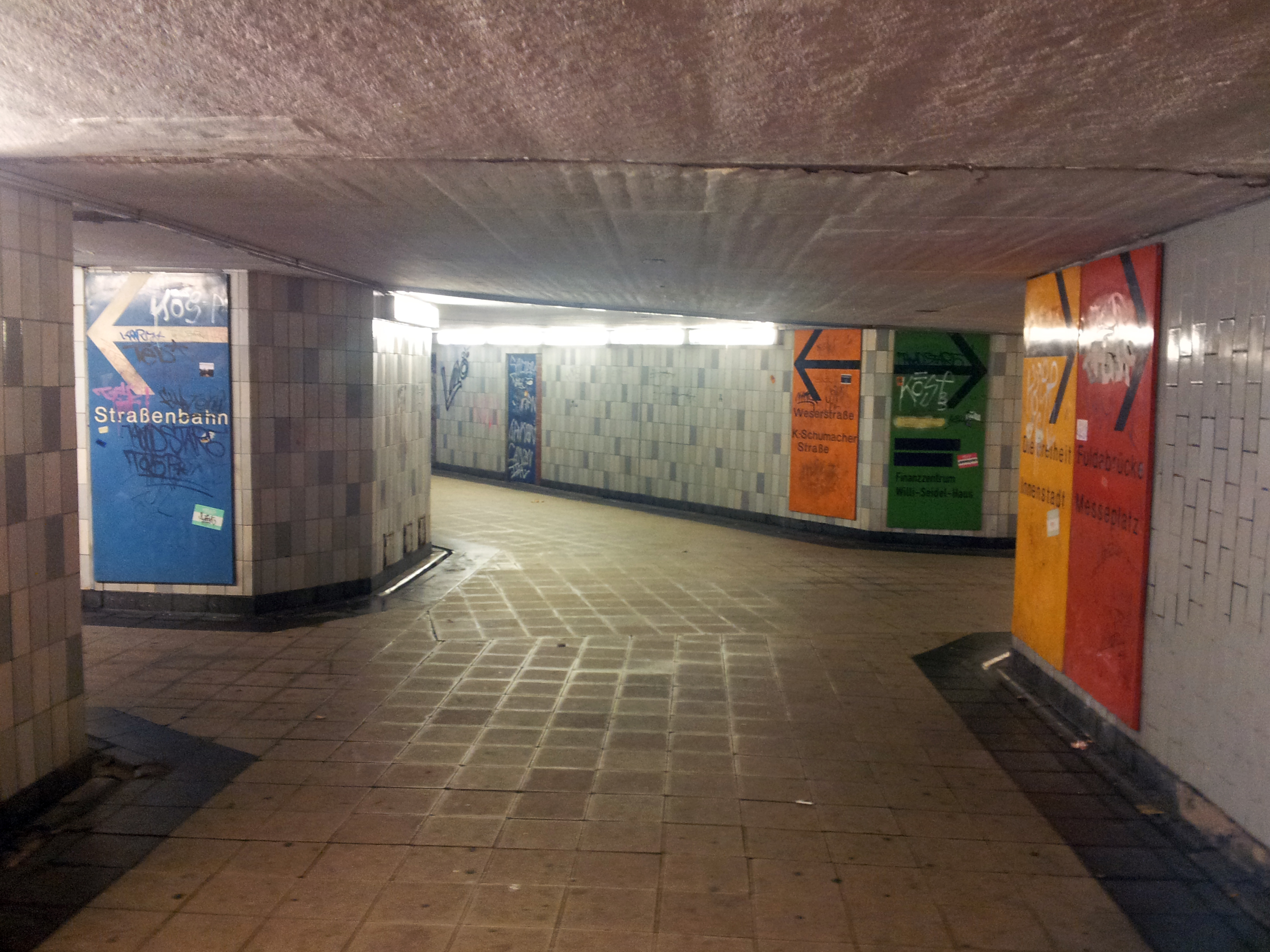
Typisch für das Kassel der Nachkriegszeit war ein Netz von Unterführungen, die mittlerweile jedoch fast alle zugeschüttet wurden.

Der Wiederaufbau der Stadt wurde nach Plänen, die aus der NS-Zeit stammten, und nach Vorstellungen der „autogerechten Stadt“ umgesetzt. Unter anderem entstand mit dem Innenstadtring ein Straßenring um die Innenstadt. Pferdemarkt und Entenanger wurden neu erbaut. Mit der am 9. November 1953 eröffneten Treppenstraße wurde die erste Fußgängerzone der Bundesrepublik Deutschland angelegt. Es entstanden auch zahlreiche Unterführungen, unter anderem eine von der Treppenstraße bis zum Hauptbahnhof, in der sich der U-Bahnhof Hauptbahnhof der Kasseler Straßenbahn befand. 1961 führte Kassel als erste Stadt in Deutschland die Parkscheibe ein.
Als Begleitprogramm zur Bundesgartenschau 1955 wurde von Arnold Bode die documenta 1 initiiert, die sich seitdem zu der weltweit bedeutendsten Ausstellung moderner Kunst entwickelt hat. Zwischen 1980 und 1982 wurde unter dem Begriff documenta urbana zu Demonstrations- und Ausstellungszwecken eine Siedlung im Südwesten Kassels erbaut. Die sogenannte Kasseler Schule setzte im Grafikdesign der jungen Bundesrepublik neue Impulse und stand in der Tradition des Neuen Frankfurt.

### Seit 1990
Zwischen dem 29. Mai und dem 1. Juni 1991 wurde der neue Bahnhof Kassel-Wilhelmshöhe eingeweiht. Es war seit Jahrzehnten der erste Bahnhof in Deutschland, dessen Entwurf aus einem Architekturwettbewerb ausgewählt worden war, und der erste, der als ICE-Bahnhof geplant war. 1992 wurde die documenta-Halle eingeweiht. Ab 1995 wurde das Stadtbahnkonzept RegioTram Kassel realisiert.
Ab den 1990er Jahren wurde die Unterneustadt, die nach ihrer Zerstörung im Zweiten Weltkrieg nicht wiederaufgebaut worden war, neu bebaut.
Seit 2013 zählt der Bergpark zum Weltkulturerbe der UNESCO.

### Eingemeindungen

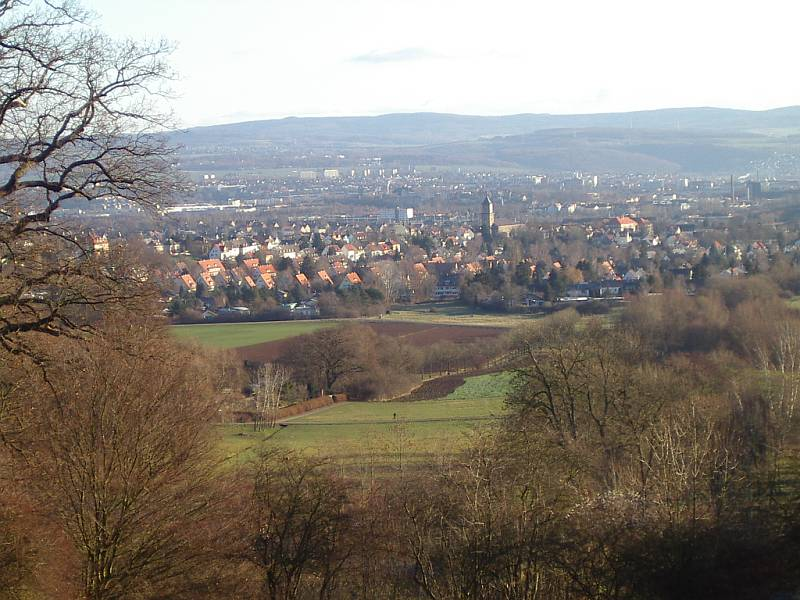
Blick vom Bergpark Wilhelmshöhe am Neuen Wasserfall nach Kassel-Kirchditmold (mit Kirche; im Hintergrund der Kaufunger Wald; nach NO; 7. Dezember 2003)

Ehemals selbständige Gemeinden und Gemarkungen, die nach Kassel eingegliedert wurden:
| Jahr              | Orte                                                                                | Zuwachs in ha |
| ----------------- | ----------------------------------------------------------------------------------- | ------------- |
| 1. April 1899     | Wehlheiden                                                                          | 372           |
| 1. April 1906     | Wahlershausen, Kirchditmold, Rothenditmold, Bettenhausen                            | 1770          |
| 4. Januar 1926    | Gutsbezirk Fasanenhof (Fasanenhof)                                                  | 142           |
| 15. November 1928 | Gutsbezirk Oberförsterei Kirchditmold, Wilhelmshöhe, Kragenhof, Oberförsterei Ehlen | 2968          |
| 1936              | Waldau, Niederzwehren, Oberzwehren, Nordshausen, Harleshausen, Wolfsanger           | 2483          |

Während viele andere deutsche Großstädte ihre Bevölkerungszahl durch den Neuzuschnitt der kommunalen Grenzen vergrößern konnten, gab es im Zuge der Gebietsreform in Hessen in den 1970er Jahren keine Eingemeindungen in die Stadt Kassel, so scheiterte eine Eingemeindung von Lohfelden am Widerstand der dortigen Gemeinde. Das Kasseler Stadtgebiet hat die Grenzen von 1936, sodass sich der Verlauf der Einwohnerzahl unverfälscht auf dasselbe Gebiet bezieht.
Die selbstständigen Nachbargemeinden profitierten vom Standort, nicht zuletzt weil dessen Siedlungs- und Gewerbeflächen nahtlos an Kassel übergehen. Als Kompensation musste Lohfelden 1975 Gemarkungen im Industriegebiet abtreten, die Stadt Kassel wiederum ermöglichte der Gemeinde die gemeinsame Erschließung des Grenzgebiets.

## Einwohnerentwicklung

Bevölkerungsentwicklung von Kassel von 1871 bis 2018

Zu Beginn des 19. Jahrhunderts hatte Kassel rund 20.000 Einwohner. Diese Zahl hatte sich durch die Industrialisierung bis 1895 vervierfacht. 1899 überschritt die Einwohnerzahl der Stadt die Grenze von 100.000 Einwohnern, wodurch das damalige Cassel zur Großstadt wurde. Bis 1943 stieg sie auf 225.694, was den historischen Höchststand Kassels bedeutet. Nach einem kriegsbedingten Rückgang und einem Anstieg der Einwohnerzahl in äußeren Stadtteilen überschritt die Hauptwohnsitz-Einwohnerzahl ab 1961 mehrfach die 200.000-Marke. Im Dezember 2015 wurde diese Marke erneut erreicht, mithin ein Einwohnerzuwachs gegenüber Dezember 2014 von fast 6.000.

### Ausländeranteil
In Kassel leben ca. 49.663 Ausländer (automatisiertes Melderegister der Stadt Kassel, Stand: 31. Dezember 2024). Der Anteil aller Ausländer an der Gesamtbevölkerung beträgt 12,5 % und liegt damit über dem Durchschnitt in Deutschland von etwa acht Prozent. Da allerdings generell ausländische Mitbürger wesentlich häufiger in Großstädten über 100.000 Einwohnern leben als deutsche Staatsangehörige (47 % zu 29 % der jeweiligen Bevölkerungsgruppe), ist der Ausländeranteil bezogen auf Städte dieser Größenordnung (etwa 15 % in Westdeutschland) unterdurchschnittlich.
Die Verteilung auf das Stadtgebiet ist sehr unterschiedlich. So beträgt der Ausländeranteil im Jungfernkopf 5,4 % und in der Nordstadt 39,1 %.

### Lebensqualität
Bei einem Ranking im Auftrag der Wirtschaftswoche und der Initiative Neue Soziale Marktwirtschaft landete Kassel 2011 in einem sogenannten „Dynamikranking“ der 50 größten deutschen Städte auf dem ersten Platz. Ausschlaggebend war dabei der Anstieg der Zahl sozialversicherungspflichtig Beschäftigter, der Rückgang der Arbeitslosenquote und der Anstieg des durchschnittlich verfügbaren Einkommens in Kassel. Die Untersuchung stützte sich auf 91 Indikatoren, unter anderem aus der volkswirtschaftlichen Gesamtrechnung, Daten des Statistischen Bundesamtes oder der Bundesagentur für Arbeit. In der Kategorie Lebensqualität erreichte Kassel dabei Platz drei. Entscheidend waren dabei Indikatoren wie die Erreichbarkeit von Autobahnen, die Ärztedichte, die Kita-Betreuungsquote und die Anzahl der Erholungsgebiete.

## Religion und Kirchen

### Konfessionsstatistik
Laut Zensus 2011 überwiegen im Ballungsraum Rhein-Main sowie Kassel die Zugehörigkeiten zu Religionsgemeinschaften jenseits der großen christlichen Kirchen. Nach den Ergebnissen des Zensus am 9. Mai 2011 waren von den Einwohnern 15,0 % katholisch, 42,1 % evangelisch und 42,9 % wurden den Rubriken „Sonstige“ oder „Keiner ö.-r. Religionsgesellschaft zugehörig“ zugeordnet. Ende 2022 waren von den 207.622 Einwohnern 29,4 % (61.126) evangelisch, 11,5 % katholisch und 59,1 % waren konfessionslos oder gehörten einer anderen Glaubensgemeinschaft an. Am Stichtag 31. Dezember 2023 waren nach Recherchen der Forschungsgruppe Weltanschauungen in Deutschland 28,1 % (58.452) der Einwohner der Stadt evangelisch, 11 % römisch-katholisch und 60,9 % waren konfessionsfrei oder gehörten einer sonstigen Glaubensgemeinschaft an.
Laut kirchliche Statistik (Angaben der Evangelischen Kirche in Kurhessen-Waldeck) lebten Jahresende 2022 zirka 61.150 Gemeindeglieder in der Stadt, Jahresende 2023 58.500 und Jahresende 2024 lebten 56.000 Gemeindeglieder in der Stadt.
Nach einer Berechnung aus den Zensuszahlen für die Personen mit Migrationshintergrund lag der Bevölkerungsanteil der Muslime in Kassel 2011 bei 9,4 % (rund 17.900 Personen).

### Geschichte

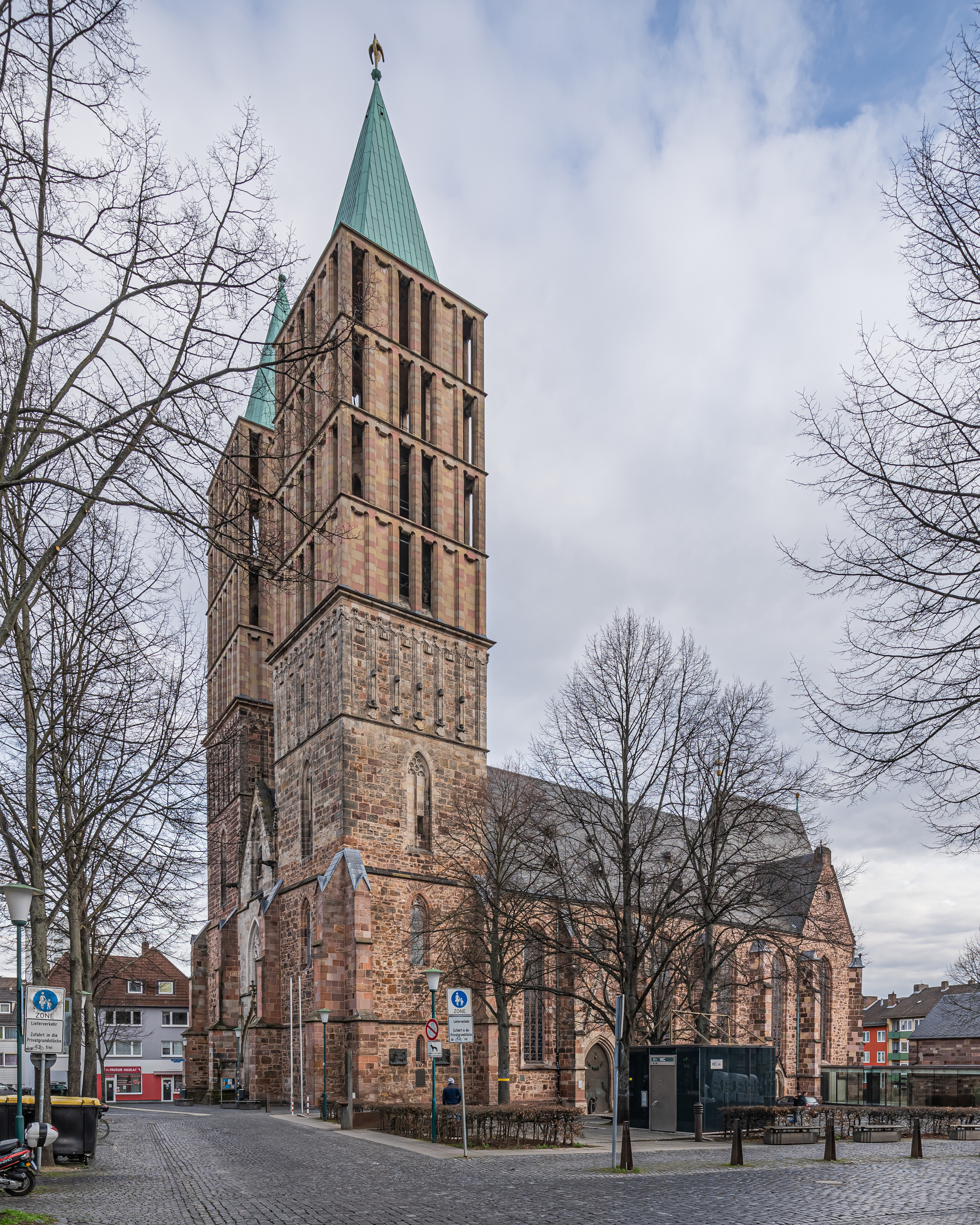
Die protestantische Martinskirche wurde 1462 geweiht. Von Anfang des 16. Jahrhunderts bis zum Ende des 18. Jahrhunderts wurden hier die hessischen Landgrafen beigesetzt.

Kassel gehörte vor der Reformation zum Erzbistum Mainz. 1526 leitete Landgraf Philipp in Hessen die Reformation ein. Zu Beginn des 17. Jahrhunderts verordnete der Landgraf von Hessen-Kassel, Moritz der Gelehrte, das reformierte Bekenntnis. 1907 kam es in der Folge von Predigten des Evangelisten Heinrich Dallmeyer zu einer Erweckungsbewegung (dazu Berliner Erklärung und Kasseler Erklärung). Die später mit „Evangelische Landeskirche in Hessen-Kassel“ benannte Kirche vereinigte sich 1934 mit der Evangelischen Landeskirche in Waldeck zur Evangelischen Kirche von Kurhessen-Waldeck. Innerhalb dieser Landeskirche gehören die Kirchengemeinden Kassels – sofern sie nicht zu einer Freikirche gehören – zu den Kirchenkreisen Kassel-Mitte, Kassel-Ost und Kassel-West (ab 1. Januar 2005: Stadtkirchenkreis Kassel) des Sprengels Kassel.
Die neue apostolische Gemeinde Cassel wurde am 1. Februar 1900 gegründet. Die Neuapostolische Kirche im Kirchenbezirk Kassel umfasst derzeit fünf Stadtgemeinden und zehn Gemeinden in der Region mit insgesamt über 2.000 Mitgliedern. Eine evangelisch-freikirchliche Gemeinde (Baptisten) gibt es in Kassel seit 1847. Im Kasseler Stadtgebiet sind drei Baptistengemeinden mit insgesamt 550 getauften Mitgliedern tätig. Sie gehören zur Evangelisch-Freikirchlichen Vereinigung Hessen-Siegerland. Seit 1910 besteht die Freie evangelische Gemeinde in Kassel. Die Urgemeinde ist in Wilhelmshöhe in der Kurhausstraße ansässig. Im Jahr 2000 kam eine zweite in der Sandershäuser Straße in Bettenhausen hinzu. Beide gehören zum Bund Freier evangelischer Gemeinden in Deutschland. 1873 wurde die evangelisch-lutherische St. Michaelisgemeinde gegründet.
Nachdem sich reformationsbedingt alle katholischen Gemeinden in Kassel aufgelöst hatten, gibt es seit 1731 wieder römisch-katholische Gemeindeglieder in Kassel. Ab 1776 wurden wieder Gottesdienste zugelassen, zumal der damalige Landgraf Friedrich II. selbst römisch-katholisch geworden war. Der Anteil der römischen Katholiken vergrößerte sich danach stets, so dass sich bald wieder eigenständige Kirchengemeinden bildeten. Diese gehören seit 1821 zum Bistum Fulda.
Die alt-katholische Gemeinde, die nach dem Zweiten Weltkrieg vor allem für die heimatvertriebenen Alt-Katholiken aus dem Sudetenland (Bistum Warnsdorf) gegründet wurde, hat im Vorderen Westen ihr Gemeindezentrum.
In Kassel bestehen darüber hinaus auch einige orthodoxe Kirchengemeinden, darunter eine antiochenisch-orthodoxe, eine russisch-orthodoxe (Gemeinde zu Ehren der Heiligen Neumärtyrer Russlands) sowie eine serbisch-orthodoxe Gemeinde.
Bereits seit den 1960er Jahren besteht eine große Anzahl kleiner Gebetshäuser für die islamische Bevölkerung und die Vielzahl der einzelnen Strömungen. Eine der ältesten Gemeinden ist die der DİTİB-Stadtmoschee (Merkez Camii) in der Nordstadt. Sie beherbergt einen Gebetsraum, eine Teestube und einen Garten. Ein größerer Neubau befindet sich seit 2008 auf dem Gelände der Graf-Haeseler-Kaserne in Niederzwehren, im selben Jahr wurde der Grundstein für die Mevlana-Moschee Kassel-Mattenberg für etwa 300 Gläubige in der Mattenbergsiedlung gelegt. Mit der Mahmud-Moschee der Ahmadiyya Muslim Jamaat mit Minarett und Kuppel ist eine weitere Moschee in Kassel vorhanden.
Seit dem Mittelalter ist eine jüdische Gemeinde in Kassel nachgewiesen. Sie war über Jahrhunderte integraler Bestandteil der Gesellschaft und bestand ununterbrochen bis in die 1930er Jahre, als die Barbarei der Nationalsozialisten auch in Kassel das jüdische Leben nahezu beendete. Die Zerstörung jüdischer Glaubenseinrichtungen in der Stadt begann bereits am 7. November 1938 durch in Zivil gekleidete SA- und SS-Angehörige, zwei Tage vor den Pogromen der Reichspogromnacht. Von 2301 Menschen jüdischen Glaubens (1933) gründeten etwa noch 300 Menschen die Gemeinde nach dem Ende der NS-Diktatur neu. Durch starke Zuwanderung in den 1990er Jahren ist die Gemeinde wieder auf etwa 1300 Gemeindemitglieder angewachsen (Stand: 2006). Seit dem Jahr 2000 wurde der Neubau der Synagoge unweit des Standorts der alten Synagoge fertiggestellt und am 28. Mai 2000 eingeweiht.
In Kassel gibt es sowohl eine kleine Gemeinde tibetischer Buddhisten als auch afghanischer Hindus und Sikhs. Zudem existiert eine Gemeinde der Aleviten, die sich selbst nicht als islamische Gemeinschaft verstehen. Diese unterhalten ein Gebetshaus am Stern.

## Politik

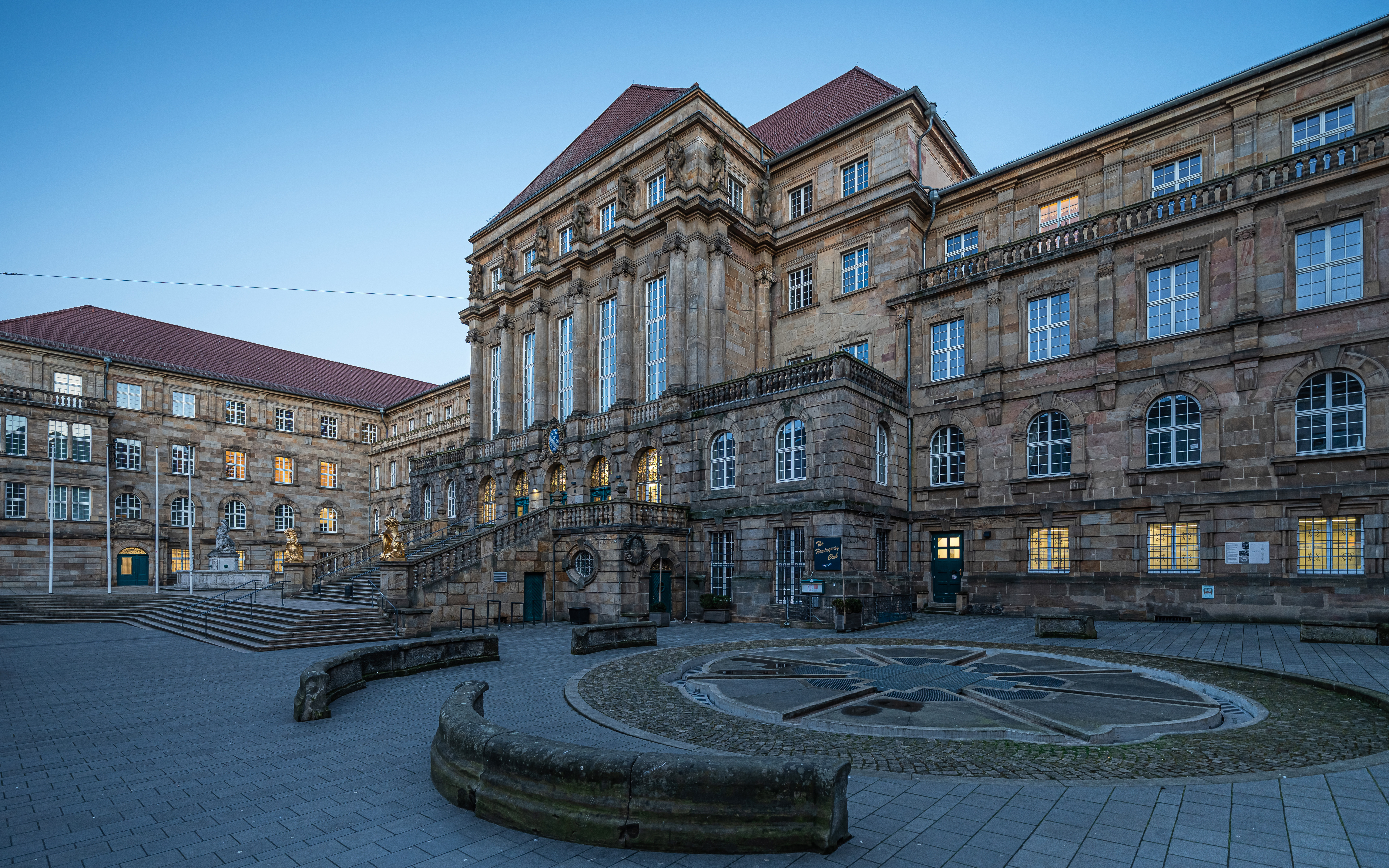
Das Rathaus in der Oberen Königsstraße

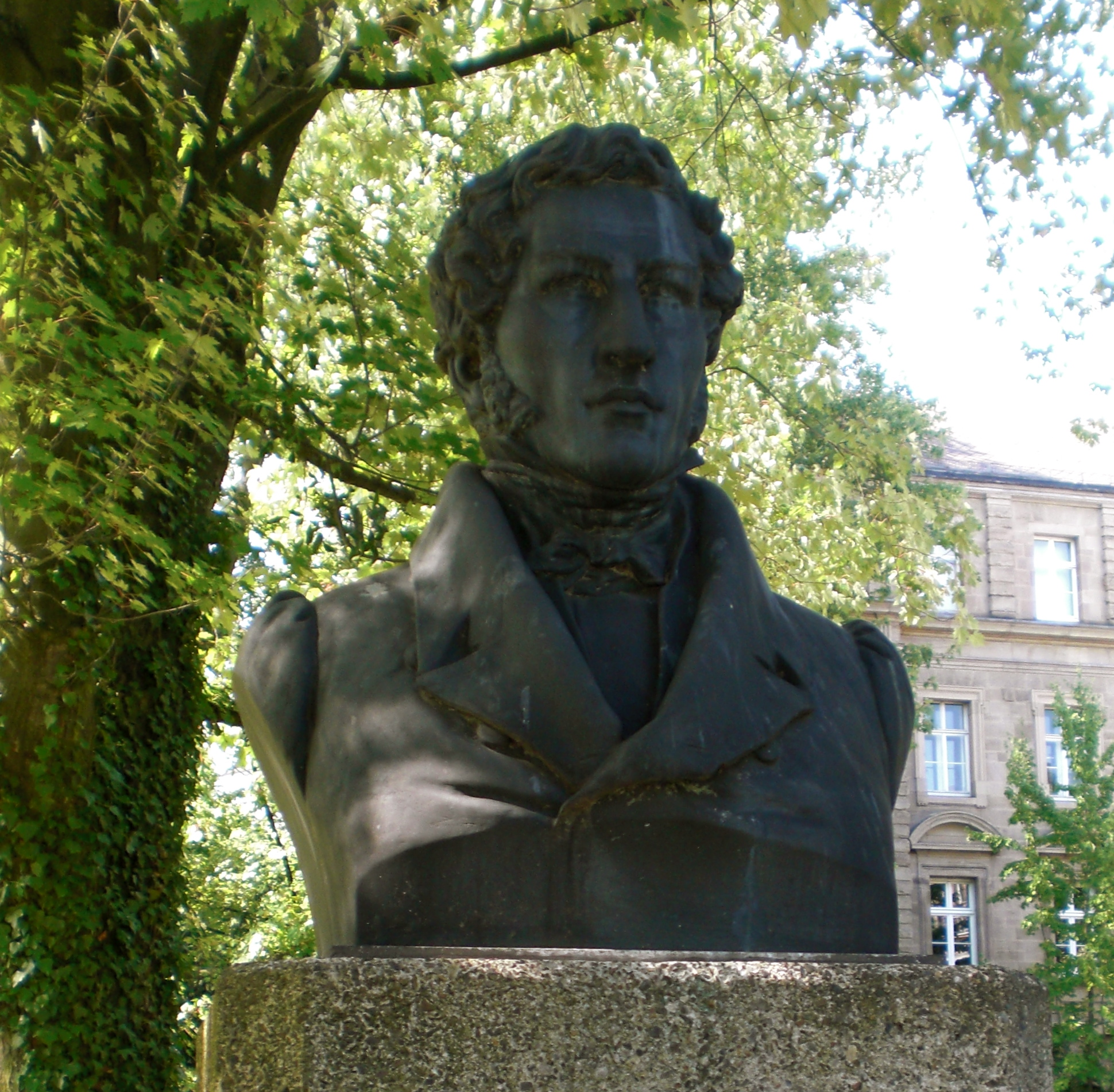
Schomburg-Denkmal des Oberbürgermeisters und Vorsitzenden des kurhessischen Landtags 1821–1841, Karl Schomburg

Die kreisfreie Stadt Kassel wurde von 2006 bis 2016 von einer Koalition aus SPD und Grünen regiert.
Nach der Kommunalwahl 2016 reichte es nicht mehr für eine Fortsetzung der rot-grünen Regierung. Seitdem regierte bis Anfang 2020 eine Koalition aus SPD, Grünen und einem fraktionslosen Stadtverordneten.
Seit 2021 regierte eine Koalition von Grünen und SPD, die Anfang Juni 2022 jedoch zerbrach. Daraufhin kam es zu einer Jamaika-Koalition zwischen Grünen, CDU und FDP, die im Dezember 2022 begann.
Der Verwaltungsaufbau der Stadt Kassel richtet sich nach der Hessischen Gemeindeordnung. Danach besteht die Stadtverordnetenversammlung als oberstes Organ der kommunalen Selbstverwaltung aus 71 von den Bürgern der Stadt gewählten Stadtverordneten.
Der Magistrat als ausführendes Organ besorgt die laufende Verwaltung der Stadt und besteht aus dreizehn ehrenamtlichen und fünf hauptamtlichen Stadträten, von denen der Oberbürgermeister den Vorsitz innehat. Die Stadt Kassel ist in 23 Ortsbezirke unterteilt, deren Bürger jeweils einen Ortsbeirat wählen. Der Ortsbeirat wiederum wählt aus seiner Mitte einen Ortsvorsteher.
Historisch stand an der Spitze der Stadt Kassel der Rat. Die Bürgermeister vertraten die Gemeinde gegenüber dem Rat. Die Zahl der Bürgermeister schwankte zwischen vier und acht. Sie wurden von den Zünften und der übrigen Bürgerschaft bestellt. Die Bürgermeister hatten Sitz und Stimme im Rat und überwachten das Finanz- und Steuerwesen der Stadt. Im Königreich Westphalen standen ein Maire und ein Munizipalrat nach französischem Vorbild an der Spitze der Stadt. In kurhessischer Zeit trat 1834 die hessische Gemeindeordnung in Kraft. Danach hatte Kassel einen Oberbürgermeister und einen Bürgermeister als leitenden und vollziehenden Beamten neben der Stadtverordnetenversammlung als mitverwaltende Instanz.
Es gibt einen Bundestagswahlkreis Kassel, der neben der Stadt auch noch Gemeinden des gleichnamigen Landkreises umfasst. Bei Landtagswahlen ist die Stadt in die Wahlkreise Kassel-Stadt I (West) und Kassel-Stadt II (Ost) unterteilt.

### Stadtoberhäupter (Auswahl)
Oberbürgermeister der Stadt Kassel ist seit dem 22. Juli 2023 Sven Schoeller (Bündnis 90/Die Grünen). Er wurde bei der Stichwahl am 23. März 2023 mit 50,38 Prozent der Stimmen gewählt.
| - 1821–1841: Carl Schomburg - 1842–1848: Nicolaus Ludwig Arnold - 1848–1863: Heinrich Wilhelm Hartwig (Mitglied des liberalen Wahlkomitees) - 1850–1851: Carl Ludwig Henkel (zwischenzeitlich) - 1864–1875: Friedrich Nebelthau (NLP) - 1875–1892: Emil Weise (NLP) - 1892–1898: Albert Westerburg - 1900–1912: August Müller - 1912–1913: Ernst Scholz (DVP) - 1913–1919: Erich Koch (DDP) - 1919–1925: Philipp Scheidemann (SPD) - 1925–1933: Herbert Stadler (DDP) | - 1933–1945: Gustav Lahmeyer (NSDAP) - 1945–1954: Willi Seidel (SPD) - 1954–1963: Lauritz Lauritzen (SPD) - 1963–1975: Karl Branner (SPD) - 1975–1991: Hans Eichel (SPD) - 1991–1993: Wolfram Bremeier (SPD) - 1993–2005: Georg Lewandowski (CDU) - 2005–2017: Bertram Hilgen (SPD) - 2017–2023: Christian Geselle (SPD, später parteilos) - seit 2023: Sven Schoeller (Grüne) |

### Bürgermeister-Direktwahlen
| Jahr  | Kandidaten         | Partei            | Ergebnis in % | Wahlbeteiligung in % |
| ----- | ------------------ | ----------------- | ------------- | -------------------- |
| 20231 | Sven Schoeller     | Grüne             | 50,4          | 33,2                 |
| 20231 | „Nein“             | „Nein“            | 49,6          | 33,2                 |
| 2023  | Christian Geselle  | unabhängig        | 31,6          | 40,9                 |
| 2023  | Sven Schoeller     | Grüne             | 27,8          | 40,9                 |
| 2023  | Eva Kühne-Hörmann  | CDU               | 16,8          | 40,9                 |
| 2023  | Isabel Carqueville | SPD               | 12,8          | 40,9                 |
| 2023  | Violetta Bock      | Linke             | 9,2           | 40,9                 |
| 2023  | Stefan Käufler     | PARTEI            | 1,9           | 40,9                 |
| 2017  | Christian Geselle  | SPD               | 55,6          | 36,5                 |
| 2017  | Dominique Kalb     | CDU               | 18,3          | 36,5                 |
| 2017  | Eva Koch           | Grüne             | 9,2           | 36,5                 |
| 2017  | Murat Çakır        | Linke             | 8,4           | 36,5                 |
| 2017  | Bernd Hoppe        | FW                | 4,8           | 36,5                 |
| 2017  | Matthias Spindler  | PARTEI            | 2,7           | 36,5                 |
| 2011  | Bertram Hilgen     | SPD               | 51,3          | 42,6                 |
| 2011  | Ernst Wegener      | CDU               | 23,4          | 42,6                 |
| 2011  | Andreas Jürgens    | Grüne             | 14,9          | 42,6                 |
| 2011  | Kai Boeddinghaus   | Linke             | 6,4           | 42,6                 |
| 2011  | Olaf Petersen      | Piraten           | 2,2           | 42,6                 |
| 2011  | Bernd Häfner       | FW                | 1,8           | 42,6                 |
| 20051 | Bertram Hilgen     | SPD               | 53,4          | 46,4                 |
| 20051 | Georg Lewandowski  | CDU               | 46,6          | 46,4                 |
| 1999  | Georg Lewandowski  | CDU               | 60,7          | 50,1                 |
| 1999  | Ilona Caroli       | SPD               | 37,1          | 50,1                 |
| 1999  | Peter Strohschein  | Peter Strohschein | 1,4           | 50,1                 |
| 1999  | Harry Rimbach      | Harry Rimbach     | 0,8           | 50,1                 |
| 1993  | Georg Lewandowski  | CDU               | 60,2          | 51,9                 |
| 1993  | Wolfram Bremeier   | SPD               | 38,0          | 51,9                 |
| 1993  | Bernhard Höpfner   | Bernhard Höpfner  | 1,8           | 51,9                 |

1 Stichwahl

### Stadtverordnetenversammlung

Stärkste Partei bei der Kommunalwahl 2021 nach Stadtteil:
Grüne
SPD
CDU

Die Stadtverordnetenversammlung ist das oberste Organ der Stadt und besteht in Kassel aus den Stadtverordneten, die in Fraktionen organisiert sind. Ihre Zusammensetzung wird alle fünf Jahre bei der Kommunalwahl durch die Wahlbevölkerung der Stadt bestimmt. Wählen darf, wer das 18. Lebensjahr vollendet hat und Deutscher Staatsbürger im Sinne des Grundgesetzes oder Staatsangehöriger eines der übrigen Mitgliedstaaten der Europäischen Union ist. Für alle gilt, dass sie seit mindestens drei Monaten in der Stadt gemeldet sein müssen.
Die Kommunalwahl am 14. März 2021 lieferte folgendes Ergebnis, in Vergleich gesetzt zu früheren Kommunalwahlen:
- Linke: 8
- PARTEI: 1
- SPD: 17
- Grüne: 20
- Rettet die Bienen: 1
- FDP: 4
- FW: 2
- CDU: 14
- AfD: 4

| Wahl zur Stadtverordnetenversammlung Kassel 2021Wahlbeteiligung: 43,7 % 3020100 28,724,619,211,25,62,31,91,0n. k. GrüneSPDCDULinkeFDPAfDFWBienenhPARTEIPiratenGewinne und Verlusteim Vergleich zu 2016 %p 12 10 8 6 4 2 0 −2 −4 −6+10,7−4,9−1,5+0,6± 0,0−5,4−0,7+1,9+1,0−1,6GrüneSPDCDULinkeFDPAfDFWBienenPARTEIPiratenAnmerkungen:h Rettet die Bienen |

| Parteien und Wählergemeinschaften | Parteien und Wählergemeinschaften                                | 2021     | 2021  | 2016     | 2016  | 2011     | 2011  | 2006     | 2006  | 2001     | 2001  | 1997     | 1997  | 1993     | 1993  |
| Parteien und Wählergemeinschaften | Parteien und Wählergemeinschaften                                | Anteil a | Sitze | Anteil a | Sitze | Anteil a | Sitze | Anteil a | Sitze | Anteil a | Sitze | Anteil a | Sitze | Anteil a | Sitze |
| --------------------------------- | ---------------------------------------------------------------- | -------- | ----- | -------- | ----- | -------- | ----- | -------- | ----- | -------- | ----- | -------- | ----- | -------- | ----- |
| Grüne                             | Bündnis 90/Die Grünen                                            | 28,7     | 20    | 18,0     | 13    | 24,9     | 18    | 15,4     | 11    | 16,8     | 12    | 15,6     | 13    | 14,0     | 11    |
| SPD                               | Sozialdemokratische Partei Deutschlands                          | 24,6     | 17    | 29,5     | 21    | 36,4     | 26    | 39,8     | 28    | 36,0     | 26    | 36,0     | 30    | 29,8     | 22    |
| CDU                               | Christlich Demokratische Union Deutschlands                      | 19,2     | 14    | 20,7     | 15    | 24,2     | 17    | 29,1     | 21    | 35,4     | 25    | 33,0     | 28    | 36,9     | 28    |
| Die Linke                         | Kasseler Linke                                                   | 11,2     | 8     | 10,6     | 7     | 6,7      | 5     | 6,8      | 5     | 3,2      | 2     | —        | —     | —        | —     |
| FDP                               | Freie Demokratische Partei                                       | 5,6      | 4     | 5,6      | 4     | 2,5      | 2     | 5,5      | 4     | 5,1      | 4     | 3,3      | —     | 7,7      | 6     |
| AfD                               | Alternative für Deutschland                                      | 5,6      | 4     | 11,0     | 8     | —        | —     | —        | —     | —        | —     | —        | —     | —        | —     |
| FW                                | Freie Wähler Kassel                                              | 2,3      | 2     | 3,0      | 2     | 1,8      | 1     | 1,8      | 1     | —        | —     | —        | —     | —        | —     |
| Bienen                            | Rettet die Bienen                                                | 1,9      | 1     | —        | —     | —        | —     | —        | —     | —        | —     | —        | —     | —        | —     |
| PARTEI                            | Die PARTEI                                                       | 1,0      | 1     | —        | —     | —        | —     | —        | —     | —        | —     | —        | —     | —        | —     |
| Piraten                           | Piratenpartei Deutschland                                        | —        | —     | 1,6      | 1     | 2,7      | 2     | —        | —     | —        | —     | —        | —     | —        | —     |
| AUF-Kassel                        | Wahlbündnis AUF-Kassel                                           | —        | —     | —        | —     | 0,8      | 0     | 1,7      | 1     | 1,3      | 1     | —        | —     | —        | —     |
| BfK                               | Bündnis für Kassel - Freie Wählergemeinschaft und Rentner-Partei | —        | —     | —        | —     | —        | —     | —        | —     | 2,1      | 1     | —        | —     | —        | —     |
| REP                               | Die Republikaner                                                 | —        | —     | —        | —     | —        | —     | —        | —     | —        | —     | 4,6      | —     | 5,4      | 4     |
| Rentner                           | Rentner Partei Deutschland                                       | —        | —     | —        | —     | —        | —     | —        | —     | —        | —     | 3,0      | —     | —        | —     |
| FWG                               | Freie Wähler-Gemeinschaft                                        | —        | —     | —        | —     | —        | —     | —        | —     | —        | —     | 2,7      | —     | 5,7      | —     |
| PDS                               | Partei des Demokratischen Sozialismus                            | —        | —     | —        | —     | —        | —     | —        | —     | —        | —     | 1,4      | —     | —        | —     |
| Statt                             | Statt Partei                                                     | —        | —     | —        | —     | —        | —     | —        | —     | —        | —     | 0,3      | —     | —        | —     |
| ÖDP                               | Ökologisch-Demokratische Partei                                  | —        | —     | —        | —     | —        | —     | —        | —     | —        | —     | —        | —     | 0,5      | —     |
| Gesamt                            | Gesamt                                                           | 100,0    | 71    | 100,0    | 71    | 100,0    | 71    | 100,0    | 71    | 100,0    | 71    | 100,0    | 71    | 100,0    | 71    |
| Wahlbeteiligung in %              | Wahlbeteiligung in %                                             | 43,7     | 43,7  | 42,8     | 42,8  | 42,4     | 42,4  | 37,1     | 37,1  | 46,2     | 46,2  | 63,8     | 63,8  | 67,5     | 67,5  |

### Weitere Wahlen
In der folgenden Tabelle sind die Ergebnisse von Bundestags-, Landtags- und Europawahlen in Kassel-Stadt dargestellt.
| Jahr | Wahl           | Wahlbeteiligung | SPD  | CDU  | Grüne | Linke 1 | AfD  | BSW | FDP  | Sonst. |
| ---- | -------------- | --------------- | ---- | ---- | ----- | ------- | ---- | --- | ---- | ------ |
| 2025 | Bundestagswahl | 79,8            | 20,7 | 19,5 | 17,3  | 15,5    | 14,2 | 5,6 | 3,5  | 3,7    |
| 2024 | Europawahl     | 60,3            | 17,9 | 20,4 | 19,7  | 6,1     | 10,3 | 5,8 | 4,4  | 15,4   |
| 2023 | Landtagswahl   | 59,9            | 18,0 | 25,1 | 21,6  | 8,5     | 14,8 | —   | 3,9  | 8,1    |
| 2021 | Bundestagswahl | 72,0            | 28,6 | 15,8 | 23,1  | 8,3     | 6,8  | —   | 9,8  | 7,5    |
| 2019 | Europawahl     | 55,3            | 19,3 | 17,4 | 30,8  | 8,0     | 7,5  | —   | 4,6  | 12,4   |
| 2018 | Landtagswahl   | 62,2            | 21,4 | 19,4 | 25,3  | 11,7    | 10,7 | —   | 5,7  | 5,9    |
| 2017 | Bundestagswahl | 73,0            | 25,5 | 23,6 | 13,7  | 13,6    | 9,9  | —   | 8,9  | 4,7    |
| 2014 | Europawahl     | 40,0            | 29,7 | 21,7 | 19,2  | 11,0    | 8,0  | —   | 3,1  | 7,3    |
| 2013 | Bundestagswahl | 68,5            | 31,5 | 29,4 | 15,0  | 10,4    | 4,8  | —   | 4,1  | 4,9    |
| 2013 | Landtagswahl   | 68,4            | 33,6 | 28,7 | 16,2  | 9,2     | 3,4  | —   | 3,6  | 5,3    |
| 2009 | Bundestagswahl | 69,5            | 28,4 | 24,9 | 17,2  | 12,5    | —    | —   | 12,2 | 4,8    |
| 2009 | Europawahl     | 35,6            | 26,1 | 28,7 | 22,6  | 6,6     | —    | —   | 9,5  | 6,5    |
| 2009 | Landtagswahl   | 55,9            | 28,5 | 28,6 | 19,2  | 8,3     | —    | —   | 12,6 | 2,7    |
| 2008 | Landtagswahl   | 58,5            | 42,3 | 26,4 | 11,9  | 8,5     | —    | —   | 7,5  | 3,3    |
| 2005 | Bundestagswahl | 75,6            | 41,5 | 26,3 | 14,0  | 7,5     | —    | —   | 8,0  | 2,7    |
| 2004 | Europawahl     | 37,2            | 26,0 | 32,0 | 23,4  | 4,1     | —    | —   | 6,4  | 8,1    |
| 2002 | Bundestagswahl | 76,5            | 44,4 | 29,7 | 14,4  | 2,2     | —    | —   | 6,5  | 2,7    |
| 1999 | Europawahl     | 39,2            | 36,4 | 41,6 | 12,0  | 3,0     | —    | —   | 3,4  | 3,6    |

### Magistrat
| Amt               | Name            | Partei | Dezernat                                               |
| ----------------- | --------------- | ------ | ------------------------------------------------------ |
| Oberbürgermeister | Sven Schoeller  | Grüne  | I/Recht und Kultur                                     |
| Stadtkämmerer     | Matthias Nölke  | FDP    | II/Finanzen und Wirtschaft                             |
| Stadtrat          | Heiko Lemkuhl   | CDU    | III/Ordnung, Sicherheit und Sport                      |
| Stadtrat          | Norbert Wett    | CDU    | IV/Bürgerangelegenheiten, Soziales und Digitalisierung |
| Bürgermeisterin   | Nicole Maisch   | Grüne  | V/Gesundheit, Bildung und Chancengleichheit            |
| Stadtklimarätin   | Simone Fedderke | Grüne  | VI/Stadtentwicklung, Bauen, Umwelt und Verkehr         |

Ehrenamtliche Mitglieder

### Ausländerbeirat
Der Ausländerbeirat darf die Politik in Kassel nicht direkt mitbestimmen, kann allerdings die Stadtverordnetenversammlung beraten.
Die Mitglieder des Ausländerbeirats können die ausländischen und staatenlosen Menschen vertreten, die nicht an der Wahl zur Stadtverordnetenversammlung teilnehmen dürfen. Stimmberechtigt sind alle volljährigen Bewohner Kassels, die keine deutsche oder EU-Staatsangehörigkeit besitzen. Die letzte Wahl fand am 14. März 2021 statt.
| Wahl zum Ausländerbeirat in Kassel 2021Wahlbeteiligung: 8,9 % 3020100 22,117,517,213,910,410,28,7n. k.n. k.n. k. G 2000EUROPADWPZLKALKALfKas-intNeuKaAFISLKGewinne und Verlusteim Vergleich zu 2015 %p 20 15 10 5 0 −5−10−15−20−25−20,2+0,6+17,2+13,9−7,6+10,2+8,7−9,32−8,4−5,1G 2000EUROPADWPZLKALKALKas-intNeuKaAFISLKAnmerkungen:f Afrika Liste | Sitzverteilung im Ausländerbeirat Kassel 2021Insgesamt 37 Sitze - ALK: 4 - Afrika Liste: 4 - DWP: 6 - EUROPA: 7 - G 2000: 8 - Kas-int: 3 - ZLK: 5 |

Die aktuellen und vergangenen Ergebnisse der Ausländerbeiratswahlen sind wie folgt:
| Wahllisten           | Wahllisten                 | 2021  | 2021  | 2015  | 2015  | 2010  | 2010  |
| Wahllisten           | Wahllisten                 | %     | Sitze | %     | Sitze | %     | Sitze |
| -------------------- | -------------------------- | ----- | ----- | ----- | ----- | ----- | ----- |
| G 2000               | Gemeinschaft 2000          | 22,1  | 8     | 42,3  | 16    | 71,1  | 26    |
| EUROPA               | EUROPA LISTE               | 17,5  | 7     | 16,9  | 6     | 12,9  | 5     |
| DWP                  | Democratic Women Power     | 17,2  | 6     | —     | —     | —     | —     |
| ZLK                  | Zukunfts Liste Kassel      | 13,9  | 5     | —     | —     | —     | —     |
| ALK                  | Alternative Liste Kassel   | 10,4  | 4     | 18,0  | 7     | 16,0  | 6     |
| Afrika Liste         | Afrika Liste               | 10,2  | 4     | —     | —     | —     | —     |
| Kas-int              | Kassel International       | 8,7   | 3     | —     | —     | —     | —     |
| NeuKa                | Neues Kassel               | —     | —     | 9,3   | 3     | —     | —     |
| AFI                  | Aktion für Integration     | —     | —     | 8,4   | 3     | —     | —     |
| SLK                  | Somalische Liste in Kassel | —     | —     | 5,1   | 2     | —     | —     |
| Gesamt               | Gesamt                     | 100,0 | 37    | 100,0 | 37    | 100,0 | 37    |
| Wahlbeteiligung in % | Wahlbeteiligung in %       | 8,9   | 8,9   | 6,4   | 6,4   | 10,3  | 10,3  |

### Wappen und Flagge

Flagge der Stadt Kassel

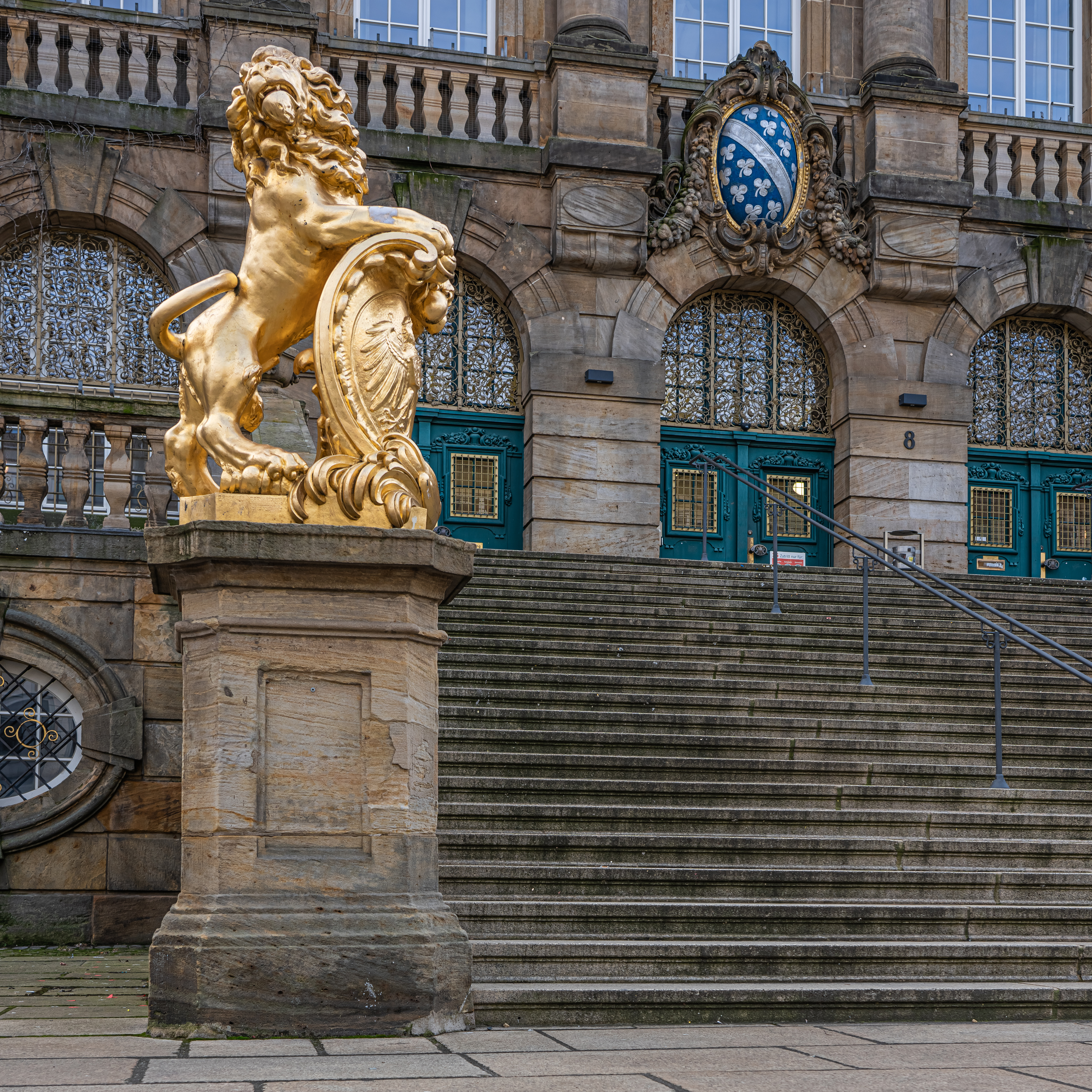
Der hessische Löwe und das Wappen an der Eingangstreppe des Kasseler Rathauses

Blasonierung: „In Blau ein silberner Schrägbalken, oben begleitet von sechs (2:4 gestellten) und unten von sieben (4:3 gestellten) schräggestellten, silbernen Kleeblättern.“ Die Stadtfarben sind Blau und Weiß.
Symbolik: Die Kleeblätter als Stadtzeichen sind schon seit dem 14. Jahrhundert als Wasserzeichen in Papier nachweisbar. Der Schrägbalken, der früher auch als Wellenbalken zu sehen war, ist ebenfalls seit dem 13. Jahrhundert nachgewiesen und bezieht sich wohl auf die Lage an der Fulda. Warum gerade 13 Kleeblätter abgebildet sind, lässt sich historisch nicht eindeutig belegen, ebenso wenig die Bedeutung der Kleeblätter. Einige Experten sind der Meinung, der silberne Balken symbolisiere die Fulda, die sechs im oberen und sieben im unteren Teil des Wappens enthaltenen Kleeblätter repräsentierten die Zahl der Ratsherren auf den jeweiligen Seiten des Flusses. Eine andere Lesart, die Kasseler Schüler früher lernten, besagt, dass die Kleeblätter Fischerhäuser links und rechts der Fulda symbolisierten. Bisher nicht anerkannte Forschungen gehen davon aus, dass es sich bei den Kleeblättern um die abstrakte Darstellung von Rautengewächsen handeln könnte.
Ein schräggestelltes Kleeblatt wie im Wappen erscheint auch zwischen dem Münzmeisterzeichen der Kasseler Münzmeister und in der Umschrift auf verschiedenen Weidenbaumtalern Wilhelms V. von Hessen-Kassel.

### Städtepartnerschaften
Kassel unterhält Partnerschaften mit folgenden Städten:
| - Florenz, Italien, seit 1952 - Berlin, Bezirk Mitte, Deutschland, seit 1962 - Mülhausen, Frankreich, seit 1965 - Västerås, Schweden, seit 1972 - Rovaniemi, Finnland, seit 1972 | - Jaroslawl, Russland, seit 1988 (ruhend) - Arnstadt, Deutschland, seit 1989 - Ramat Gan, Israel, seit 1990 - İzmit, Türkei, seit 2000 |

Zudem ist Kassel Mitglied des Bundes der europäischen Napoleonstädte.

### Finanzen
Kassel gehörte zu den am höchsten verschuldeten Städten Hessens, daher war die Stadt eine der drei kreisfreien Städte, die aufgrund ihrer schlechten Finanzlage berechtigt waren, sich unter den Kommunalen Schutzschirm des Landes Hessen zu stellen. Ende 2012 wurde ein entsprechender Vertrag mit dem Land Hessen geschlossen, um eine Teilentschuldung der Stadt zu erreichen. 2016 konnte Kassel den Rettungsschirm des Landes verlassen, nachdem die Stadt zum dritten Mal in Folge (aufgrund von gestiegenen Gewerbesteuereinnahmen) einen Haushaltsüberschuss erwirtschaftet hatte.

## Wirtschaft und Infrastruktur

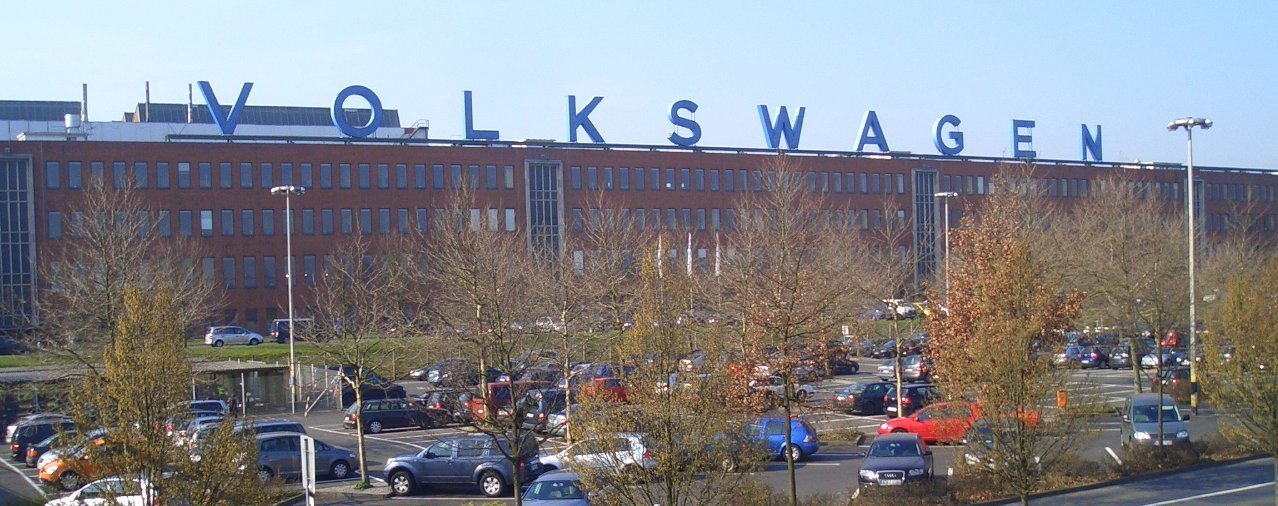
VW-Werk Baunatal (seit 1957), von Oberzwehren aus gesehen

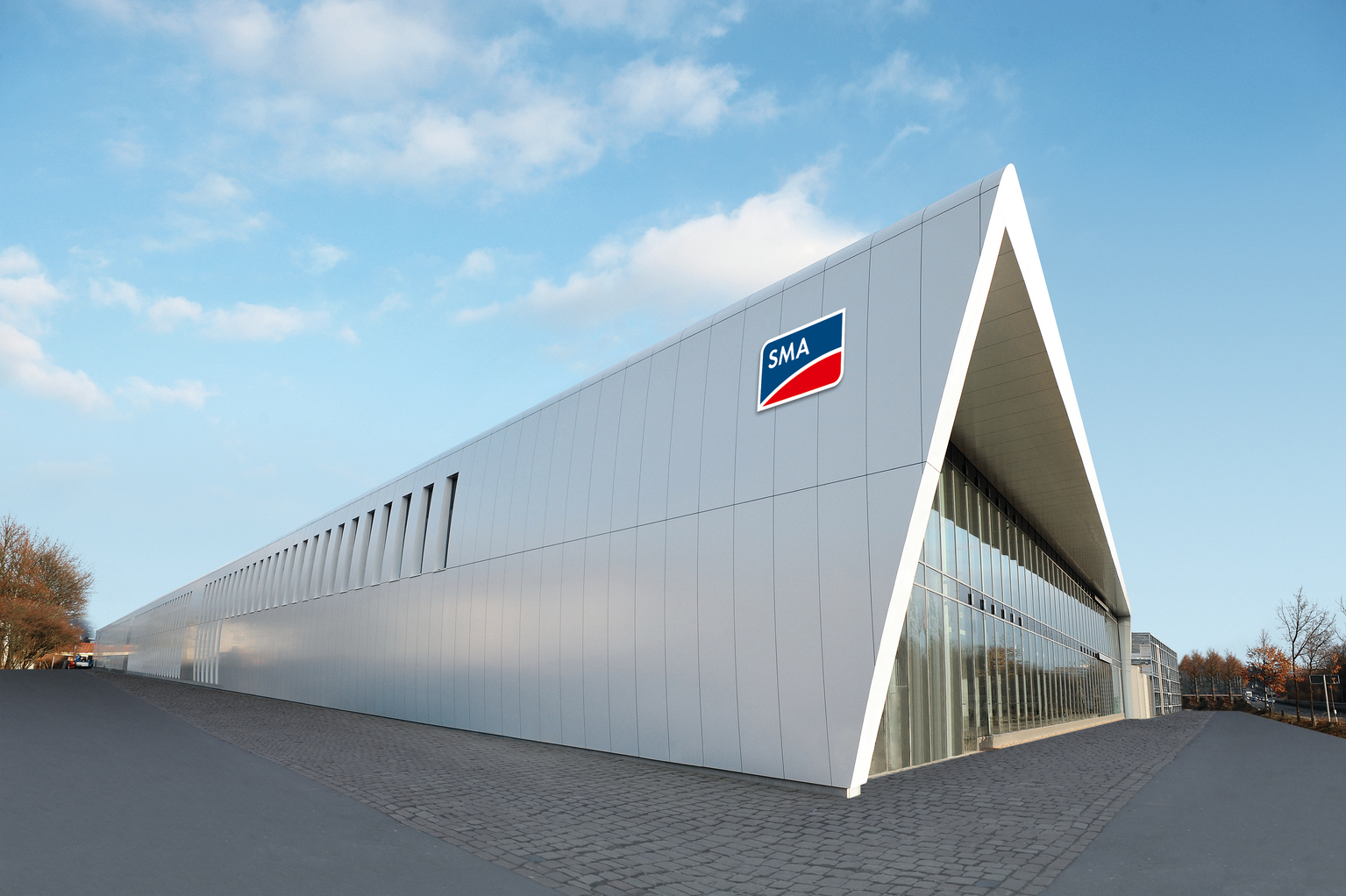
Solarwerk 1 der Firma SMA in Salzmannshausen, 2009

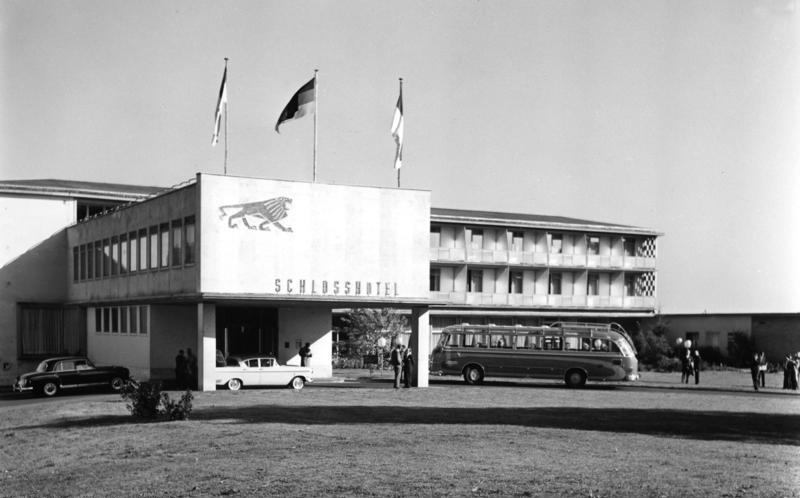
Das Schlosshotel Bad Wilhelmshöhe (1959), Architekt Paul Bode

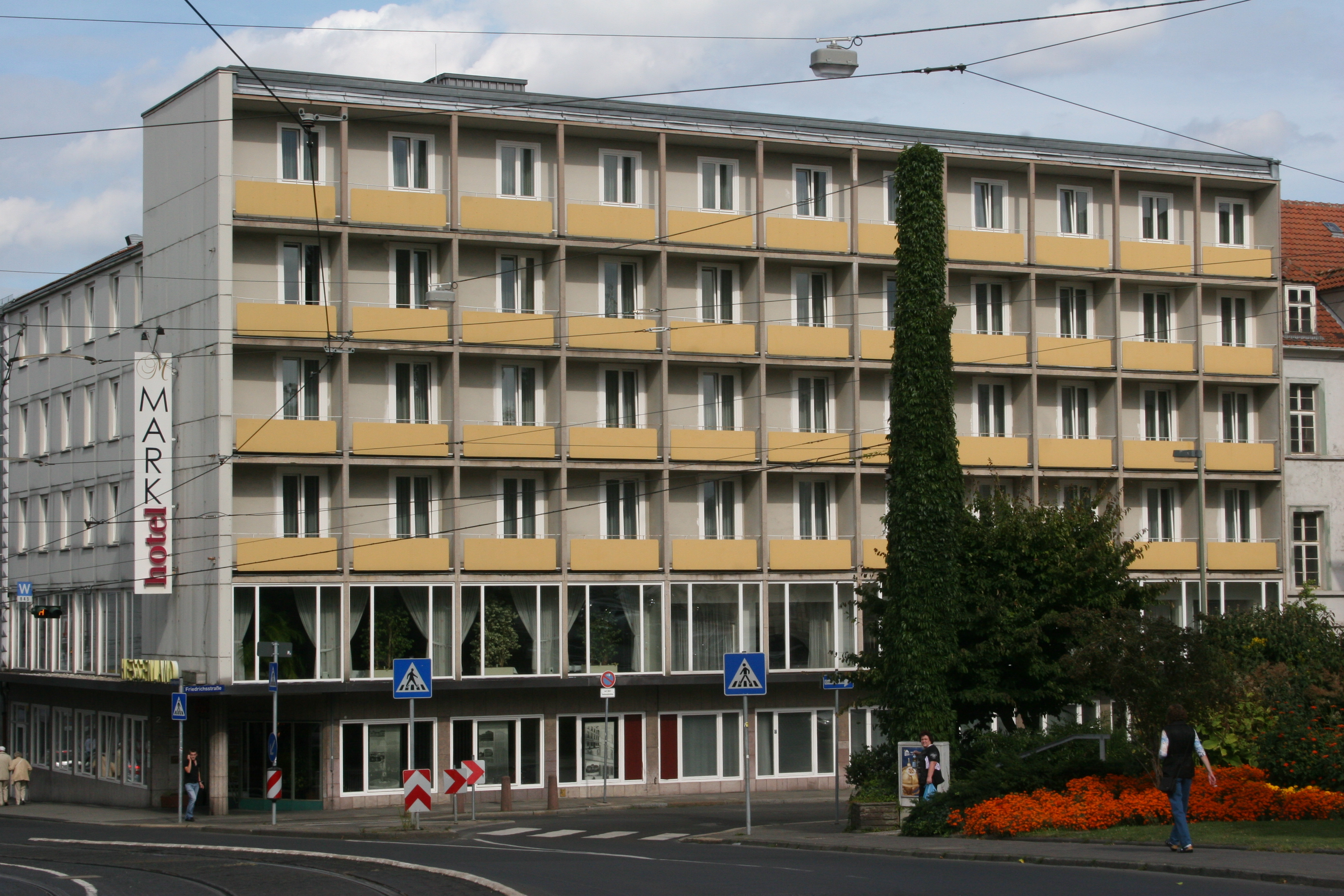
Von Paul Bode entworfene Wirtschaftswunderarchitektur, das „Hotel Hessenland“ an der Friedrichsstraße

Zu Beginn des 19. Jahrhunderts setzte die Industrialisierung im Gießwesen und, entsprechend den mittelalterlichen Handelswegen zwischen Brabant und Schlesien, die Maschinisierung anderer Gewerke wie das Tuchwesen ein. Der Anstieg der Einwohnerzahl hing mit dem Anschluss der Stadt an die Eisenbahnlinie der Main-Weser-Bahn und der Eröffnung des Bahnhofs kurz nach Mitte des 19. Jahrhunderts zusammen und führte zu einem abrupten Anwachsen im Bereich der Altstadt. Die Verstädterung der Vororte erfolgte nach Eingemeindung im Übergang zum 20. Jahrhundert, als die Unternehmen bereits großindustriellen Umsatz erwirtschafteten, zumeist in den Bereichen Schwerindustrie, Maschinen- und Fahrzeugbau (Lkw, Lokomotiven und Waggons) und Rüstungsindustrie (Panzer- und Flugzeugbau, Flugmotoren). Weltweit bekannt waren und sind Kasseler Unternehmen wie Henschel & Sohn und die Gerhard-Fieseler-Werke; in der Stadt produzierten auch Wegmann, heute Krauss-Maffei Wegmann (KMW), die Waggonfabrik Gebrüder Credé sowie Junkers (Motorenbau Werk Kassel – später AEG-Werk).
Ab 1935 gab es für einige Jahrzehnte eine große Kunstseidenproduktion der Spinnfaser AG (später Vereinigte Glanzstoff-Fabriken bis 1984) sowie der Unternehmen Salzmann & Comp. (bis 1971) und Gottschalk & Co. (bis 1999).
Relativ früh war Kassel vom Strukturwandel betroffen, vornehmlich durch die Übernahme des Henschel-Konzerns durch ThyssenKrupp in den späten 1960er Jahren. Bereiche von Henschel gelangten zu anderen Unternehmen wie der Daimler AG, Bombardier und Thyssen oder wurden als eigenständige Betriebe fortgeführt. Das Gelände des Baunataler Henschel-Flugmotorenwerks wurde von der Volkswagen AG erworben, die dort das Volkswagenwerk Kassel errichtete. VW verfügt über zwei weitere Standorte in der Region, darunter das Original Teile Center und das Werk zur Aufbereitung von Aggregaten in Kassel-Bettenhausen. Das angrenzende AEG-Hausgerätewerk wurde in den 1990er Jahren geschlossen, es wird heute von Alstom genutzt. Im ehemaligen Henschel-Werk Mittelfeld wurde die Schwebebahntechnik (Transrapid) entwickelt sowie im Bereich der schienengebundenen Hochgeschwindigkeit das InterCityExperimental, aus dem der ICE hervorging. Die Firma Bode fertigt Bahn- und Bustüren. Seit den 1990er Jahren gibt es mit Rheinmetall und Krauss-Maffei Wegmann auf dem Gelände wieder eine Produktion von Rüstungsgütern.
Im Rohstoffbereich tätig sind der Erdölkonzern Wintershall und Erdgaslieferant Wingas sowie der Kali-und-Salz-Produzent K+S.
Einen Namen haben sich Kassel und die Region auch gemacht mit ihren Instituten, Verbänden und Unternehmen im Bereich der erneuerbaren Energien und Energieeffizienz wie dem Institut für Solare Energieversorgungstechnik (ISET), dem Zentrum für Umweltbewusstes Bauen e. V. (ZUB), der Gesellschaft für Rationelle Energieverwendung (GRE) oder dem Kompetenznetzwerk Dezentrale Energietechnologien (deENet). Größtes Unternehmen im Bereich Photovoltaik ist die SMA Solar Technology. Die Städtischen Werke Kassel, ein 1929 gegründetes städtisches Eigenunternehmen, bietet seit einigen Jahren als einziger kommunaler Anbieter seinen Kunden 100-%-Naturstrom. 2010 übernahm die Thüga die Minderheitsbeteiligung von 24,9 % von Vattenfall. Ab 2009 wurde zusammen mit der Gemeinde Lohfelden das Gewerbegebiet „Am Lohfeldener Rüssel“ erschlossen. Zahlreiche Unternehmen konnten angesiedelt werden, sowohl aus dem Dienstleistungssektor als auch Fertigungsbetriebe aus dem Maschinenbau. Das Gebiet befindet sich als dritte definierte Erweiterungsfläche im stark von Logistik geprägten Industriepark Kassel-Waldau.
Im Jahr 2016 erwirtschaftete Kassel, innerhalb seiner Stadtgrenzen, ein Bruttoinlandsprodukt von 9,914 Milliarden € und belegte damit Rang 37 in der Rangliste der deutschen Städte nach Wirtschaftsleistung Das BIP pro Kopf lag im selben Jahr bei 49.937 € pro Kopf (Hessen: 43.496 €, Deutschland 38.180 €) und damit über dem regionalen und nationalen Durchschnitt. Das BIP je Erwerbsperson beträgt 65.398 €. In der Stadt waren 2016 ca. 151.600 Erwerbstätige beschäftigt. Die Arbeitslosenquote ist rückläufig von 10,2 % im Jahr 2011, auf 9,3 % 2015 und 6,7 % im Dezember 2018 (im benachbarten Landkreis Kassel betrug sie 3,5 %).
Im Zukunftsatlas 2016 belegte die kreisfreie Stadt Kassel Platz 145 von 402 Landkreisen, Kommunalverbänden und kreisfreien Städten in Deutschland und zählt damit zu den Regionen mit „ausgeglichenem Chancen-Risiko Mix“.

## Sehenswürdigkeiten

### Bauwerke
→ Nebenartikel: Architektur von Kassel unter Landgraf Karl
Die Altstadt von Kassel im heutigen Stadtteil Mitte wurde 1943 weitgehend zerstört. Wenngleich aufgrund der Kriegszerstörung und der Nachkriegs-Stadtplanung kein geschlossenes historisches Stadtbild mehr existiert, so beherbergt die Stadt aufgrund der Bedeutung als ehemalige Residenzstadt zahlreiche historische Gebäude vieler Epochen, die auch städtebauliche Dominanten sind.
Ein Beispiel ist die evangelische Brüderkirche, das zweitälteste Kirchengebäude der Stadt. Im Gebiet der Innenstadt befinden sich weitere historische Baudenkmäler: der Renthof und das Rondell, die Martinskirche mit den markanten Türmen der frühen Nachkriegszeit, das Ottoneum, der Marstall, die Ruine des Zeughauses, das Karlshospital, der Druselturm, die Ruine der Garnisonkirche, die vereinfacht wiederaufgebaute Karlskirche, das Fridericianum mit Zwehrenturm (zeitweilig als Sternwarte genutzt), der Altan des ehemaligen Roten Palais, der Kirchturm der alten Lutherkirche mit modernem Beton-Neubau und die umgebenden Grabdenkmäler des Altstädter Friedhofs.

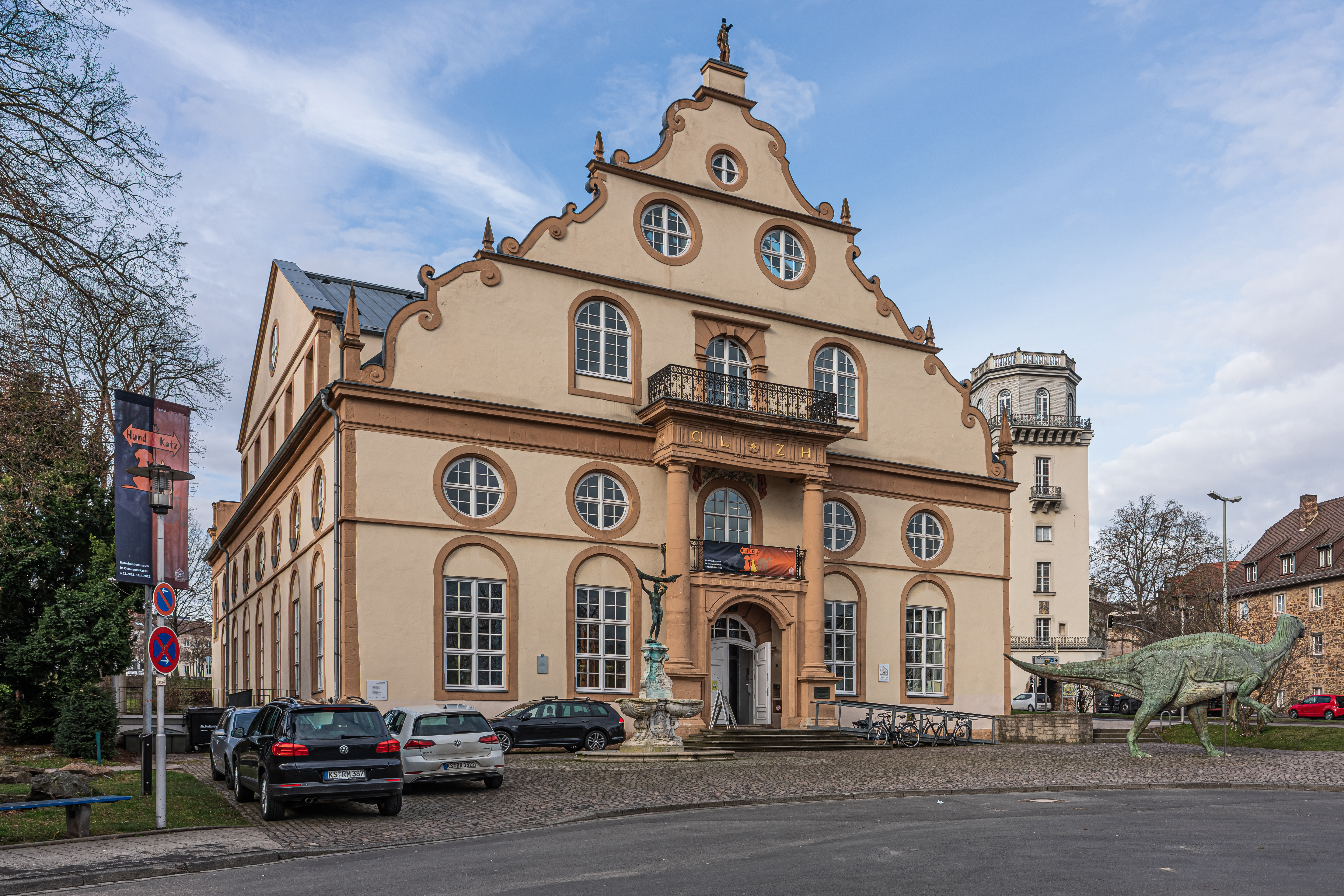
Das Ottoneum, eines der repräsentativen Bauwerke der barocken Residenzstadt
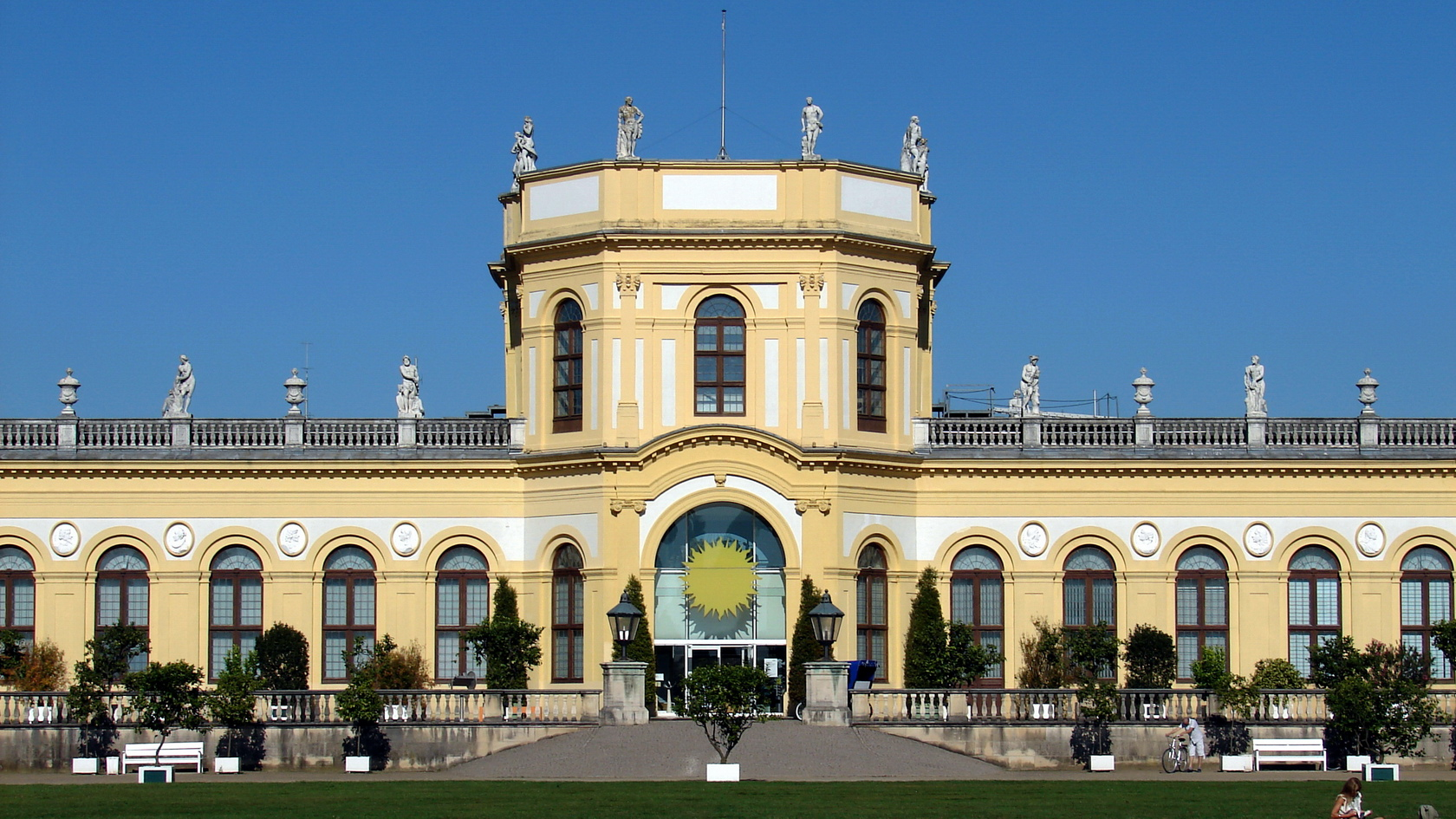
Die Orangerie in der Karlsaue
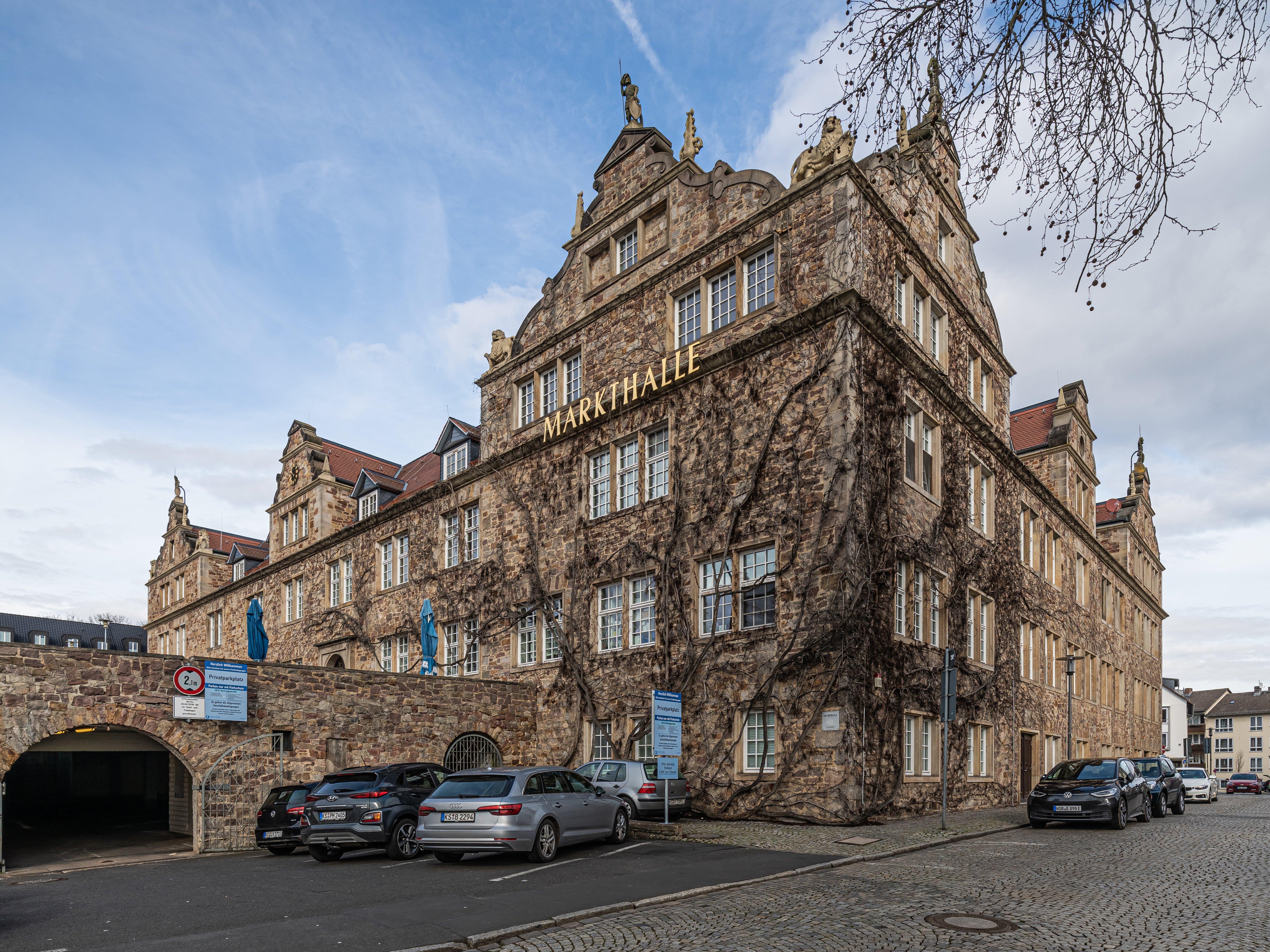
Der Marstall beherbergt die Markthalle und das Stadtarchiv Kassel
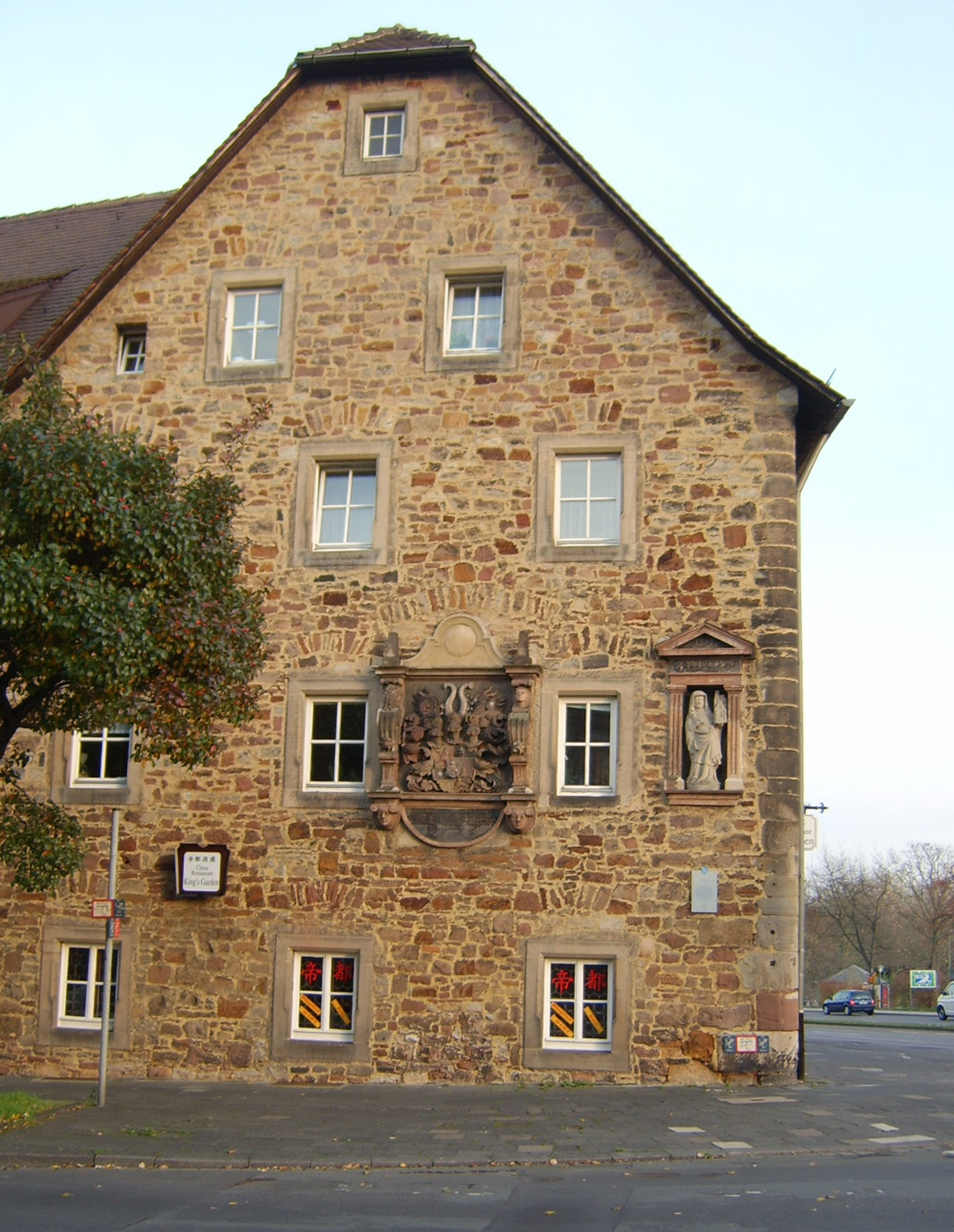
Das Gebäude des Elisabethhospitals aus der Zeit der Renaissance
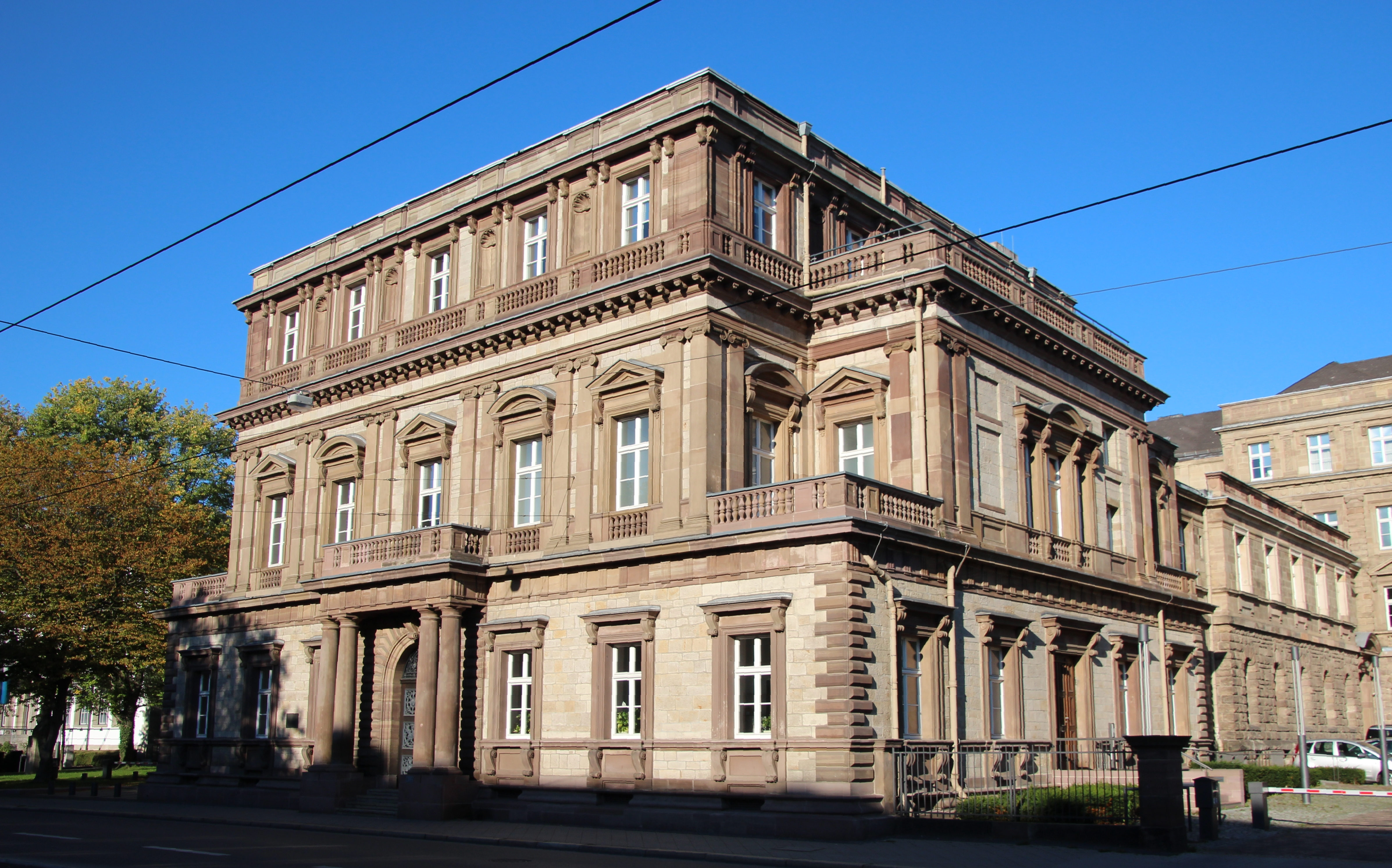
Wiege der demokratischen Umbrüche zur Zeit des Frühliberalismus: das im Stil der frühen Neorenaissance gebaute Ständehaus am Ständeplatz
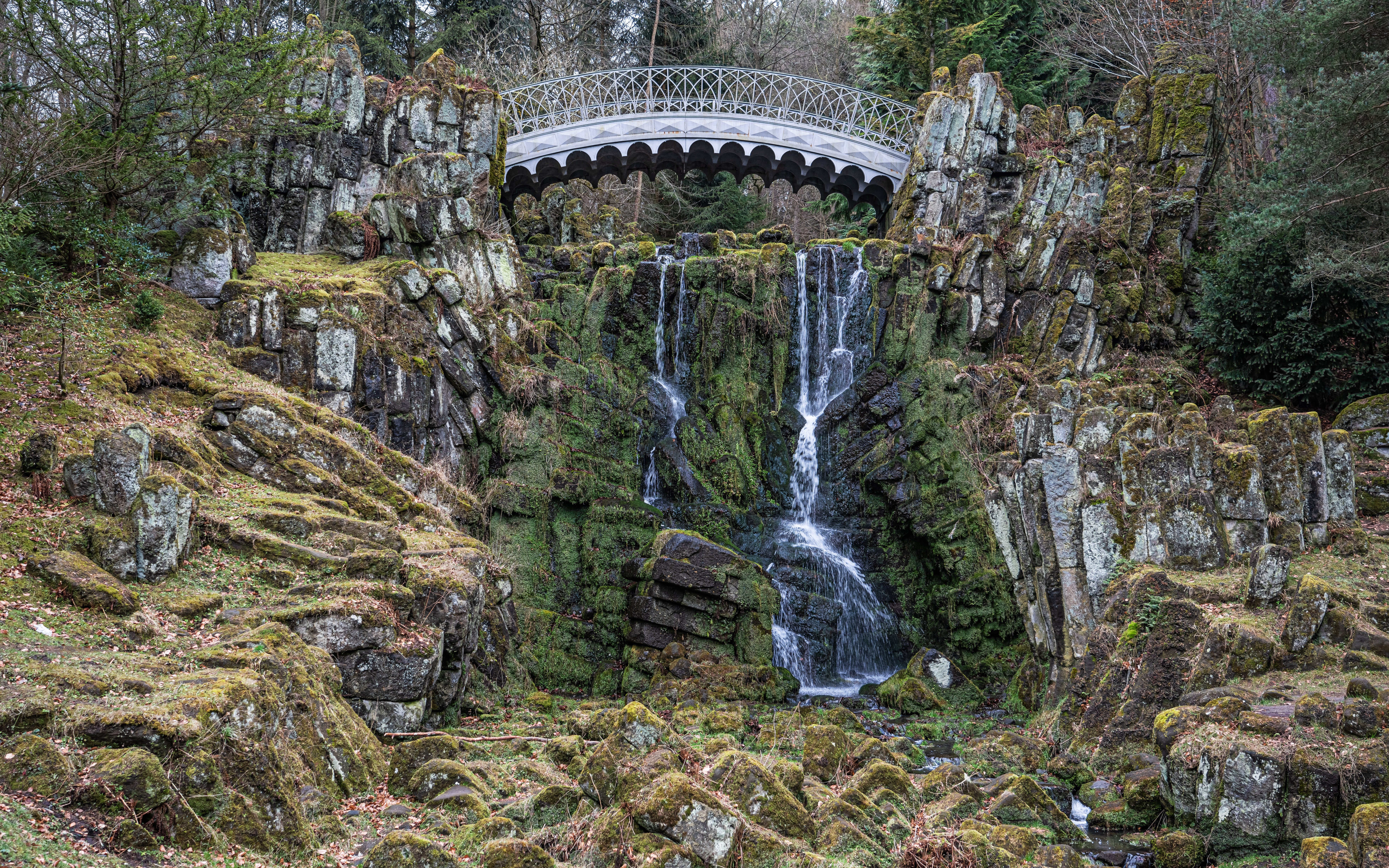
Teufelsbrücke im Bergpark Wilhelmshöhe

In den äußeren Stadtteilen wie Harleshausen und Bad Wilhelmshöhe befinden sich alte Fachwerkortskerne. Im Stadtteil Vorderer Westen finden sich eindrucksvolle Jugendstil-Gebäude; dabei handelt es sich zumeist um Mietswohnhäuser mit vielfältig gestalteten Fassaden, vergleichbar mit einigen Quartieren in der Südstadt. Die an die Innenstadt angrenzenden Arbeiterquartiere in der Nordstadt und im Wesertor bilden ebenso anschauliche Relikte wie die Werksiedlungen der Gründerzeit und der Frühmoderne auf dem Rothenberg von Otto Haesler.
Die Architektur der 1950er Jahre ist mit zahlreichen Gebäuden vertreten und gilt als modernes Gesamtdenkmal, so auszugsweise das Kopfgebäude des Hauptbahnhofs, das Hotel Hessenland, das Haus der Jugend, die Treppenstraße, das alte Polizeipräsidium (2007 abgerissen) oder das EAM-Hochhaus. Die stadtbildprägende und überformende Architektur seit den 1990er Jahren manifestiert sich in unterschiedlichen Projekten wie dem Neubau des Polizeipräsidiums im Goldenen Loch, der Konversion von Militärliegenschaften (Hindenburgkaserne, Graf-Haeseler-Kaserne, Kasernen auf der heutigen Marbachshöhe) und der Unterneustadt. Die documenta urbana am Rand des Naturschutzgebietes Dönche gilt als Pilot für alternativen und kooperativen Wohnungsbau ebenso wie die Öko-Siedlung in Harleshausen. Professoren des 1973 neugegründeten, interdisziplinären und integrierten Studiengangs ASL gelten als Wegbereiter der Kasseler Schule zu der damaligen Zeit, so etwa Gernot Minke und Michael Wilkens.

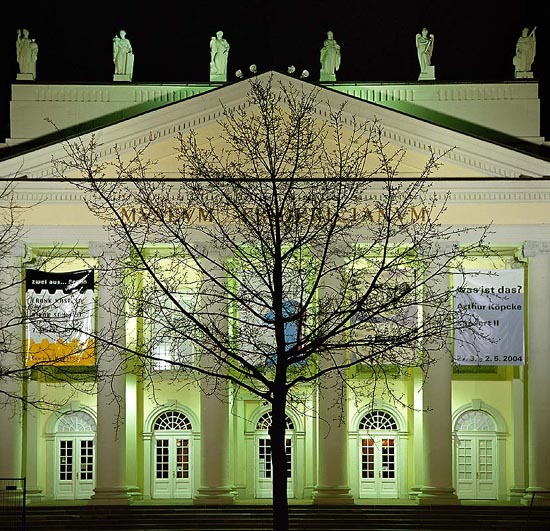
„Stadtverwaldung“: Eiche von Joseph Beuys vor dem Museum Fridericianum bei Nacht

An vielen Stellen im Kasseler Stadtgebiet fallen zahlreiche Eichen auf, die durch den Künstler Joseph Beuys als Soziale Plastik „7000 Eichen – Stadtverwaldung statt Stadtverwaltung“ zwischen 1982 und 1987 an Straßen und Plätzen angepflanzt wurden.
Die höchsten Bauwerke von Kassel sind der alte Kirchturm der Lutherkirche (76 m), der Herkules (70,5 m) und die Doppel-Türme der Martinskirche (69 m). Der 186 m hohe Fernmeldeturm Habichtswald auf dem Essigberg liegt dagegen nicht im Stadtgebiet.

### Kunstwerke und Denkmäler

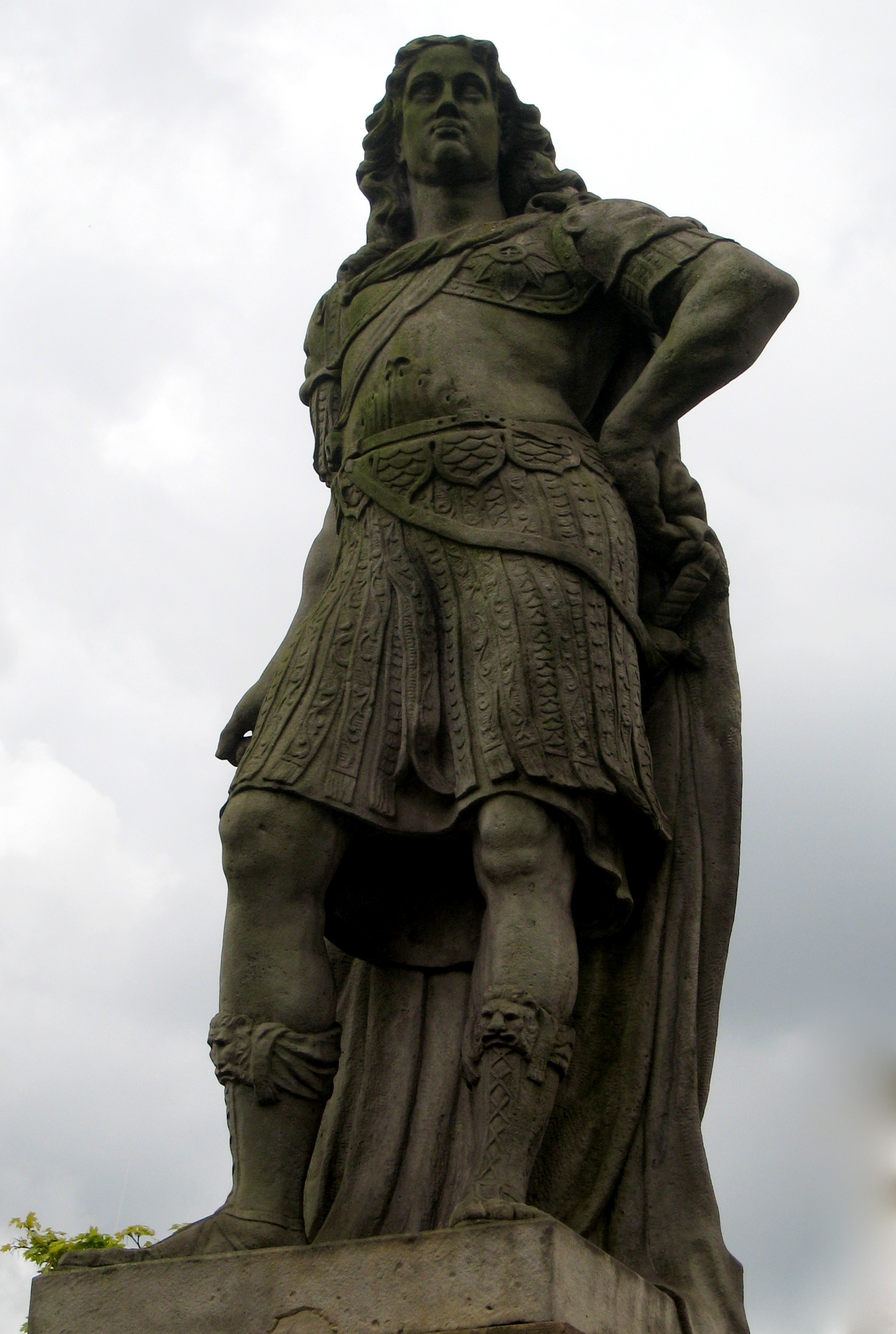
Beispiel der Bildhauerei des Barock: Denkmal für Landgraf Karl, 1686 vollendet
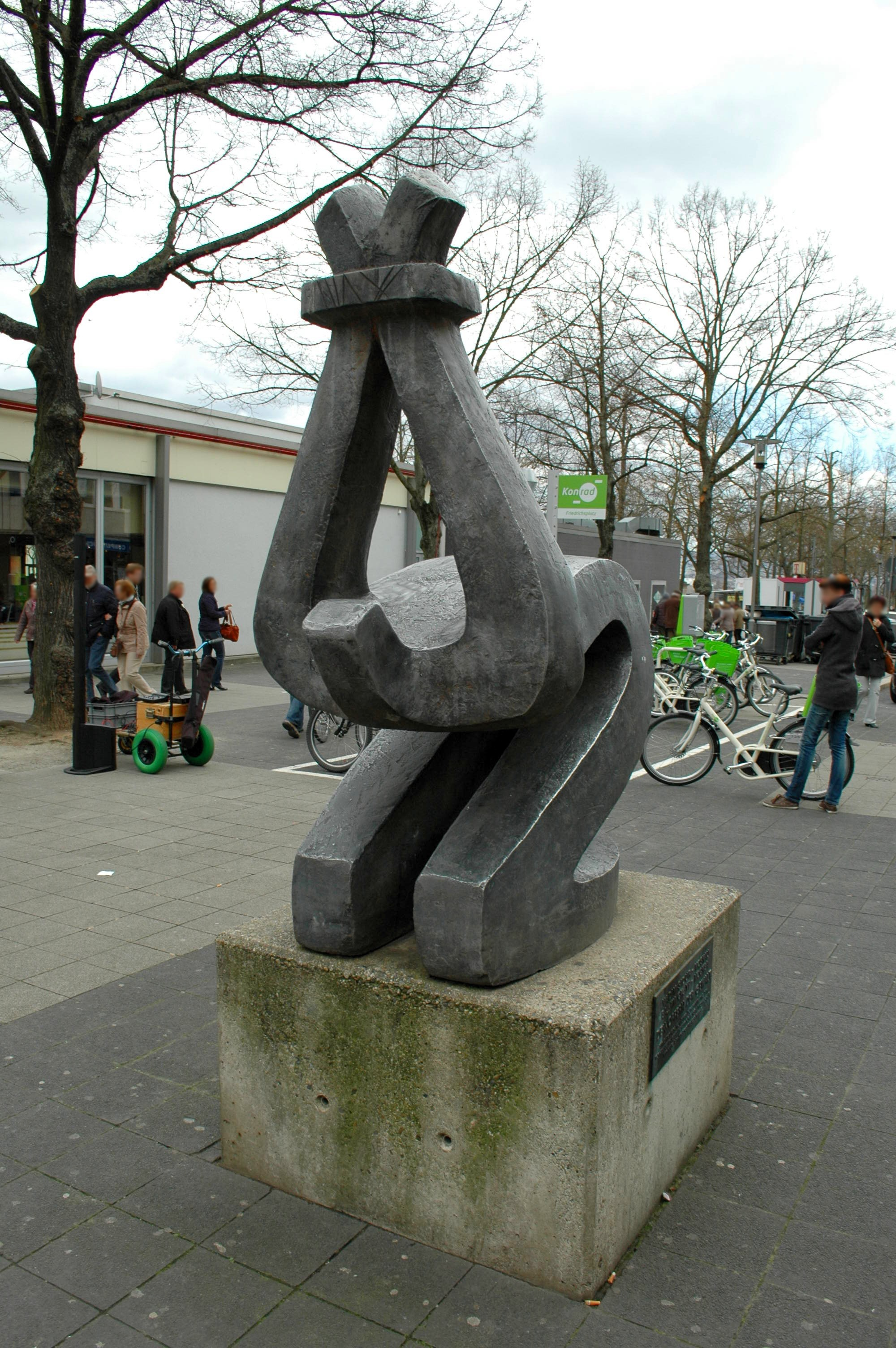
Denkmal Den Opfern der Gewalt (von Vadim Sidur, Moskau) am Friedrichsplatz, heute an die Weinbergstraße versetzt
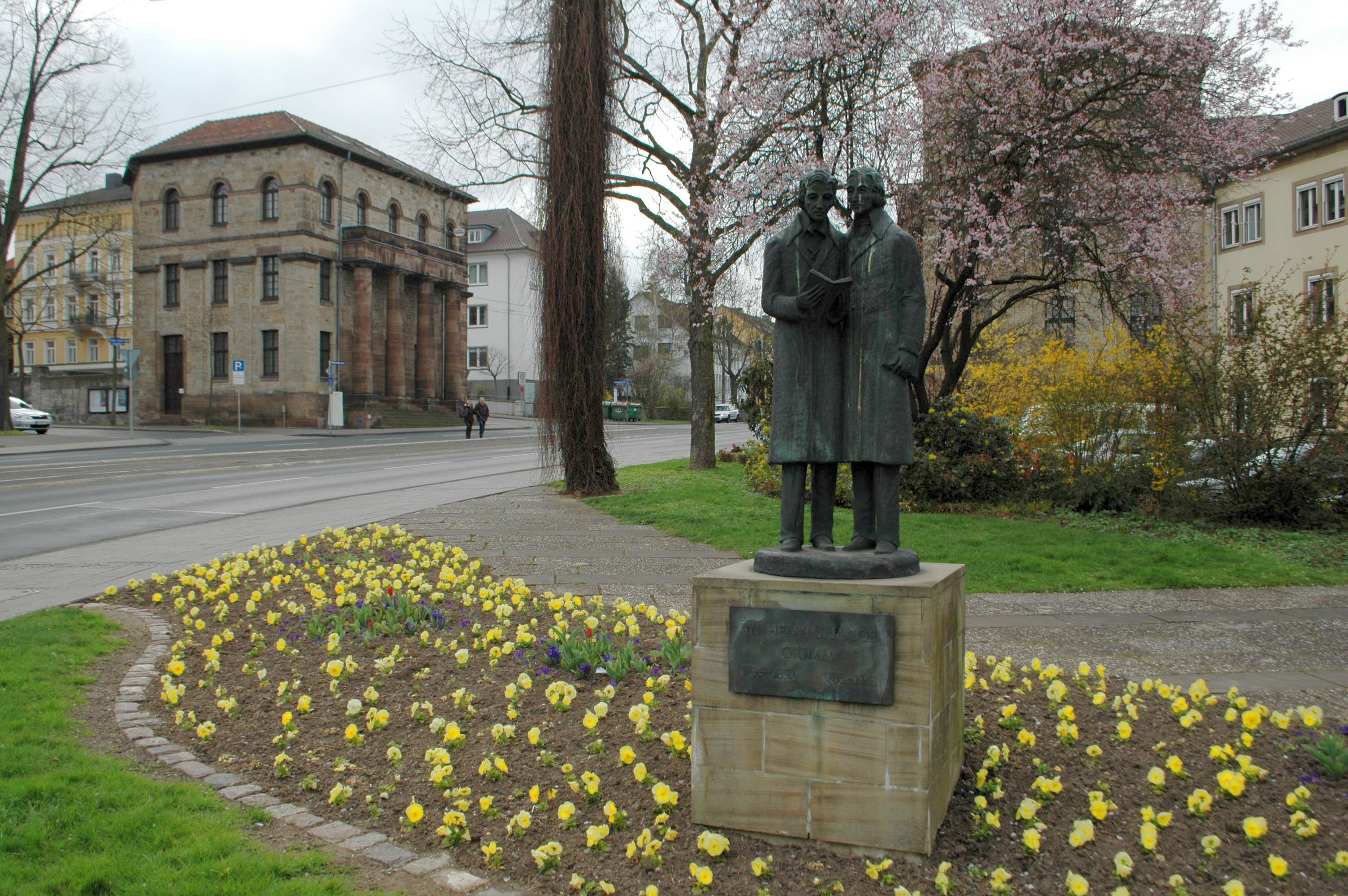
Das Denkmal der Brüder Grimm steht auf dem Brüder-Grimm-Platz.
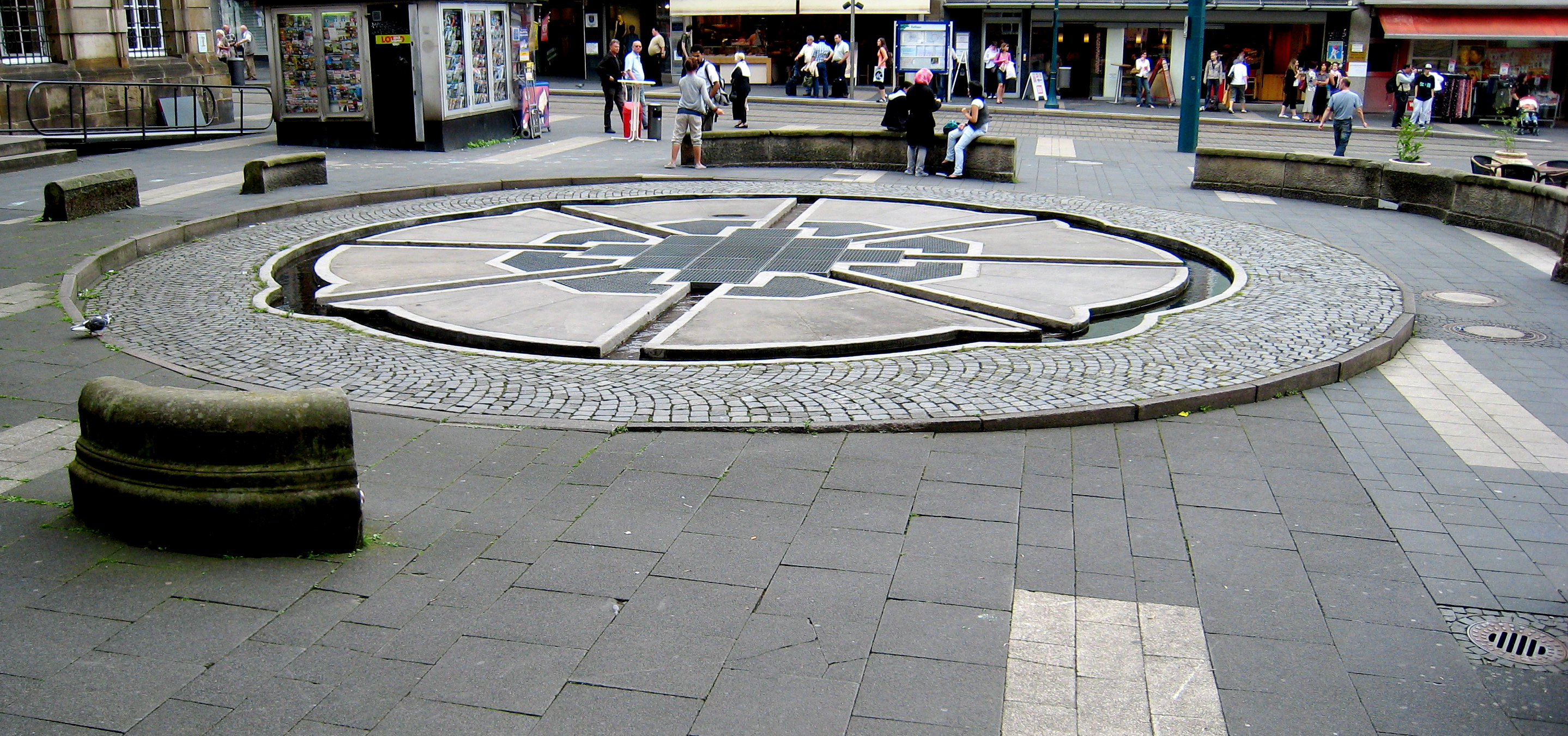
Negativ des Aschrottbrunnens von Horst Hoheisel vor dem Kasseler Rathaus
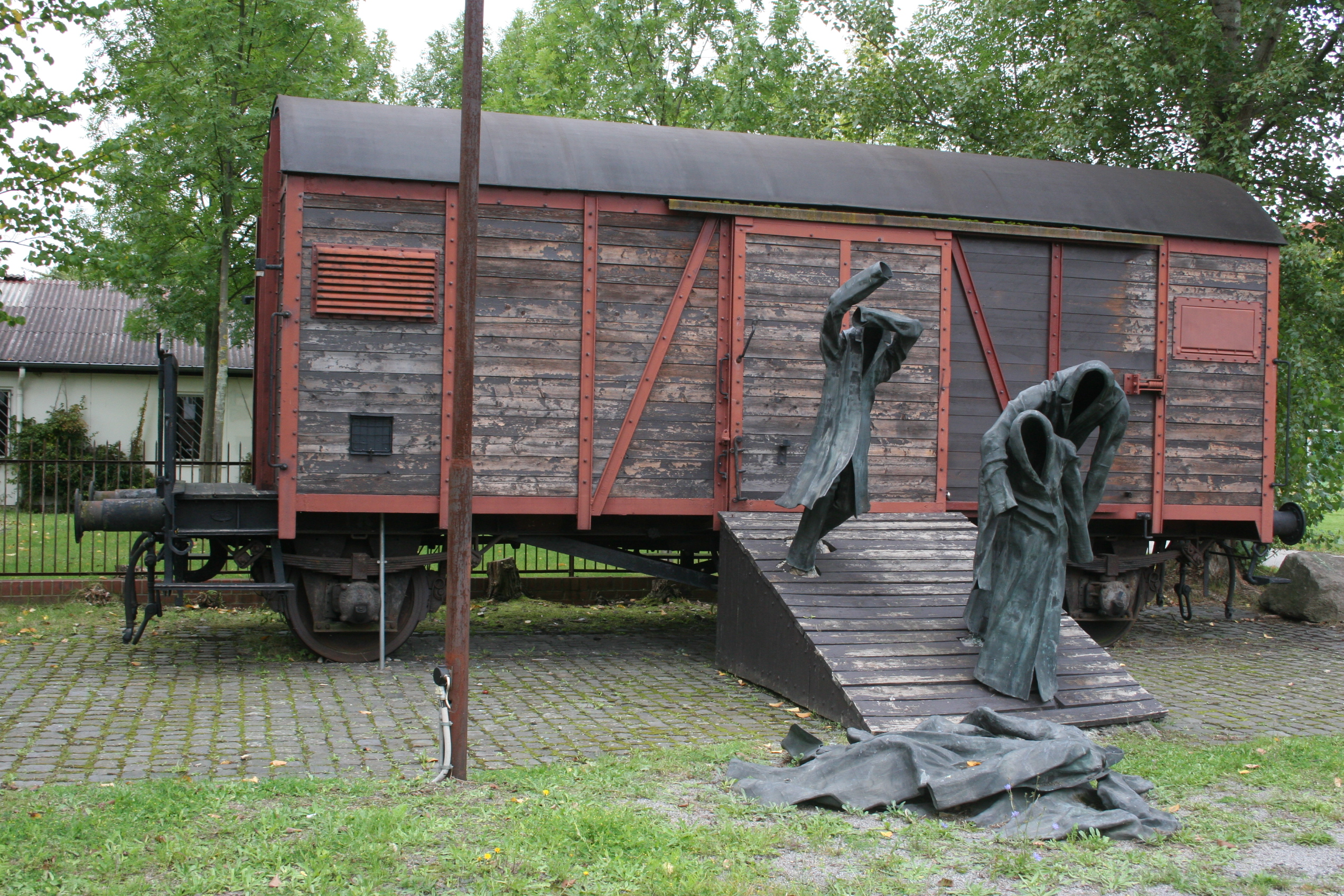
Denkmal Die Rampe von E. R. Nele

### Grünflächen und Naherholung
Mit dem Bergpark Wilhelmshöhe und der Karlsaue ist Kassel mit zwei Parks in dem European Garden Heritage Network vertreten.

#### Bergpark Wilhelmshöhe

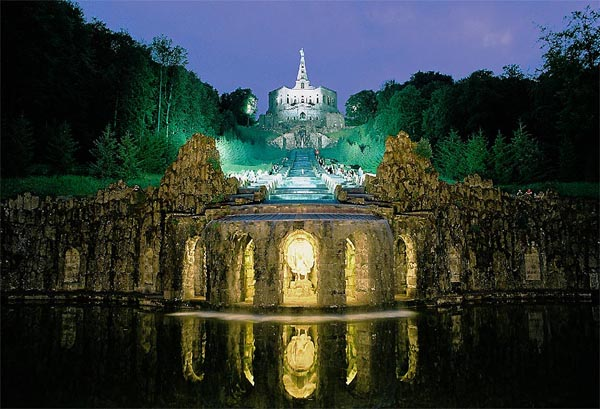
Wasserspiele mit Kaskaden und Herkules im Bergpark

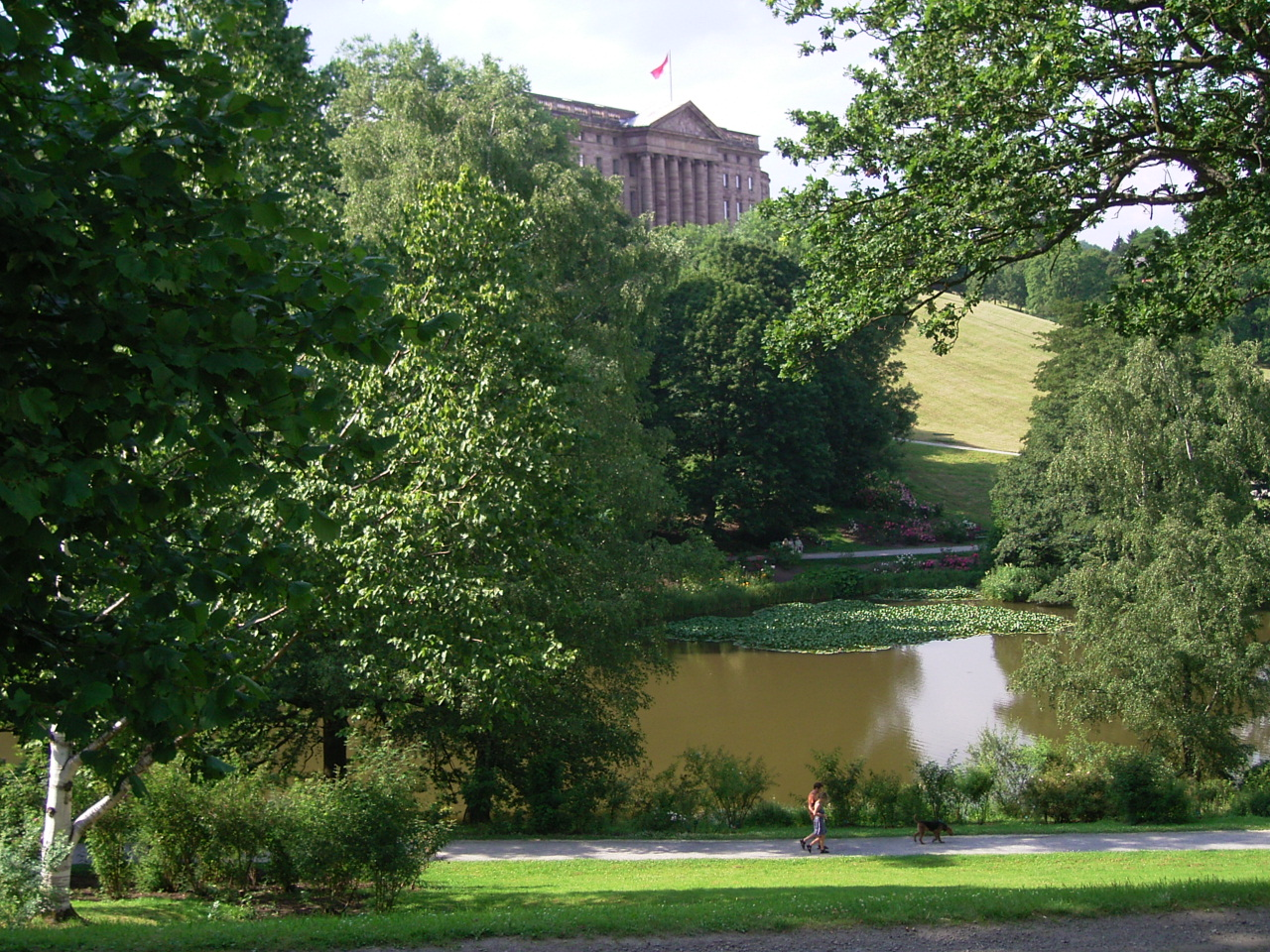
Blick von Süden auf den „Lac“; im Hintergrund Schloss Wilhelmshöhe

Der Bergpark Wilhelmshöhe, der sich im westlichen Stadtgebiet Kassels im Habichtswald befindet, ist seit Juni 2013 als UNESCO-Weltkulturerbe anerkannt. Er ist der größte angelegte Bergpark Europas. Darin befinden sich das Schloss Wilhelmshöhe, die Löwenburg und mit dem Herkules das Wahrzeichen der Stadt. Der Park ist unter den Top-100-Sehenswürdigkeiten in Deutschland auf dem 48. Platz gelistet.
Um 1700 wurde der Bergpark von Landgraf Karl als barocke Parkanlage begonnen. Im 18. und 19. Jahrhundert wurde er teilweise zu einem englischen Landschaftsgarten umgestaltet. In den Sommermonaten finden dort zweimal wöchentlich die sehenswerten Kasseler Wasserspiele statt.
Bevor es auf Avus und Nürburgring Rennen gab, fuhren Idole wie Caracciola, Jörns oder Rosenberger 1923–1927 im Bergpark Autorennen um den Bergpreis von Kassel. 1951–1954 belebten Motorradrennen diese Tradition, die erste hessische Bundesgartenschau von 1955 beendete diese Aktivitäten. Seit 2005 gibt es Oldtimerrennen im Bergpark, die an die damaligen Rennen erinnern sollen.

#### Karlsaue und Fuldaaue
In der Kasseler Fulda-Niederung befinden sich die Karlsaue und die Fuldaaue. Gemeinsam bilden diese beiden unmittelbar benachbarten Parks eine der größten innerstädtischen Parkanlagen und eines der weitläufigsten parkartigen Naherholungsgebiete Deutschlands, in dem 1955 (Karlsaue) und 1981 (Karls- und Fuldaaue) jeweils eine Bundesgartenschau stattfand.
Die Karlsaue befindet sich im Gebiet des Stadtteils Südstadt, sie ist eine ursprünglich barocke, innerstädtische Parkanlage am westlichen Fuldaufer, die bis an die Innenstadt von Kassel und an den Friedrichsplatz heranreicht. Die Parkanlage, die auf dem flachen Gelände einer ehemaligen Fuldainsel angelegt wurde, beinhaltet zahlreiche künstlich angelegte Gewässer wie Teiche, Seen und Gräben, die die barocke Grundkonzeption der Anlage noch veranschaulichen. Auf chaussierten Wegen kann man die Anlage durchwandern. Über Fußgängerbrücken gelangt man in die Fuldaaue. In der Karlsaue befindet sich die Orangerie mit dem Museum für Astronomie und Technikgeschichte, dem Marmorbad sowie der Blumeninsel Siebenbergen.
Die Fuldaaue – gebräuchlicher Buga, nach der Bundesgartenschau – befindet sich am der Karlsaue gegenüberliegenden Fuldaufer. Sie wurde zur Bundesgartenschau 1981 auf dem Gelände alter Kieswerke angelegt. Die modern gestaltete Parkanlage beinhaltet einen großen künstlich angelegten See, dessen nördlicher Teil als Naturschutzgebiet abgegrenzt ist. In dem Naturschutzgebiet brüten viele seltene Vögel, während der südwestliche, größere Teil der Anlage der Freizeitnutzung dient. Der dazwischen verlaufende Damm trennt die beiden landschaftsgärtnerisch höchst unterschiedlichen Anlagen.
Die Buga liegt im Stadtteil Waldau und ist eine städtische Anlage, während die Karlsaue ein Staatspark ist und vom Land Hessen unterhalten wird.
Die Fulda mit ihren Zuflüssen einschließlich der Auen hat für die Naherholung, das Stadtklima und den Naturschutz eine besondere Bedeutung. Ein bedeutendes Renaturierungsprojekt stellt das neu gestaltete Lossedelta dar.

#### Weinberg

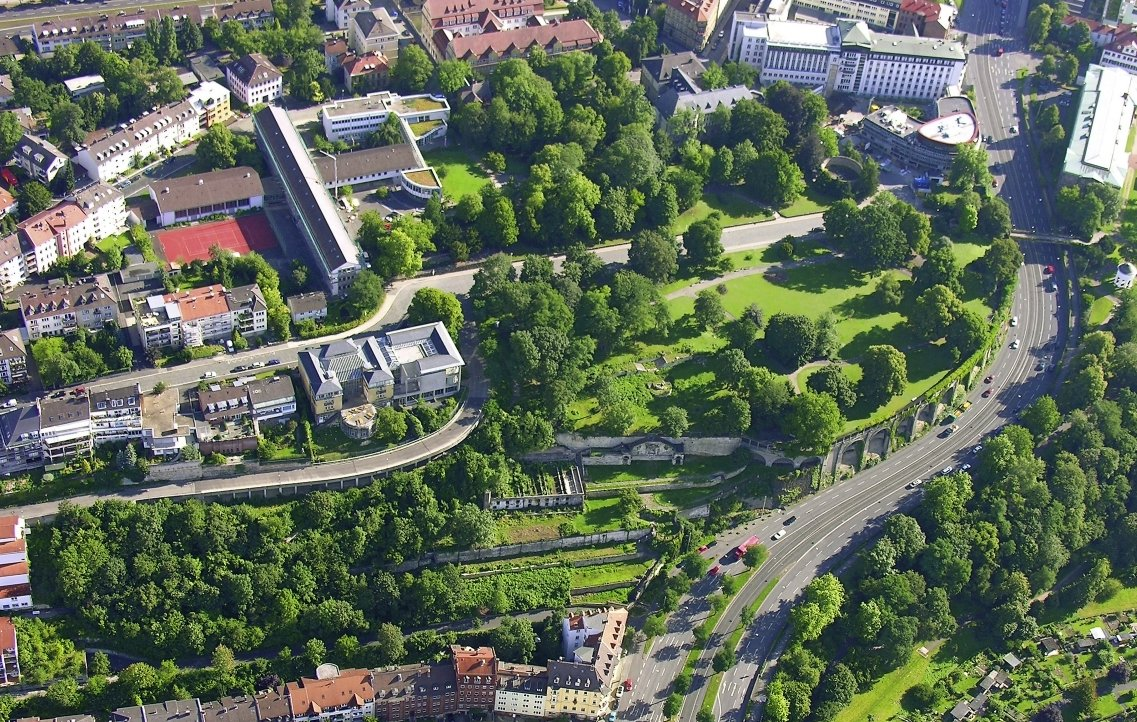
Blick auf den Weinberg

Die Henschelvilla wurde 1932 aufgrund der Hauszinssteuer abgetragen, nachdem auch kein Käufer zu finden gewesen war.
Seit einigen Jahren gibt es Bemühungen, den seit dem Ende des Krieges brachliegenden Bereich um den Weinberg und ehemaligen „Henschelgarten“ wieder zu rekonstruieren. Bereits seit Anfang der 2000er Jahre wurde dort großflächig das Unterholz entnommen, insbesondere um die Nutzung als Cruising-Treffpunkt für Schwule zu unterbinden. In unmittelbarer Nähe befindet sich das noch verbliebene Gesindehaus der damaligen Henschelanlage auf dem Weinberg, das als privates Museum für Sepulkralkultur genutzt wird. Darüber hinaus befindet sich rückseitig des Brüder-Grimm-Platzes am Wilhelmshöher Tor die Murhard’sche Bibliothek.
Die Treppenanlagen und Aufgänge von der Frankfurter Straße kommend wurden in den vergangenen Jahren instand gesetzt. Zwischen 2013 und 2015 wurde die Grimmwelt auf dem Weinberg errichtet.

#### Vogel- und Naturschutzgebiete

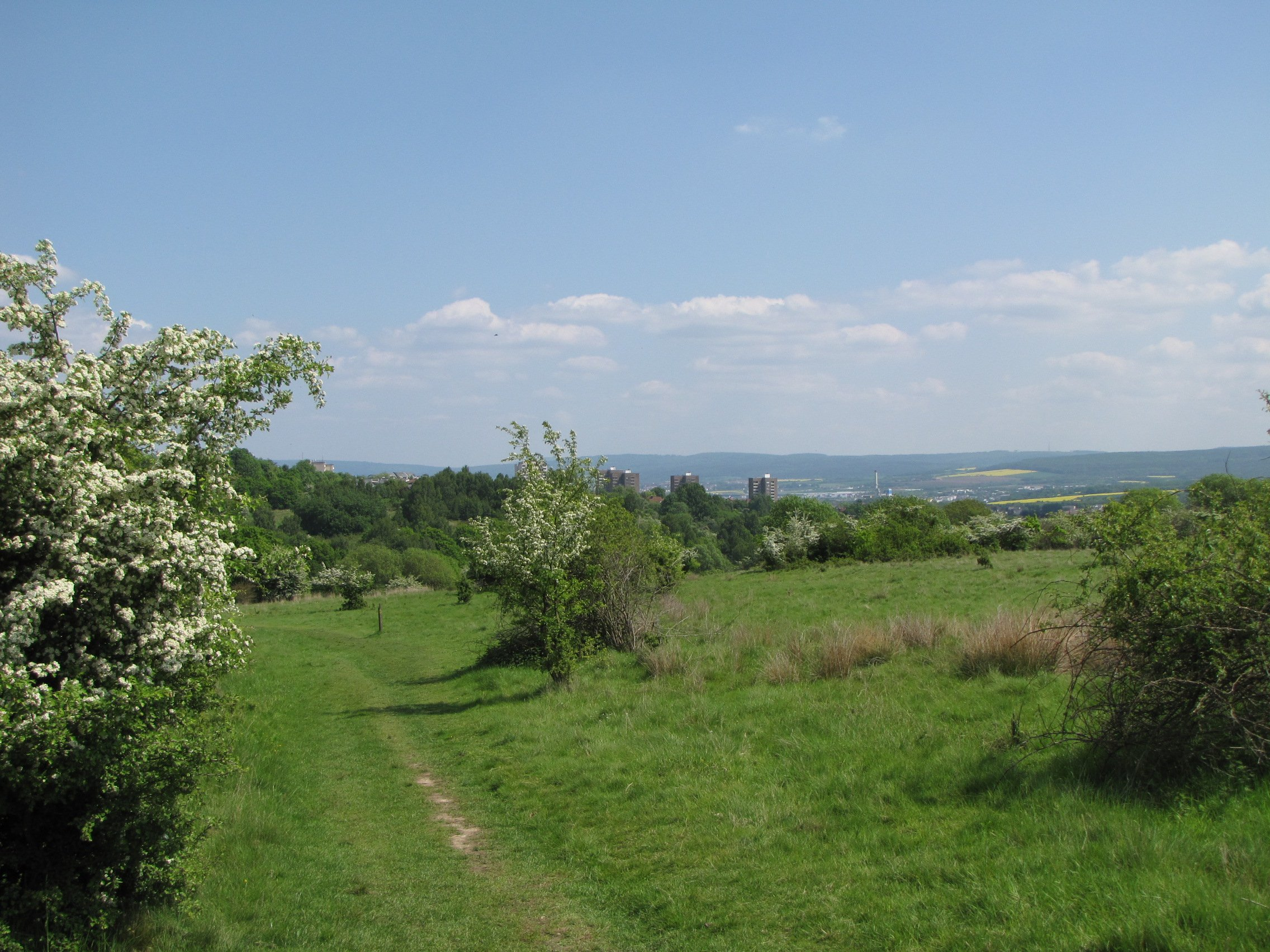
Die Dönche mit Blick auf die Hochhäuser in Helleböhn

Neben den Vogelschutzgebieten im Bereich der Überschwemmungsgebiete der Fulda (Fuldaaue in Waldau, Lossedelta am Hafen) besteht das Naturschutzgebiet Dönche, das in den Nachkriegsjahren als Manövergebiet der Bundeswehr genutzt wurde. Es spannt sich als Freifläche zwischen den Stadtteilen Brasselsberg an den Ausläufern des Habichtswaldes, Nordshausen und der im Süden angrenzenden Hochhaussiedlung Brückenhof, sowie westlich durch die documenta urbana begrenzt als Tal auf.

## Kultur

### Theater

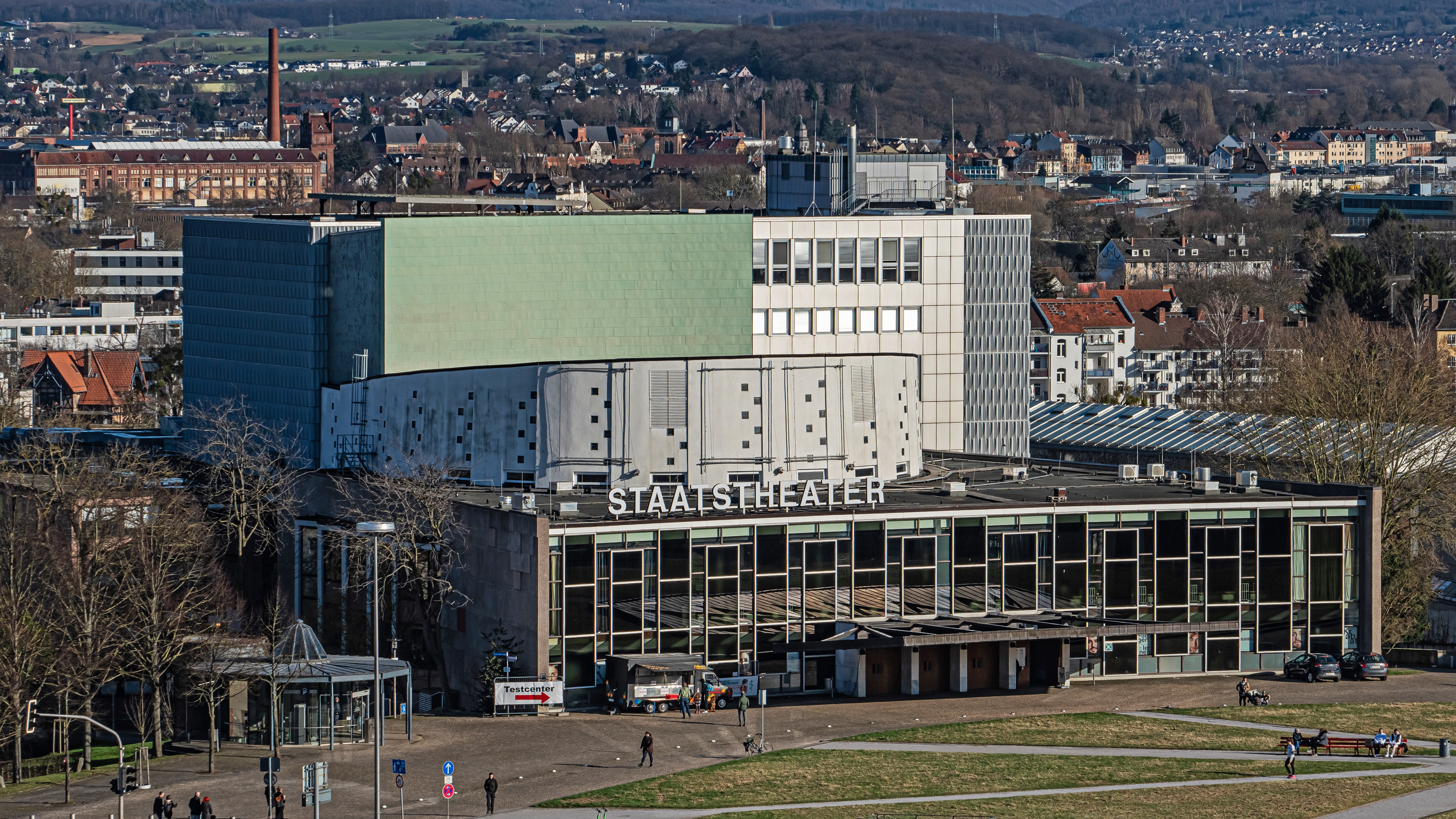
Staatstheater Kassel

Bereits im 16. Jahrhundert gab es Auftritte englischer Schauspielgruppen am Kasseler Hof. Unter Landgraf Moritz wurde 1605 das Ottoneum vollendet, das als erstes feststehendes Theatergebäude Deutschlands gilt. Moritz erhoffte sich eine Reform des deutschen Schauspiels, die allerdings ausblieb. Der Schwerpunkt blieb weiterhin beim englischen Lustspiel. Mit Beginn des Dreißigjährigen Kriegs kam der Theaterbetrieb 1621 in Kassel zum Erliegen. Erst Landgraf Karl ließ das ehemalige Ballhaus am Stadtschloss zum Komödienhaus umbauen, nachdem auch der Marstall des Schlosses gelegentlich für Opern und Komödien genutzt wurde. 1769 erhielt Kassel sein erstes Opernhaus. Es entstand aus dem von Landgraf Friedrich II. angeregten Umbau eines fürstlichen Palais am heutigen Opernplatz. 1909 wurde an der südöstlichen Seite des Friedrichsplatzes ein monumentaler, eklektizistischer Neubau errichtet, der während der Luftangriffe im Oktober 1943 schwer beschädigt und in den frühen Nachkriegsjahren abgerissen wurde. Der Folgebau trägt eine längere Geschichte, sollte doch zunächst ein Neuentwurf durch den Wettbewerbsgewinner Hans Scharoun umgesetzt werden, der sich städtebaulich an der alten Bebauung des Platzes orientiert hätte. Stattdessen wurde dieses Vorhaben verworfen und bis 1959 durch den Neubau Paul Bodes abgelöst. Der Intendant des Staatstheaters Kassel ist Florian Lutz. Das Orchester des Staatstheaters gilt als eines der ältesten Deutschlands und findet seine erste Erwähnung 1502 als Hofkapelle.
Neben dem Staatstheater gibt es in Kassel zahlreiche Kleinkunstbühnen und Laientheater. Das theater im centrum wird auch als Kindertheater genutzt.

### Museen, Galerien und Ausstellungen

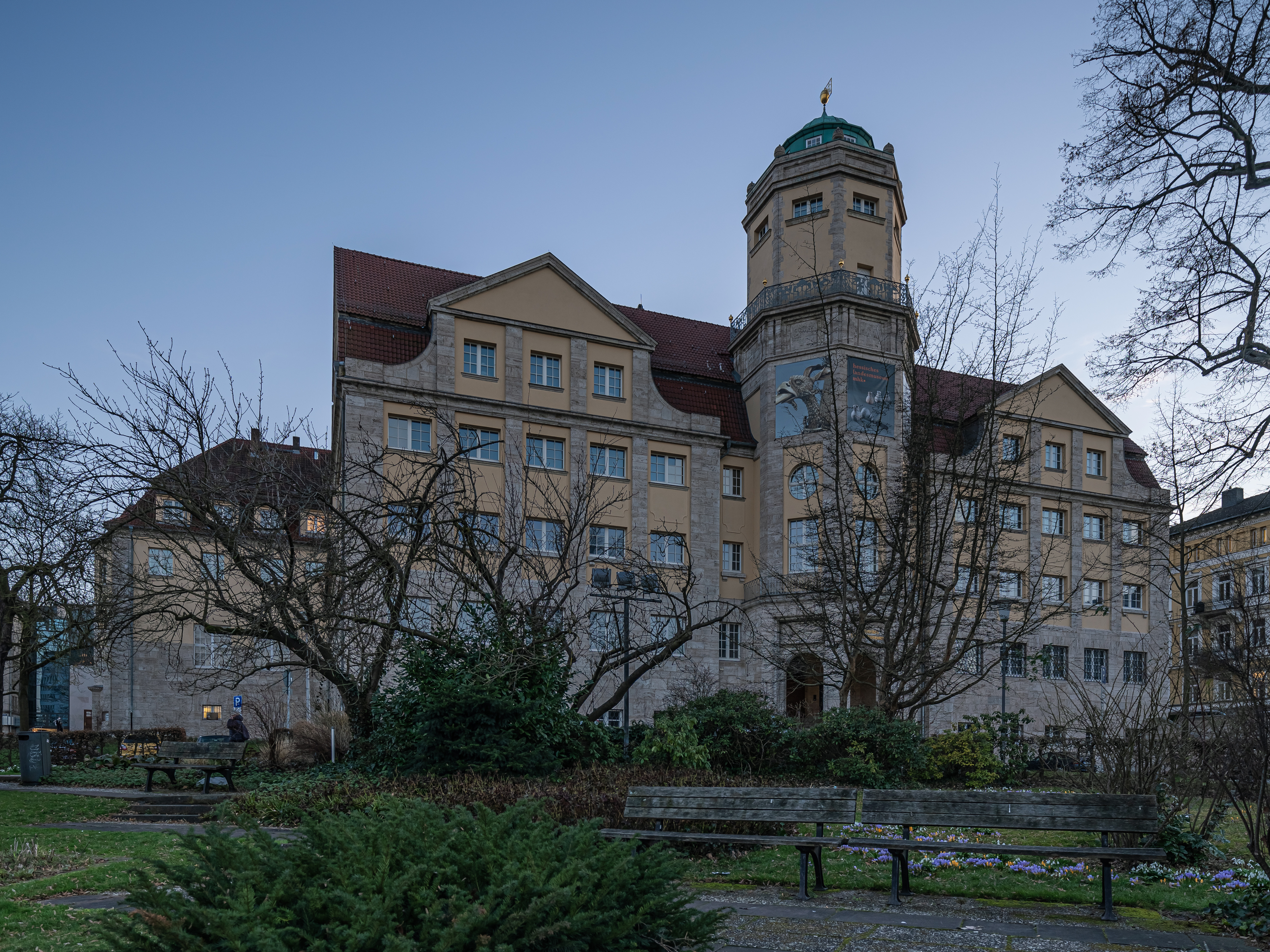
Hessisches Landesmuseum am Wilhelmshöher Tor

Die Stadt Kassel verfügt über eine Anzahl von bedeutenden Museen und Galerien. Grundlage der heutigen Museumslandschaft in Kassel waren die Sammlungen der Landgrafen und Kurfürsten von Hessen-Kassel der Staatlichen Museen und Schlösser und Gärten. Das Fridericianum, am heutigen Friedrichsplatz, gilt als der erste öffentliche Museumsbau auf dem europäischen Kontinent und ist als Kunsthalle Fridericianum mit einer bedeutenden Reputation zeitgenössischer Arbeiten ausgestattet. Das benachbarte Ottoneum beherbergt als erster feststehender Theaterbau Deutschlands heute die naturkundlichen Sammlungen. Am Ständeplatz befindet sich das Stadtmuseum Kassel, das nach einem Umbau und Neukonzeption 2016 wiedereröffnet wurde. Im Kulturbahnhof befindet sich das Spohr Museum.
Die 1992 erbaute documenta-Halle wird für wechselnde Veranstaltungen – etwa der jährlichen Vorstellungen der Examens- und Meisterarbeiten der Kunsthochschule Kassel – genutzt. Im Vorderen Westen gibt es den Kunsttempel als temporären Ausstellungsraum unterschiedlicher privater Stiftungen und den Werkstatt e. V. als Literatureinrichtung. Zudem gibt es den 1835 gegründeten Kasseler Kunstverein.
Aus den in und nahe bei Kassel gelegenen Liegenschaften der Staatlichen Schlösser und Gärten Hessen wurde 2006 die Museumslandschaft Hessen Kassel (MHK) gebildet. Dazu gehören: Der Bergpark Wilhelmshöhe mit dem Herkules, Schloss Wilhelmshöhe (Antikensammlung, Gemäldegalerie Alte Meister, Weißensteinflügel) und dortigen Bauwerken (Löwenburg, Ballhaus, Gewächshaus), der Park Karlsaue mit den dortigen Bauwerken, der Orangerie (Astronomisch-Physikalisches Kabinett, Planetarium) und dem Marmorbad, das Hessische Landesmuseum mit der Torwache und die Neue Galerie.
In Rothenditmold befinden sich das Technik-Museum Kassel und das Henschel-Museum. In Bettenhausen und der nördlichen Innenstadt gibt es kleinere private Ausstellungsflächen.
Vom 2. Oktober 2012 bis 18. Februar 2013 fand an zahlreichen frei zugänglichen Orten in der Innenstadt die Ausstellung Alles unter dem Himmel gehört allen statt. Nach Angaben der Veranstalter handelte es sich um die „bisher größte Übersee-Ausstellung chinesischer Kunst im öffentlichen Raum und zugleich die größte Kunstausstellung, die im Rahmen des Chinesischen Kulturjahrs in Deutschland 2012 stattfindet.“
Die 2015 eingeweihte GRIMMWELT widmet sich den Brüdern Grimm, die in der Stadt ihre längste und produktivste Zeit verbrachten.

### documenta
Seit 1955 findet in einem anfangs unregelmäßigen, seit 1972 in fünfjährigem Turnus die Weltkunstausstellung documenta statt. Sie wurde von Arnold Bode initiiert, damals Professor an der Kasseler Werkkunstschule, der heutigen Kunsthochschule Kassel. Die erste documenta bildete den Anspruch, die während der Zeit des deutschen Faschismus zwischen 1933 und 1945 als „entartet“ diffamierte Kunst der Moderne wieder der Öffentlichkeit vorzustellen; sie war eine die Kasseler Bundesgartenschau 1955 begleitende Ausstellung. Seither bilden Kunst, Ausstellung und Stadt eine engverwobene Symbiose. Die Präsenz und das Wirken der seitherigen Ausstellungen sind im Stadtbild und der Gesellschaft fest verankert, wobei jede einzelne Ausstellung ihren eigenen Charakter mit sich gebracht hat und so eine fortdauernde Rezeption sichergestellt hat. Die documenta 14 fand vom 10. Juni bis 17. September 2017 in Kassel und vom 8. April und bis 16. Juli 2017 in Athen statt.

### Musik
Kassel verfügt über beachtliche private sowie staatlich geförderte Musikeinrichtungen. Als Beispiele sind zu nennen: das Staatsorchester Kassel am Staatstheater Kassel, das Heeresmusikkorps Kassel, der Bärenreiter-Verlag, die Musikakademie der Stadt Kassel und das Deutsche Musikgeschichtliche Archiv und die Internationale Heinrich-Schütz-Gesellschaft. Daneben existieren die staatlich geförderte Musikschule Kassel e. V., der Kammermusikverein, das Kulturzentrum Dock 4, das Kulturzentrum Schlachthof, der Kulturbunker, die Kantorei Kirchditmold, der Kasseler Bachchor, das Collegium Vocale an St. Marien, Kassel, das Jugendsinfonieorchester Kassel e. V. und andere. Alljährlich im Sommer findet das Sommernachts‐Open‐Air in der Karlsaue statt.
Der Förderverein Kasseler Jazzmusik e. V. veranstaltet Konzerte mit lokalen wie auch mit überregionalen Künstlern. Außerdem gibt es einmal im Monat eine Jam-Session, bei der sich Musikerinnen und Musiker spontan auf der Bühne zusammenfinden können.
Aus Kassel stammende Musikgruppen sind oder waren unter anderem: Caro Kiste Kontrabass, Jawoll und Milky Chance. Ein internationales Renommé erlangt haben auch Ursel Schlicht und Detlef Landeck.

### Regionales Brauchtum

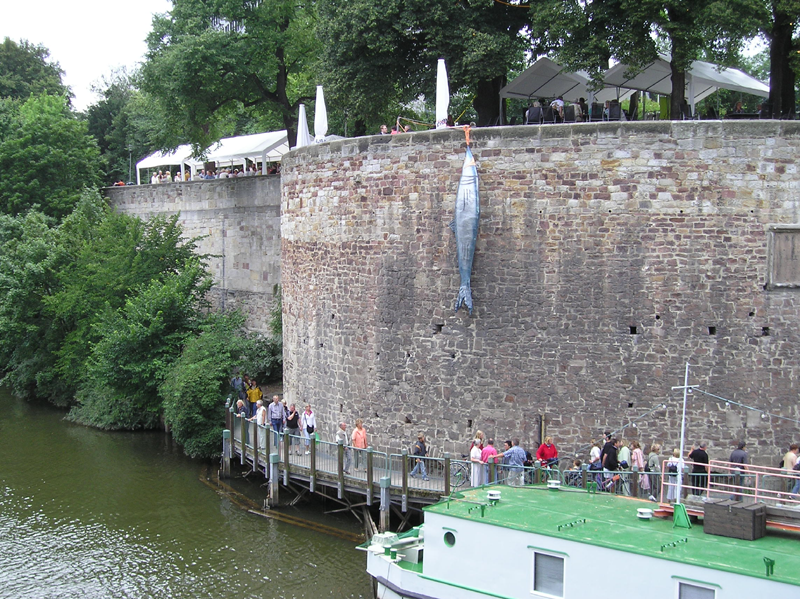
Das Wahrzeichen des Volksfestes Zissel, der Zisselhering am Rondell

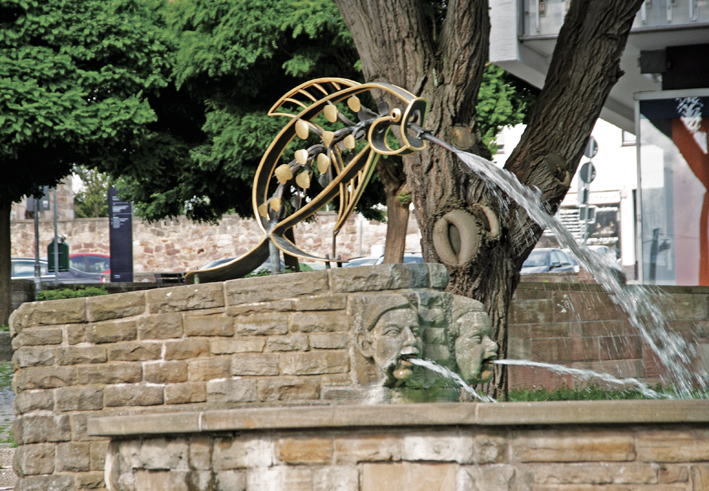
Der Zisselhering am Zisselbrunnen

Das allsommerliche Fest am Fuldaufer, der Zissel, ist in der ganzen Region bekannt. Ein Brauchtum zum Nikolaustag ist der Glowesabend.
Mundart
Der regionale Dialekt ist Kasselänerisch, eine Varietät des Nordhessischen. Die Bedeutung des Kasseler Dialekts schwand in höheren Bildungskreisen schon in der Zeit der Reformation zugunsten der Hochsprache, daher ist auch die Verwendung in der Literatur eher selten.
Beispiele aus dem Kasselänerischen:
- „Gehädd dä Rädde däh?“ – „Nä net mä“ (= Gehört der Hund [eigentlich: Rüde] dir/Ihnen?) – (= Nein nicht mir)
- „’s schigget!“ (= Es reicht / Es ist genug!)
- „alszus grade uss“ (= Immerzu geradeaus)
- „Wiste dann au ’n Stück Kuan?“ (= Willst du denn auch ein Stück Kuchen?)
- „widden Wecke?“ (= Willst du ein Brötchen?)
- „s reint!“ (= es regnet!)
- „ds wärd sich ußwiesen“ (= das wird sich ausweisen/zeigen / Warten wir’s ab!)

Nördlich von Kassel verläuft die Sprachgrenze der 2. Lautverschiebung, die -k und -ch, -s und -t trennt. Somit hat das Bundesland Hessen im Landkreis Kassel (zwischen Korbach und Hofgeismar) noch einen niederdeutschen Dialekt.
Kasseläner, Kasselaner und Kasseler
Die Einwohner der Stadt unterscheiden zwischen Kasselern, Kasselanern und Kasselänern. Zugezogene werden Kasseler genannt, während Kasselaner in Kassel geboren sind. Kasseläner sind in Kassel geboren und beide Elternteile sind (mindestens) Kasselaner. Die Benennung bleibt auch bei einem Wegzug aus der Stadt erhalten. Unbekannt ist die Herkunft dieser Differenzierung, die keine Rechte oder Pflichten begründet. Ähnliche Unterscheidungen gibt es unter anderem auch in Halle (Saale).

### Sport

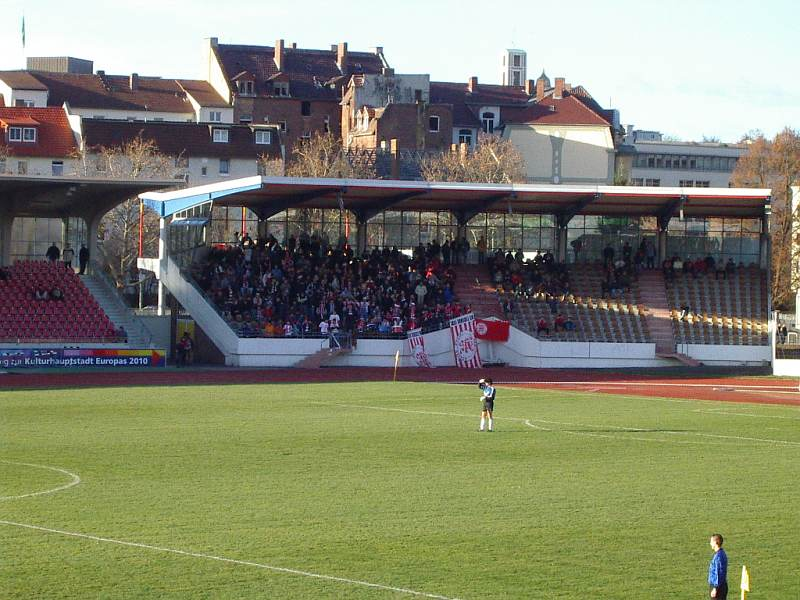
Auestadion: nördliche Seitentribüne von der Gegenseite (SW n. NO)

#### Fußball
Mit den Vereinen SV Kurhessen Kassel und VfL TuRa Kassel hatte Kassel zur Jahrhundertwende ins 20. Jahrhundert zwei Fußballvereine, in deren Nachfolge der KSV Hessen Kassel trat. Dieser spielte ab Anfang der 1980er Jahre, mit Ausnahme der Saisons 1987/88 und 1988/89, in der 2. Bundesliga. Nach Konkurs und Neugründung 1997/98 folgte der Wiederaufstieg von der Kreisliga in die Oberliga und 2005/06 in die Regionalliga. Die Heimspiele trägt das Team im Auestadion aus.

#### Eishockey

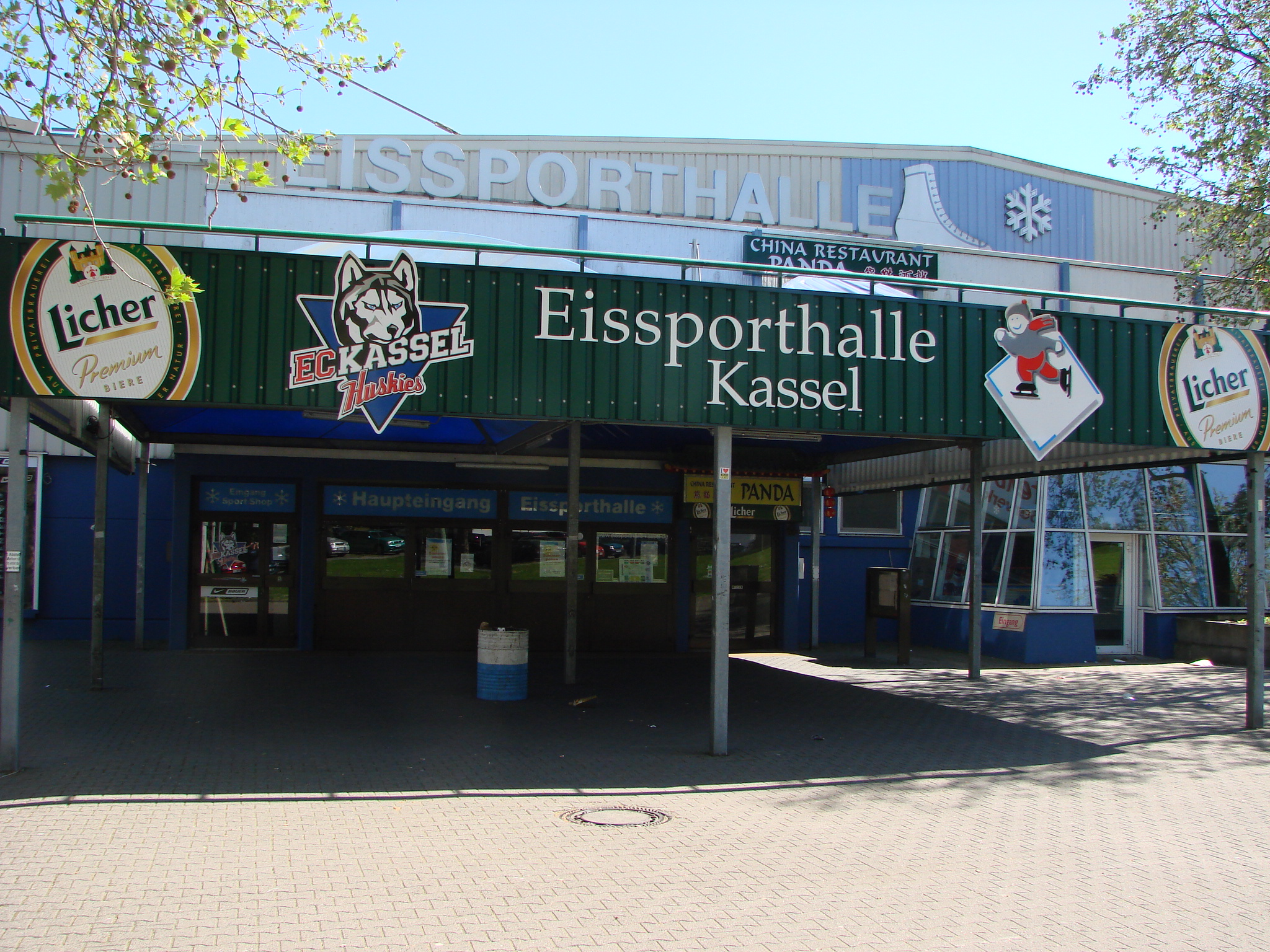
Eingang zur Eissporthalle Kassel

Bis zur Errichtung der Eissporthalle in den späten 1970er Jahren wurde Eishockey auf Natureis gespielt, die Winter in der Region waren jedoch auch wesentlich länger und kälter als heute. Die Kassel Huskies waren 1994 Gründungsmitglied der Deutschen Eishockey Liga und spielten in der obersten deutschen Spielklasse. Ausnahme waren die Saisons 2006/07 und 2007/08, Vizemeister wurden die Huskies 1997. Nach Abstieg und zweijähriger Abwesenheit kehrte die Mannschaft 2008 in die DEL zurück, 2009/10 musste jedoch Insolvenz angemeldet werden. In der Saison 2011/2012 spielte der Stammverein Eishockey Jugend Kassel nach einem Neuanfang in der Hessenliga weiterhin mit dem Beinamen „Huskies“ in der Oberliga West (drittklassig). 2014 gelang der Aufstieg in die DEL2. Die Heimspiele trägt das Team in der Eissporthalle Kassel am Auestadion aus.

#### Handball
Neben mehreren kleinen Vereinen in und um Kassel, die in den unteren Ligen sind, trägt der Bundesligist MT Melsungen seine Heimspiele in der Kasseler Rothenbach-Halle aus. Mehrere Nationalspieler des Siegerteams der EM 2016 spielen derzeit bei der MT Melsungen.

#### Rugby
1900 wurde in Kassel der Deutsche Rugby-Verband gegründet. Nach langer Pause existiert seit 2013 in der Stadt mit dem Verein Rugby Cassel e. V. wieder ein örtlicher Vertreter der Vollkontaktsportart. Die Mannschaften des Vereins spielen mit je 15 Spielern nach Rugby-Union-Regeln in der Regionalliga Hessen-Nord und nehmen auch an Turnieren im olympischen 7er-Rugby teil.

#### Leichtathletik
In Kassel sind zahlreiche Leichtathletikvereine ansässig. Der Schwerpunkt liegt hier vor allem im Bereich Mittel- und Langstreckenlauf, was insbesondere auf die Aktivität des ehemaligen Marathon-Bundestrainers Winfried Aufenanger zurückgeht.
Wichtige regelmäßige Leichtathletikveranstaltungen sind das Askina-Sportfest (bis 2011), der Kasseler Citylauf (bis 2014) sowie der Herkules-Berglauf zum Herkules. Am 10. Juni 2007 fand die Premiere des Kassel-Marathons statt.
2011, 2016 und 2023 wurden im Auestadion die Deutschen Leichtathletik-Meisterschaften ausgetragen.

#### Wassersport
Wassersportler und -vereine sind in Kassel, aufgrund der Nähe zur Fulda und des angeschlossenen Buga-Geländes, reichlich vertreten. Vor allem das Rudern gehört zu den beliebten Wassersportarten. Viele Schulen unterhalten Bootshäuser am Ufer der Fulda und bieten entsprechende Aktivitäten an.
Eine Zeit lang ruderte der ehemalige Weltmeister im Einer, Marcel Hacker, in Kassel.
Zudem gibt es den Motoryacht-Club (MYC), sowie den Hochseesegelverein (HVK) Kassel. Etwas nördlich im Stadtgebiet existiert außerdem ein Hafen. Die DLRG (StV Kassel) ist ebenfalls an der Fulda und in der Fuldaaue beheimatet.
Kassel ist auch die Wiege des deutschen Wasserskisports. 1949 wurde der erste deutsche Wasserskiclub WAK Kassel (Wassersportclub Alt Kassel) gegründet. 1958 fanden auf der Fulda die ersten deutschen Wasserskimeisterschaften statt. Im gleichen Jahr wurde in Kassel der Deutsche Wasserski Verband gegründet. Der WAK Kassel stellte über Jahre Deutsche Meister oder Jugendmeister.

#### Tischtennis
Der ESV Jahn Kassel gehörte im Tischtennis viele Jahre lang zu den führenden Vereinen in Nordhessen. Die Herrenmannschaft spielte seit 1954 in der Oberliga (damals die höchste deutsche Spielklasse) und seit 1988 in der 2. Bundesliga. 2005 erfolgte der Abstieg in die Regionalliga. 2007 löste sich die Abteilung auf und schloss sich mit dem SVH Kassel zusammen, dessen Mannschaft nun in der Regionalliga spielt.

#### Tennis
Eine weitere beliebte Sportart in Kassel ist Tennis. Hier sind vor allem die Wilhelmshöhe Open, das größte regionale und einzige Weltranglistenturnier Nordhessens, zu erwähnen.

#### Sonstige Sportarten
- Mit den Kassel Titans, einem American-Football-Team des TSV 1891 Oberzwehren, kommt der Meister 2009 der Landesliga Hessen aus Kassel.
- Der Herkules Baseball Club (auch Herkules Kassel) ist der einzige städtische Baseball-Club und spielt momentan in der hessischen Verbandsliga.
- Der Bowling-Sportverein Kassel (BSV) ist mit mehreren Mannschaften sowohl in den hessischen Landesligen als auch in der Bundesliga mit dem aktuellen Vizemeister (Club Finale Kassel) vertreten.
- Der größte Kampfsportverein Kassels ist SV Rot-Weiß Kassel. Der PSV Grün-Weiß Kassel bietet die Kampfsportabteilungen Judo, Ju-Jutsu, Karate oder auch Arnis an, gleichermaßen das Karateteam Kassel aus Bettenhausen, was besonders durch seine Jugendarbeit hervorsticht.
- Der Hockey-Club Kassel e. V. (HCK) ist im Hockey mit seinen Jugend- und Erwachsenen-Mannschaften hessenweit im Spielbetrieb vertreten. Die 1. Herren des HCK spielt in der Oberliga, der höchsten hessischen Liga.
- Auf dem Golfplatz in der Wilhelmshöhe ist der Golf Club Kassel-Wilhelmshöhe ansässig. Die Clubmannschaft der Herren spielt in der 1. Hessenliga.
- Die Radball-Abteilung des SV Nordshausen spielt in der Radball-Bundesliga.
- Die Standardformation des Rot-Weiss-Klubs Kassel tanzt in der 1. Bundesliga Standard.
- Die UHK Kassel Rangers waren das einzige Floorballteam in Kassel. Auf der Basis der Hochschulsportmannschaft spielten die Rangers in der Floorball-Hessenliga und im deutschen Pokal mit, wo sie in der Saison 2010/11 das Achtelfinale erreicht haben und gegen den späteren Pokalfinalisten TV Eiche Horn Bremen ausschieden. Inzwischen besteht eine Hochschulsportmannschaft; der Ligabetrieb ist mit den SV Espenau Rangers in der nordhessischen Gemeinde Espenau im Landkreis Kassel beheimatet.
- Seit 2011 gibt es mit den Kassel Roller Derby Bashlorettes eine Roller-Derby-Mannschaft.[91]

#### Inklusion
2021 bewarb sich die Stadt als Host Town für die Gestaltung eines viertägigen Programms für eine internationale Delegation der Special Olympics World Summer Games 2023 in Berlin. 2022 wurde sie als Gastgeberin für Special Olympics Slowenien ausgewählt. Damit wurde sie Teil des größten kommunalen Inklusionsprojekts in der Geschichte der Bundesrepublik mit mehr als 200 Host Towns.

### Regelmäßige Veranstaltungen
- Sommer – alle fünf Jahre: documenta – Weltausstellung für zeitgenössische Kunst (erstmals 1955)
- März/April: Frühjahrsmesse auf dem neuen Messeplatz
- April/Mai: Tag der Erde, Straßenfest mit Ständen zu Umweltthemen und Kulturprogramm
- Mai/Juni: Das Stadtfest in der Innenstadt (erstmals 29. Juni bis 6. Juli 1979)
- Juni/Juli/August: Internationale Konzertreihe im Kulturzelt an der Drahtbrücke
- Juli/August: Christopher Street Day – Umzug, Parade und Straßenfest der emanzipativen Szene in Kassel
- Juli/August: Zissel – das Kasseler Volksfest auf und am Auedamm
- Juni/Juli: Wilhelmshöhe Open – Hessens größtes internationales Tennisturnier
- August: Wehlheider Kirmes
- September (meist erster Samstag): Museumsnacht (erstmals 11. bis 12. September 1999)
- September: Internationales Theaterfestival im Staatstheater
- September: Wilhelmshöher Berg- und Lichterfest im Bergpark Wilhelmshöhe
- Oktober: Casseler Freyheit
- Oktober: Waldauer Enten Kirmes
- Oktober/November: Kasseler Musiktage
- November: Kasseler Dokumentarfilm- und Videofest
- November/Dezember: zwei Weihnachtsmärkte in der Innenstadt

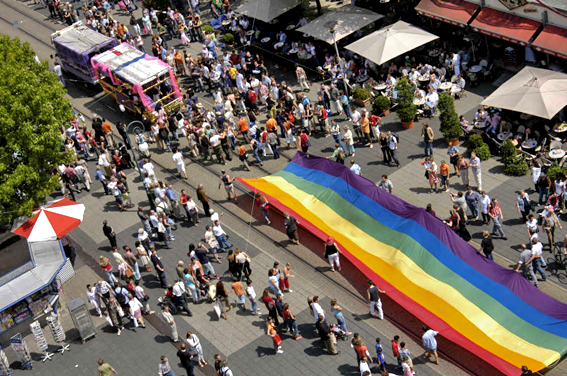
Umzug während des CSD 2005

### Kulinarische Spezialitäten
Zu den kulinarischen Spezialitäten zählen nach Meinung vieler Kasseler Bürger das Weckewerk, ein aus Fleischnebenprodukten hergestelltes Nahrungsmittel, sowie die Ahle Wurscht (hochdeutsch: Alte Wurst) und der traditionelle Speckkuchen. Eine in ganz Hessen beliebte Essensbeilage ist die Grüne Soße. Kasseler ist allerdings keine Kasseler Spezialität, sondern nach dem Berliner Metzger Cassel benannt worden.

### Medien
Als Tageszeitung in Kassel erscheint die Hessische/Niedersächsische Allgemeine (HNA). Von 2004 bis 2008 (online bis 2013) erschien monatlich die Nordhessische Neue Zeitung, die in Betrieben und Wohngebieten kostenlos verteilt wurde. Herausgeberin war bis 2008 die IG Metall. Seit 2006 gibt es die kassel-zeitung, eine nichtkommerzielle, freie Onlinezeitung. Zweimal in der Woche wird das Anzeigenblatt Extra-Tip an Kasseler Haushalte verteilt.
Der Hessische Rundfunk betreibt sein Studio Kassel und sendet sein Radioprogramm hr4 aus Kassel. Hit Radio FFH hat sein Nordhessenstudio im Haus der HNA und der Radiosender Radio Bob sendet hessenweit aus der Friedrich-Ebert-Straße. RTL Television betreibt im Stadtgebiet eine Nebenstelle.
Der Radiosender Freies Radio Kassel und der Fernsehsender Medienprojektzentrum Offener Kanal Kassel (empfangbar im analogen und digitalen Kabel überregional) sind zwei nichtkommerzielle Bürgersender. Seit 2006 arbeitet in Kassel die deutsch-russische Medienredaktion IdM Europa – Integration durch Medien e. V., die unter anderem eine wöchentliche Live-Sendung Offene Stadt im Offenen Kanal Kassel produziert. Die Sendung, die in deutscher und russischer Sprache moderiert wird, wird durch das Netz des Bürgerfernsehens auch in Frankfurt am Main, Offenbach, Gießen und Fulda ausgestrahlt.
Ihren Sitz in Kassel haben der Bärenreiter-Verlag für klassische Musik und der Merseburger Verlag.

### Öffentliche Einrichtungen

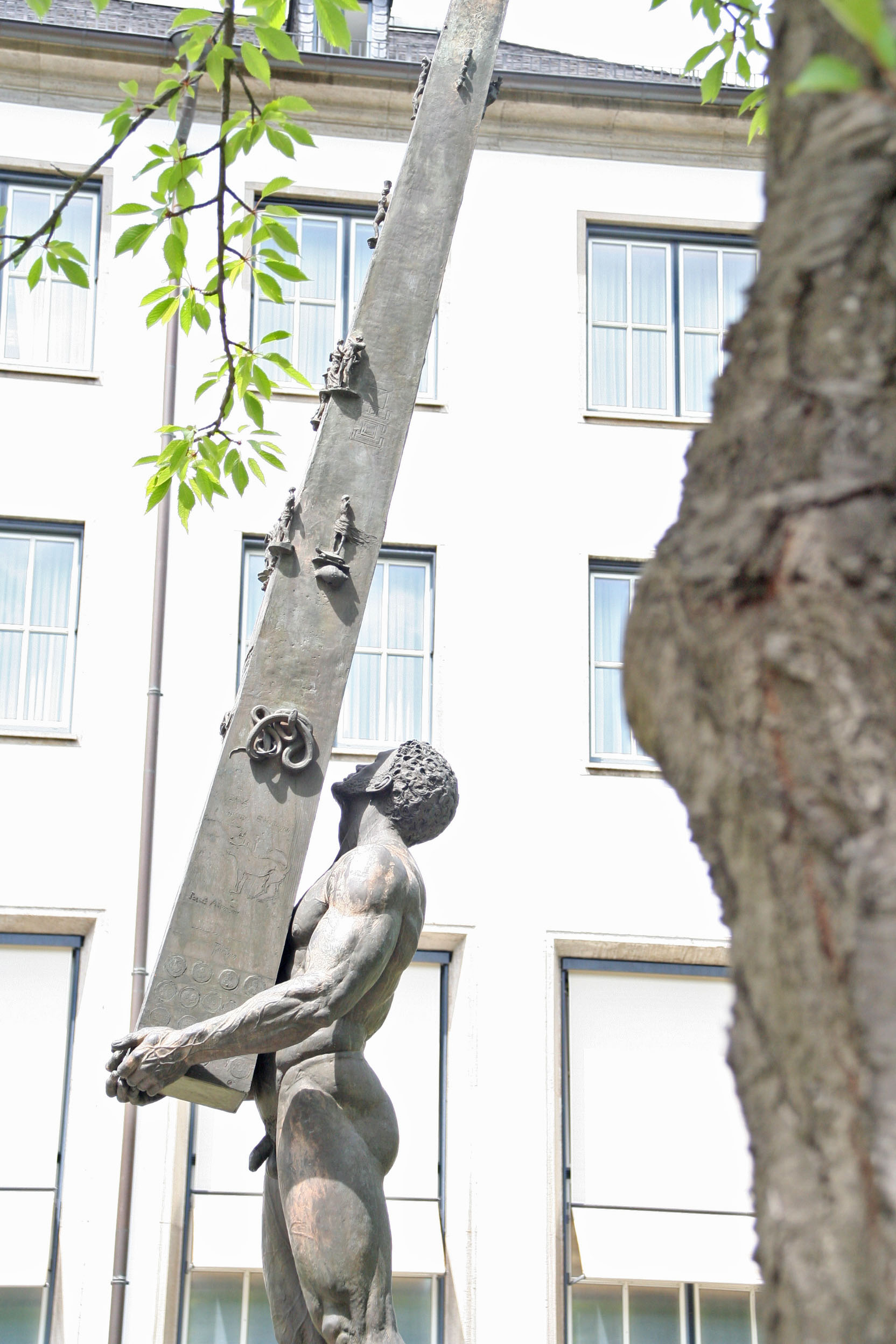
Bronzeplastik vor dem Gebäude der ehem. Bundesbank-Filiale am Ständeplatz

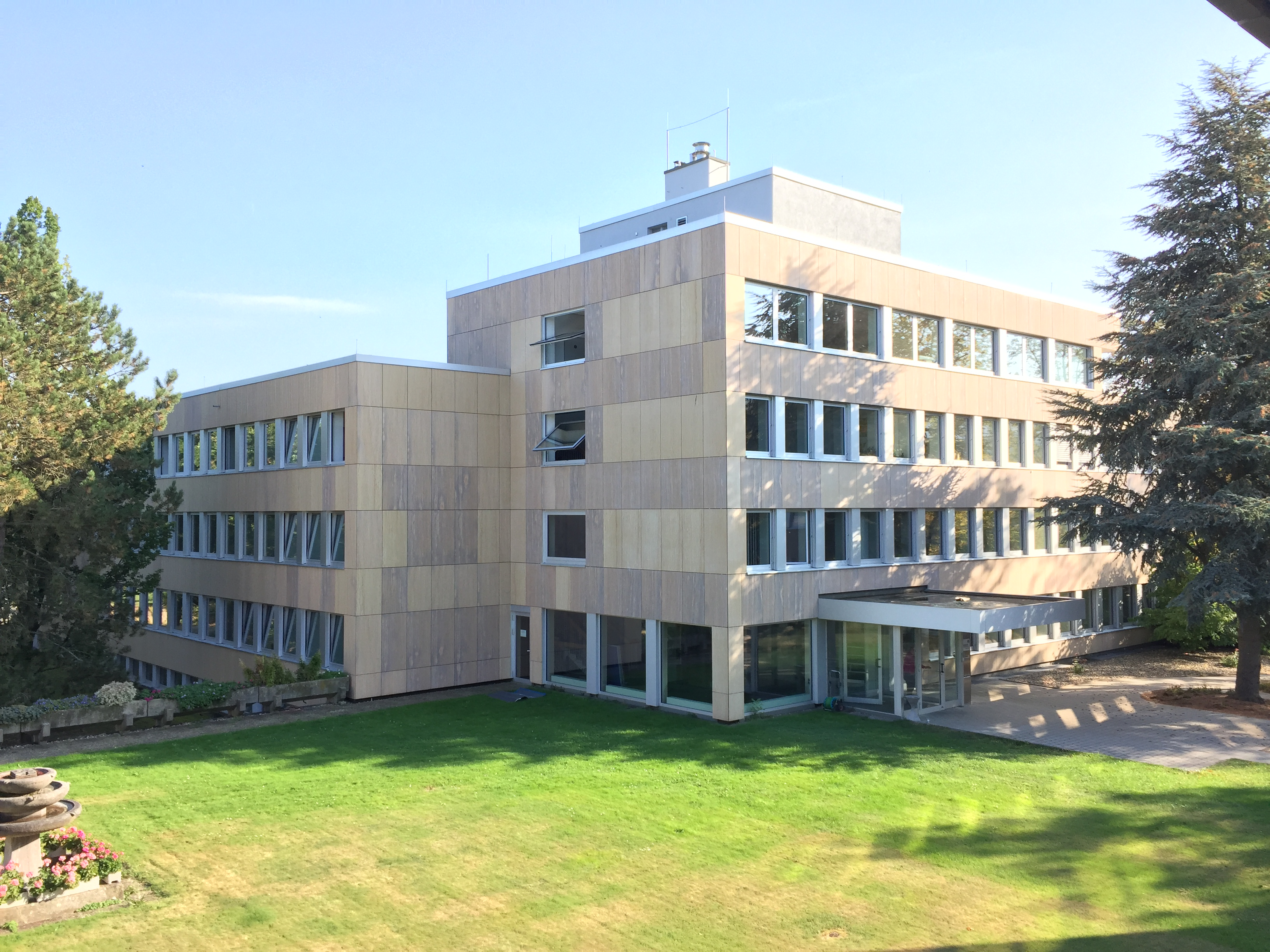
Hauptverwaltung der SVLFG

Kassel ist Sitz (bzw. durch Dienstsitze oder Geschäftsstellen vertreten) folgender Einrichtungen, Institutionen und Körperschaften des öffentlichen Rechts:
- Regierungspräsidium des Regierungsbezirks Kassel,
- Karrierecenter der Bundeswehr Kassel (früher: Kreiswehrersatzamt), zuständig für die kreisfreie Stadt Kassel sowie für die Landkreise: Kassel, Höxter, Hersfeld-Rotenburg, Waldeck-Frankenberg und den Schwalm-Eder-Kreis
- Sozialversicherung für Landwirtschaft, Forsten und Gartenbau (SVLFG – Hauptverwaltung und Geschäftsstelle)
- Deutsche Rentenversicherung Knappschaft-Bahn-See (Geschäftsstelle)
- Krankenversorgung der Bundesbahnbeamten (Bezirksleitung)
- Landesbetrieb Hessen-Forst
- Hessische Landesanstalt für privaten Rundfunk und neue Medien
- Hessische Bezügestelle
- Hessische Landesfeuerwehrschule
- Hessisches Amt für Versorgung und Soziales
- Prüfungsamt des Hessischen Rechnungshofs
- Deutsche Rentenversicherung Hessen (Dienststelle)
- Landeswohlfahrtsverband Hessen
- Landesbetrieb Landwirtschaft Hessen
- Mit Christoph 7 ist einer der derzeit (Stand: Oktober 2012) 71 deutschen Rettungshubschrauber in Kassel stationiert.
- Die Stadt Kassel unterhält als einzige Stadt in Nordhessen eine Berufsfeuerwehr mit zwei ständig besetzten Feuerwachen.
- Zweckverband Raum Kassel (ZRK), gebildet 1974 infolge der Verwaltungsneugliederung in Hessen
- Städtische Werke, Strom- und Gasversorger
- Kasseler Verkehrs- und Versorgungs-GmbH
- Gesundheit Nordhessen Holding, Träger kommunaler Krankenhäuser
- GWG Gemeinnützige Wohnungsbaugesellschaft der Stadt Kassel
- Kasselwasser, Städtische Wasser- und Abwassergesellschaft
- Stadtreiniger, Städtische Müllabfuhr und Straßenreinigung

#### Bibliotheken und Archive

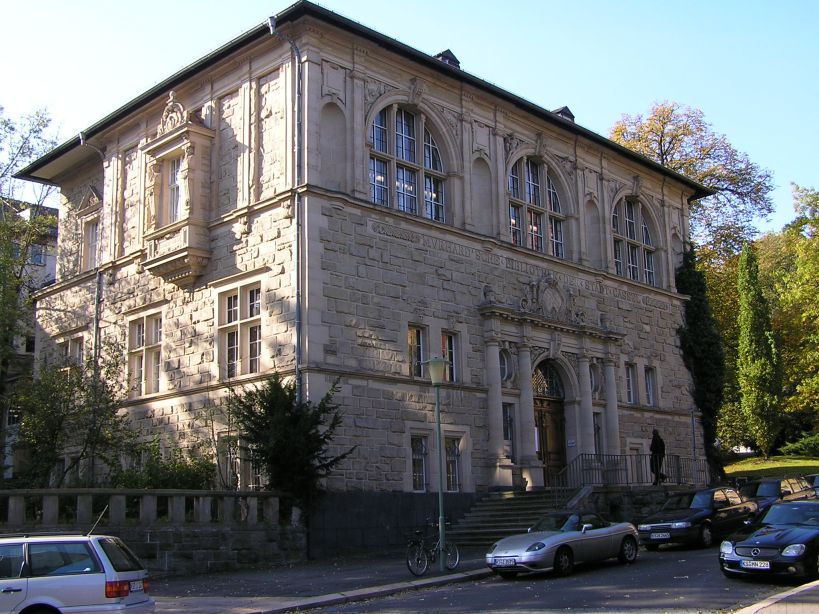
Murhardsche Bibliothek am Weinberg

Die Universitätsbibliothek Kassel ist ein Bibliothekszusammenschluss aus Landesbibliothek und Murhard’scher Bibliothek der Stadt Kassel und den eigentlichen Teil- und Bereichs-Bibliotheken der Hochschule und ihrer Fachbereiche.
Die Stadtbibliothek besteht aus der Zentralbibliothek, der Jugendbücherei und Stadtteil und Schulbibliotheken in Niederzwehren, Oberzwehren und Waldau.
In städtischer Trägerschaft gibt es das documenta Archiv mit dem Harry-Kramer-Archiv und das Stadtarchiv Kassel. Hinzu kommen die Stiftung Archiv der deutschen Frauenbewegung (AddF), das Archiv des Landeswohlfahrtsverbandes und das Landeskirchliche Archiv der evangelischen Kirche von Kurhessen-Waldeck.

#### Justiz
- BundessozialgerichtNationalsozialistische Architektur an der Wilhelmshöher Allee: das 1938 bezogene Gebäude des Wehrkreiskommandos IX. ist seit 1954 Sitz des Bundessozialgerichtes.

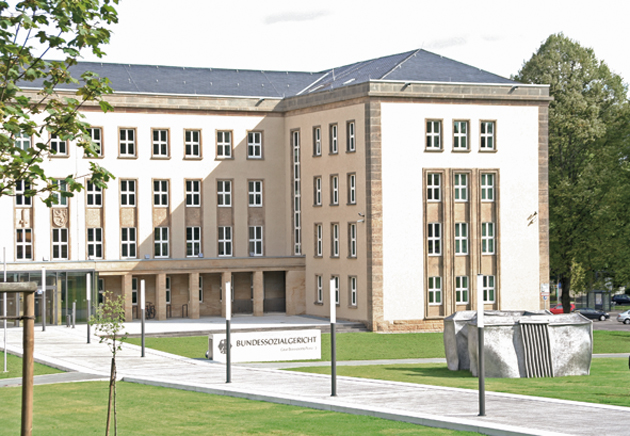
Nationalsozialistische Architektur an der Wilhelmshöher Allee: das 1938 bezogene Gebäude des Wehrkreiskommandos IX. ist seit 1954 Sitz des Bundessozialgerichtes.

- Hessischer VerwaltungsgerichtshofHessischer Verwaltungsgerichtshof im Fachgerichtszentrum, Goethestraße 41
- Hessisches Finanzgericht
- Sozialgericht Kassel
- Arbeitsgericht Kassel
- Verwaltungsgericht Kassel

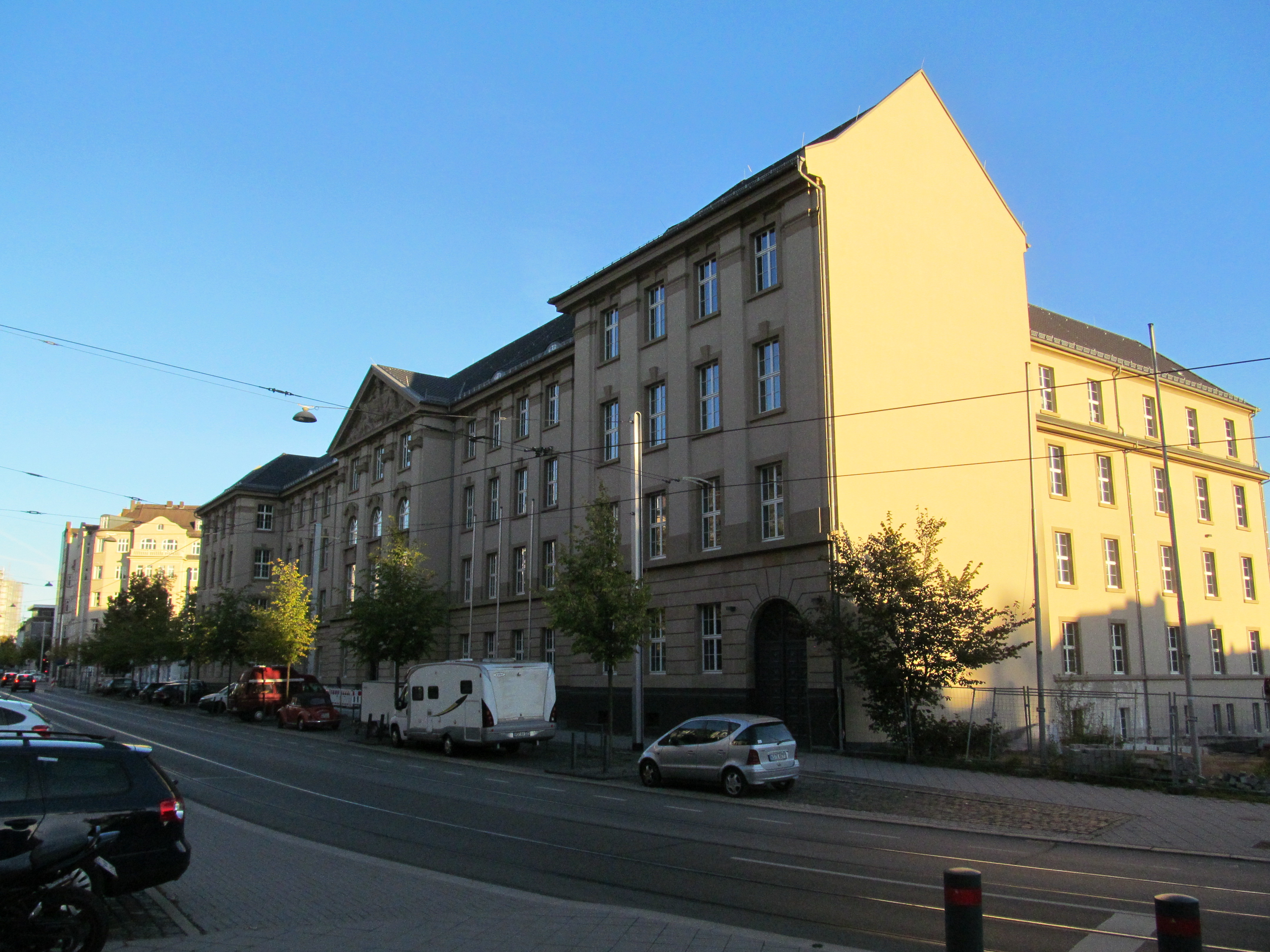
Hessischer Verwaltungsgerichtshof im Fachgerichtszentrum, Goethestraße 41

- Zivilsenate Oberlandesgerichtes Frankfurt/Main
- Landgericht Kassel
- Amtsgericht Kassel
- Staatsanwaltschaft Kassel
- Justizvollzugsanstalten Kassel I und Kassel II

#### Kammern

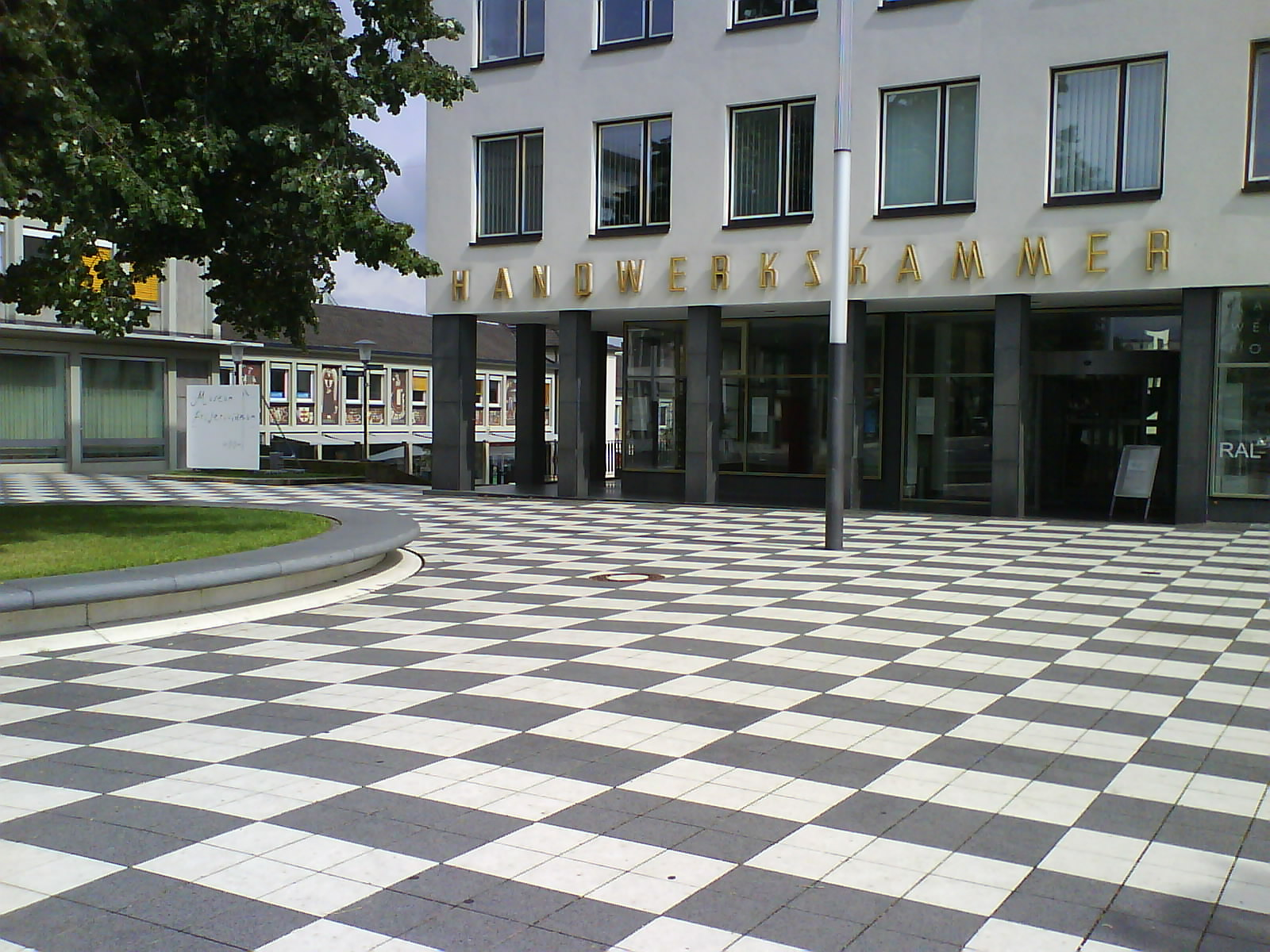
Die Handwerkskammer Kassel am Eingang zur Treppenstraße

- Handwerkskammer Kassel – Kammerbezirk: Stadt Kassel und Landkreise Kassel, Fulda, Schwalm-Eder-Kreis, Hersfeld-Rotenburg, Werra-Meißner-Kreis und Waldeck-Frankenberg
- Industrie- und Handelskammer Kassel-Marburg (IHK) – Kammerbezirk: Stadt Kassel und Landkreise Hersfeld-Rotenburg, Kassel, Schwalm-Eder-Kreis, Waldeck-Frankenberg, Werra-Meißner-Kreis und Marburg-Biedenkopf (mit Ausnahme einiger Gemeinden)
- Deutscher Gewerkschaftsbund (DGB) – Zuständiger Dachverband der gewerkschaftlichen und arbeitnehmerrechtlichen Vertretung Nordhessen

#### Kirchen
- Evangelische Kirche von Kurhessen-Waldeck
- Evangelischer Gnadauer Gemeinschaftsverband
- Evangelische Kreuzkirche Kassel im Stadtteil Vorderer Westen
- Katholische Kirche Kassel (Dekanat Kassel-Hofgeismar im Bistum Fulda)
- Neuapostolische Kirche – Bezirk Kassel
- Freie evangelische Gemeinden im Hessen-Waldeck-Kreis

#### Weitere
- Volksbund Deutsche Kriegsgräberfürsorge e. V.
- Gesellschaft für Christlich-Jüdische Zusammenarbeit Kassel
- CVJM-Gesamtverband in Deutschland
- Arbeitsgemeinschaft der CVJM Deutschlands e. V.[95]
- Netzwerk-m

## Bildung und Forschung

### Allgemeinbildende Schulen
Das älteste der Kasseler Gymnasien ist das 1779 gegründete Friedrichsgymnasium. In Kassel stehen zwei der vier hessischen Versuchsschulen: Die Offene Schule Waldau und die Reformschule in Wilhelmshöhe. Die Offene Schule Waldau war 2006 einer der Preisträger des Deutschen Schulpreises. Insgesamt bietet Kassel 27 Grundschulen, acht Gesamtschulen, vier Haupt- und Realschulen, sieben berufliche Oberschulen, sieben Gymnasien und gymnasiale Oberschulen, zwei Schulen für Erwachsene (Abendschulen) sowie rund zehn Förderschulen. Außerdem gibt es mehrere private Schulen: die Montessorischule, die Waldorfschule, die freie christliche Grundschule, die freie Realschule u. a.

### Universität
Von 1633 bis 1653 bestand bereits eine erste Universität in Kassel.
Die neue Universität Kassel wurde 1971 als Gesamthochschule (GhK) gegründet und wurde bekannt für ihr damals modernes Bildungskonzept, das als Kasseler Modell bekannt geworden ist.
Im Jahre 2002 wurde der Name der Hochschule in Universität Kassel geändert; damit verbunden war eine Abkehr von dem Reformgedanken und die Hinwendung zu einer Ausrichtung nach dem klassischen Verständnis universitärer Organisation. Seit 2006 haben die neuen Studienordnungen nach Bachelor/Master das Kasseler Modell sukzessive ersetzt. Im Wintersemester 20224/25 studierten an den elf Fachbereichen 21.352 Studierende. Innerhalb der Universität befindet sich in Teilautonomie die 1777 gegründete Kunsthochschule Kassel. Des Weiteren ist die ehemalige Ingenieursschule in der Wilhelmshöher Allee sowie Höhere Wirtschaftsfachschule in die Struktur der Hochschule mit eingegangen.
Die Universität Kassel bietet Studiengänge in den Fachbereichen Humanwissenschaften, Geistes- und Kulturwissenschaften, Gesellschaftswissenschaften (mit Sportwissenschaften), Architektur, Stadtplanung, Landschaftsplanung, Wirtschaftswissenschaften, Mathematik und Naturwissenschaften, Ökologische Agrarwissenschaften, Bauingenieurwesen und Umweltingenieurwesen, Maschinenbau, Elektrotechnik/Informatik, Kunsthochschule Kassel. 2025 erweiterte sie ihr Angebot an Studiengängen massiv um neue Programme mit Nachhaltigkeits-Schwerpunkt.
Der zentrumsnahe Campus am Holländischen Platz wurde seit 1974 entwickelt und befindet sich auf dem ehemaligen Fabrikgelände der Firma Henschel. Der Fachbereich Ökologische Agrarwissenschaften unterhält darüber hinaus zwei Standorte in Witzenhausen und auf der Staatsdomäne Frankenhausen bei Grebenstein.

### Weitere Einrichtungen
- Hessische Hochschule für Polizei und Verwaltung – Abteilung Kassel
- Hochschule des Bundes für öffentliche Verwaltung – Fachbereich Landwirtschaftliche Sozialversicherung
- Kassel School of Medicine, Medizin-Hochschule in Kooperation mit der Universität Southampton
- Fraunhofer-Institut für Windenergie und Energiesystemtechnik (IWES), ehemals Institut für Solare Energieversorgungstechnik (ISET)
- Fraunhofer-Institut für Bauphysik (IBP) Projektgruppe Kassel
- Brüder-Grimm-Gesellschaft
- CVJM-Hochschule, private Hochschule für Theologie, Sozialwesen, Gemeindepädagogik und Ethik
- CVJM-Kolleg, Fachschule für Theologie und Sozialwesen
- Bundeswehrfachschule Kassel
- Evangelisches Fröbelseminar, Fachschule für Sozialassistenz, Sozialpädagogik, Heilpädagogik und Erzieher
- Fachschule für Technik, private Fachschule für Industrieberufe
- Verwaltungs- und Wirtschaftsakademie Kassel, private Fachschule, die in Kooperation mit verschiedenen Hochschulen bis zum Bachelor führen kann
- FOM Hochschule – Hochschulzentrum Kassel
- Hessische Landesfeuerwehrschule (HLFS). Hier werden Feuerwehrmänner und -frauen aus ganz Hessen aus- und fortgebildet.
- Die Katholische Erwachsenenbildung des Bistums Fulda hat ihren Sitz im Regionalhaus Adolph Kolping. Sie ist Mitglied von KEB-Hessen. Dort hat auch die Katholische Familienbildungsstätte Kassel, die dem Verein Katholische Familienbildungsstätten im Bistum Fulda e. V. angehört, ihren Sitz.
- Oskar-von-Miller-Schule Kassel, Berufsschule
- Musikakademie der Stadt Kassel „Louis Spohr“, musikpädagogische Berufsakademie
- IU Duales Studium Die private Hochschule IU Internationale Hochschule mit Hauptsitz in Erfurt bietet seit 2022 an einem Campus in Kassel diverse duale Studiengänge an
- Schülerforschungszentrum Nordhessen, vom Kultusministerium finanzierte Forschungseinrichtung für Schüler, gegründet 2007 von Klaus-Peter Haupt. 2012 wurde auf dem Dach die Sternwarte Kassel eröffnet.

## Verkehr und Infrastruktur

### Verkehrszählungen und Verkehrsdaten

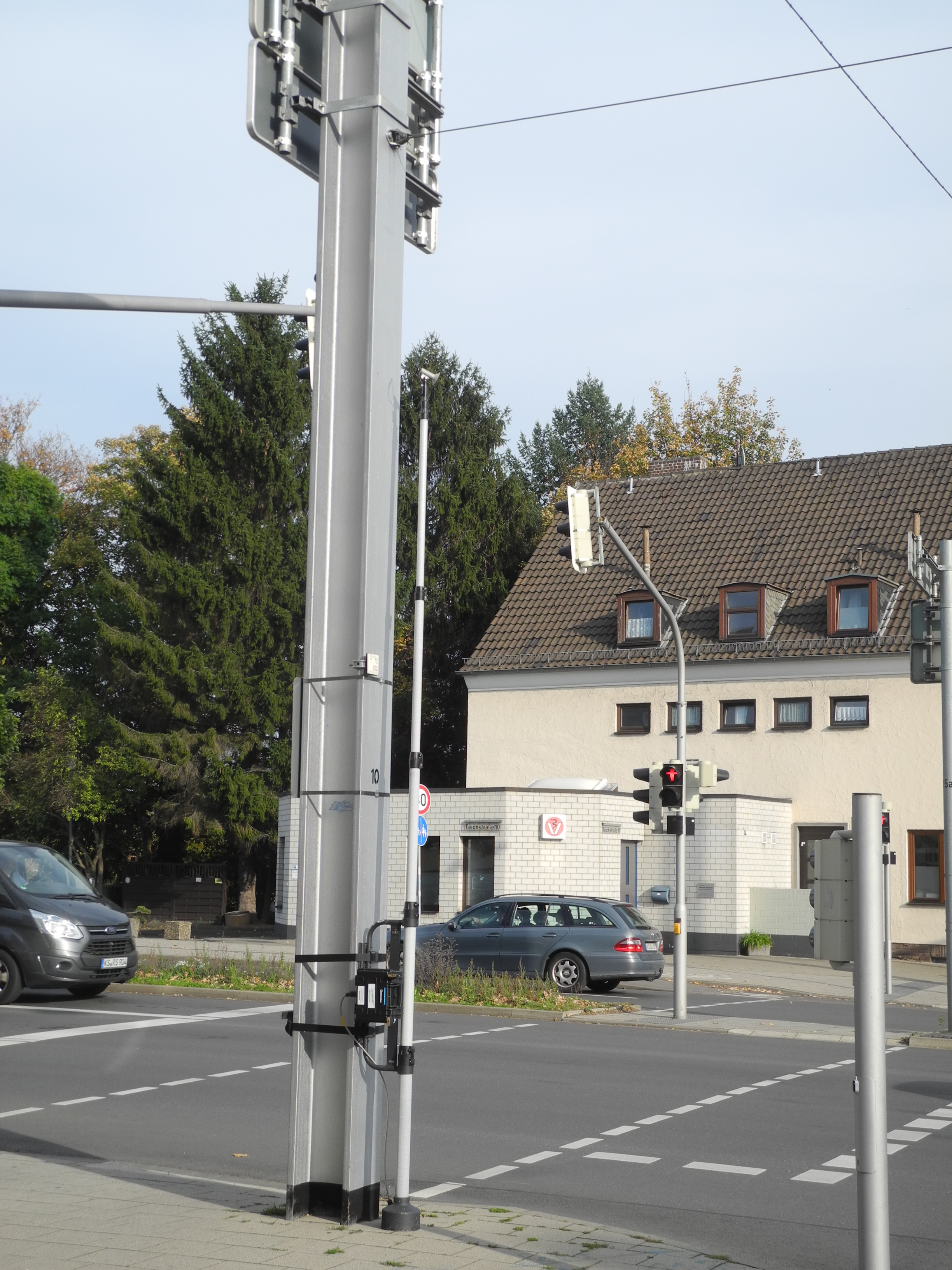
Videobasierte Verkehrszählung Loßbergstraße, Ecke Teichstraße (2019)

Die Stadt Kassel bzw. das Straßenverkehrs- und Tiefbauamt führt regelmäßig Verkehrszählungen durch. Zur Erfassungen von Verkehrsdaten an Straßen (Fahrzeugmenge, Klassifizierung) steht eine video- und eine radarbasierte Technikausstattung zur Verfügung. Berechnete Verkehrsmengen, die einen Eindruck über das Verkehrsaufkommen und eine Abschätzung der Verkehrsbelastung ermöglichen, können einer Karte Stand 2010 entnommen werden. Dort ist die Verkehrsstärke des Kraftfahrzeugverkehrs als Querschnittswert für einen durchschnittlichen Werktag (DTVw5 – durchschnittliche tägliche Verkehrsstärke an Werktagen) angegeben. Eine Fortschreibung und Aktualisierung ist für das Jahr 2020 geplant.
Außerhalb des Kasseler Stadtgebietes können Zahlen zur Verkehrsbelastung einzelner Straßen der Verkehrsmengenkarte für Hessen entnommen werden, veröffentlicht von der Landesbehörde Hessen Mobil.

### Straßen
| Straße                 | Verkehrsstärke bzw. Verkehrsbelastung (werktägliche Kraftfahrzeuge, Stand 2010 s. o.) | Anmerkung |
| ---------------------- | ------------------------------------------------------------------------------------- | --- |
| Brüderstraße           | 47 500                                                                                | |
| Holländische Straße    | 30 000 – 38 000                                                                       | |
| Wilhelmshöher Allee    | 6 000 – 23 500                                                                        | Die Wilhelmshöher Allee, die von der Kasseler Innenstadt zum Bergpark Wilhelmshöhe führt, ist aufgrund ihres völlig gerade angelegten Straßenverlaufs die augenfällige Hauptachse der Stadt, nicht aber deren meistbefahrene Straße. Sie ist rund vier Kilometer lang und wurde in den 1970er Jahren unter umfangreichen Baumfällungen zweispurig verbreitert. Die geringste Verkehrsstärke findet sich im Westabschnitt, am Schloss Wilhelmshöhe. |
| Friedrich-Ebert-Straße | 3 500 - 12 000                                                                        | Die geringste Verkehrsstärke findet sich im Westabschnitt, auf Höhe der Stadthalle. |

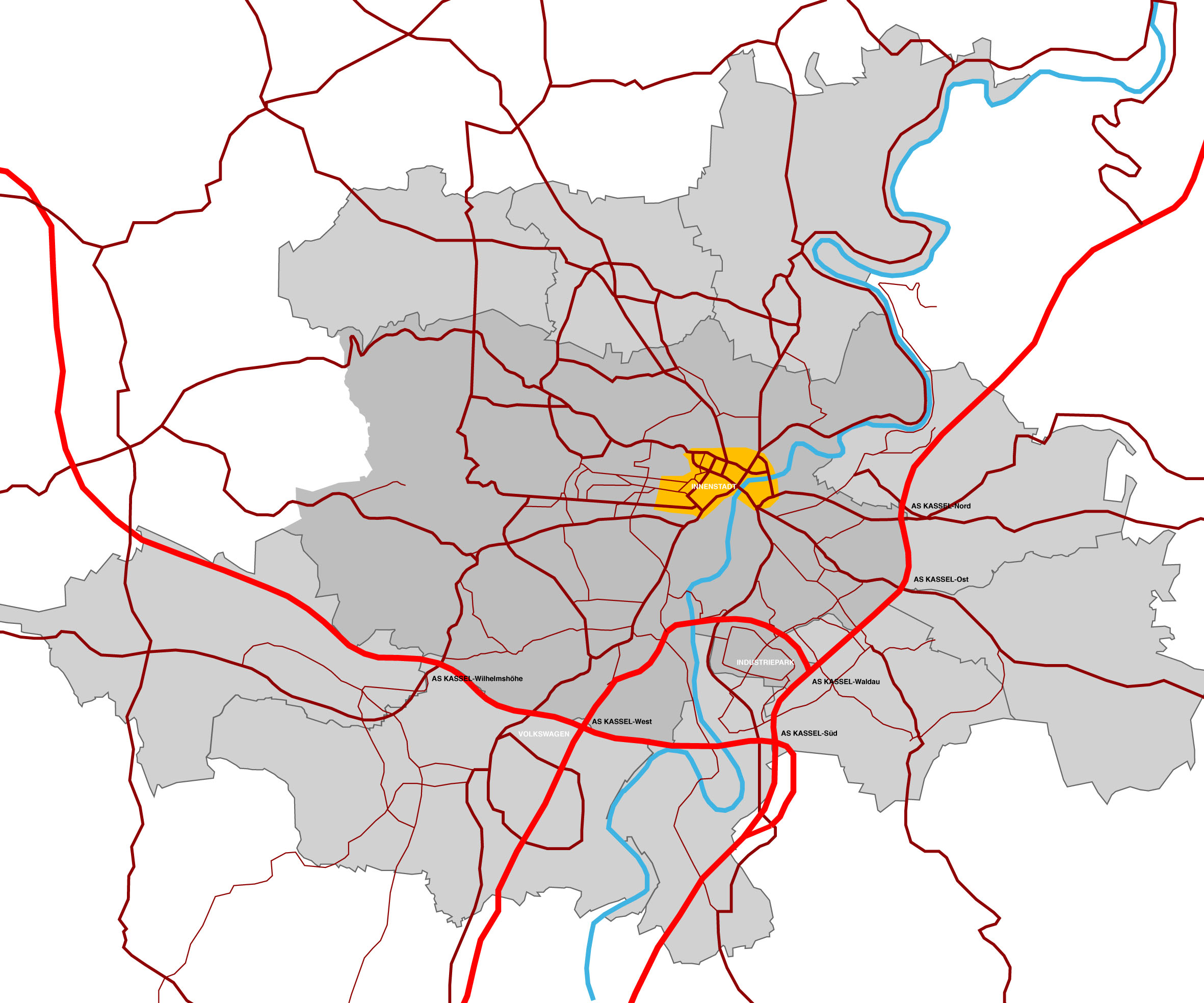
Straßennetz Kassels. Stadt- und Regionalstraßen (dunkelrot) und Autobahnen (rot)

- Kassel liegt an den Bundesautobahnen A 7, A 44 und A 49.
- Die Bundesstraßen B 3, B 7, B 83 und B 251 führen durch die Stadt.
- Kennzeichnend für das Stadtbild ist der seit den fünfziger und sechziger Jahren vorangetriebene Ausbau des Straßenverkehrsnetzes, insbesondere des Rings, der die Innenstadt umschließt (Innenstadtring). Er führt vom Ständeplatz über den Scheidemannplatz und die Rudolf-Schwander-Straße zum Lutherplatz, von dort weiter über die Kreuzung Am Stern und die Kurt-Schumacher-Straße zur Altmarktkreuzung. Danach führt er über den Steinweg, den Friedrichsplatz, Frankfurter Straße weiter, mündet an der „Trompete“ in die Fünffensterstraße wieder zum Ständeplatz. Ein zweiter Teil des Rings führt vom Lutherplatz über Hoffmann-von-Fallersleben-Straße, Wolfhager Straße, den Holländischen Platz und die Kurt-Wolters-Straße zur Kreuzung Weser- und Schützenstraße.
- Die Königsstraße stellt den Hauptteil der Fußgängerzone dar.
- Weit südlich von Kassel liegen die bei Autofahrern bekannten Kasseler Berge, diese befinden sich jedoch nicht auf Kasseler Gebiet.

Am 31. Dezember 2010 waren in der Stadt Kassel 92.991 Kraftfahrzeuge zugelassen. 2019 wurde erstmals ein verkehrsberuhigter Geschäftsbereich eingerichtet. Daneben bestehen bereits mehrere Tempo-30-Zonen.

### Fahrradverkehr
Kassel hat an wenigen stärker Kfz-befahrenen Straßen Radwege, an manchen Stellen ist stattdessen der Gehweg für den Radverkehr freigegeben. Seit den frühen 1990er Jahren gibt es ein mit Wegweisern versehenes Netz von Fahrradrouten, das überwiegend topografisch günstig durch meist ruhige Nebenstraßen und Grünanlagen verläuft. Dieses Netz ist in den 2000er Jahren verdichtet worden durch weitere Strecken mit Fahrrad-Wegweisung, die auch in die Nachbarorte führen. Kassel wird entlang der Fulda vom hessischen Radfernweg R1 durchquert, auf dem auch die D-Route 9 verläuft. In beider Verlauf gibt es einzelne Abschnitte mit Fahrradstraßen.
Im Jahr 2018 wurde ein Bürgerbegehren, initiiert durch die Initiative Radentscheid Kassel, durchgeführt, welche die Bedingungen für den Radverkehr in der Stadt verbessern wollte. Dieser scheiterte zwar aufgrund formaler Mängel, die Stadt hat jedoch einige grundlegende Forderungen der Initiative übernommen. Seitdem findet verstärkt ein Ausbau der Radinfrastruktur statt.
Fahrradvermietsystem „nextbike“: Seit 1. Januar 2018 ist das Fahrradverleihsystem von nextbike mit 400 Fahrrädern in Betrieb. Die Räder sind auf 56 Stationen im Stadtgebiet verteilt. Betreiber ist die nextbike GmbH.

### Bahnverkehr

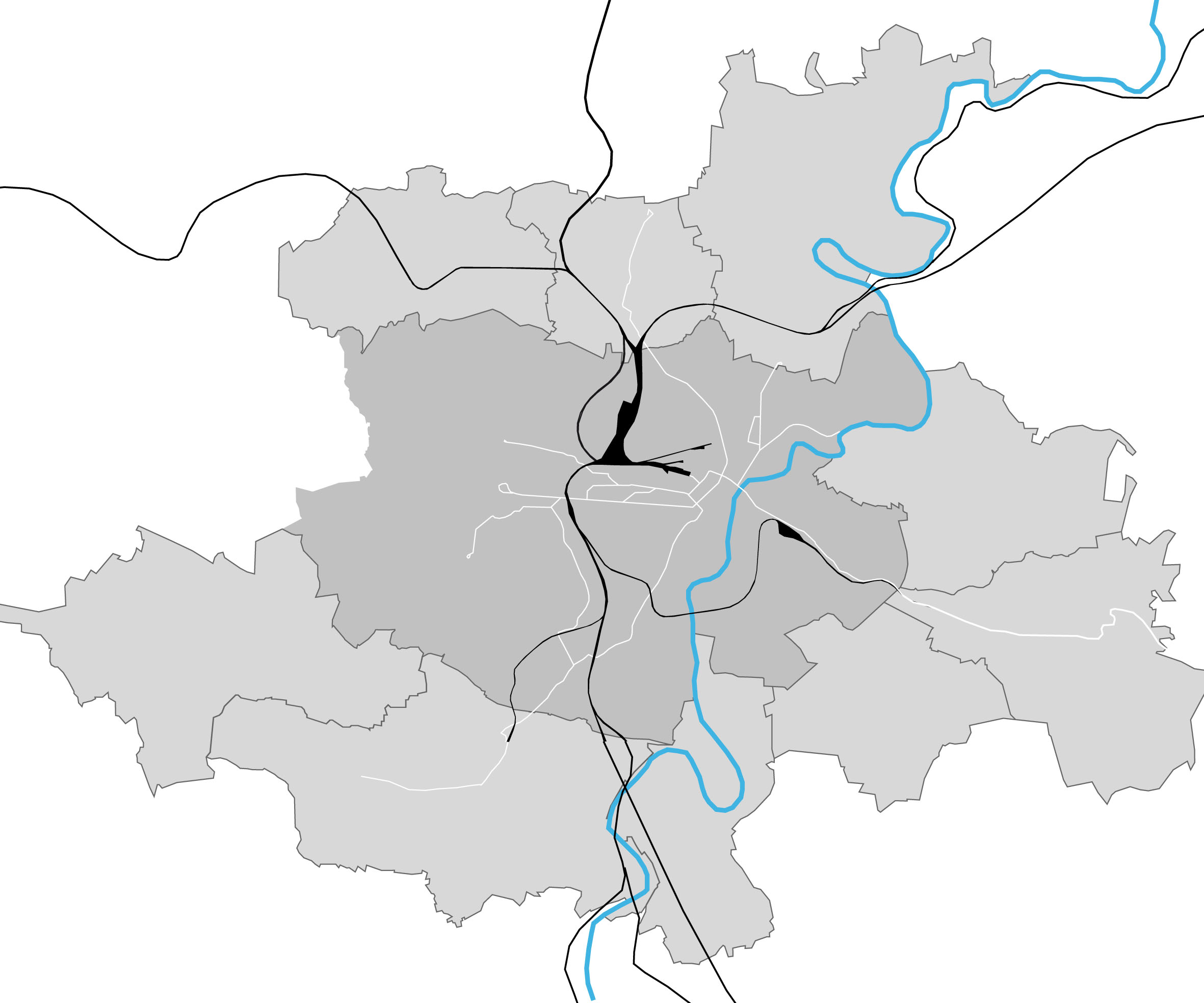
Schienennetz in Kassel

Durch den am 29. Mai 1991 eröffneten und zuvor neu errichteten Bahnhof Kassel-Wilhelmshöhe, der direkt an der Neubaustrecke Hannover-Würzburg errichtet wurde, ist Kassel über verschiedene Schnellfahrstrecken an das ICE-Netz mit den folgenden Städten angeschlossen:
- Hamburg oder Bremen–Hannover–Kassel–Fulda–Frankfurt am Main–Karlsruhe–Basel oder Zürich.
- Hamburg–Hannover–Kassel–Fulda–Würzburg–München und Nürnberg/Wien
- Berlin–Wolfsburg–Braunschweig–Kassel–Fulda–Frankfurt am Main–Stuttgart–München

Darüber hinaus ist Kassel auch an das Netz aus Intercity-Linien angeschlossen und wurde – bis zu deren Umwandlung in IC-Verbindungen – bis 2006 auch von verschiedenen Interregio-Linien erreicht. Zudem ist Kassel seit Einführung des RRX mit einer Direktverbindung im Nahverkehr an Düsseldorf angeschlossen.
Der als Kopfbahnhof erbaute Hauptbahnhof befindet sich am Nordwestrand der Innenstadt. Er liegt an der Hannöverschen Südbahn und hat seit der Inbetriebnahme des ICE-Bahnhofs Kassel-Wilhelmshöhe seine Bedeutung für den Fernverkehr verloren. Heute wird er nur noch vom Regionalverkehr bedient. Im September/Oktober 2005 begannen dort die baulichen Maßnahmen zur Anbindung des Kasseler Stadtgebiets an die RegioTram, die im August 2007 beendet wurden.

### Omnibus, Straßenbahn und RegioTram

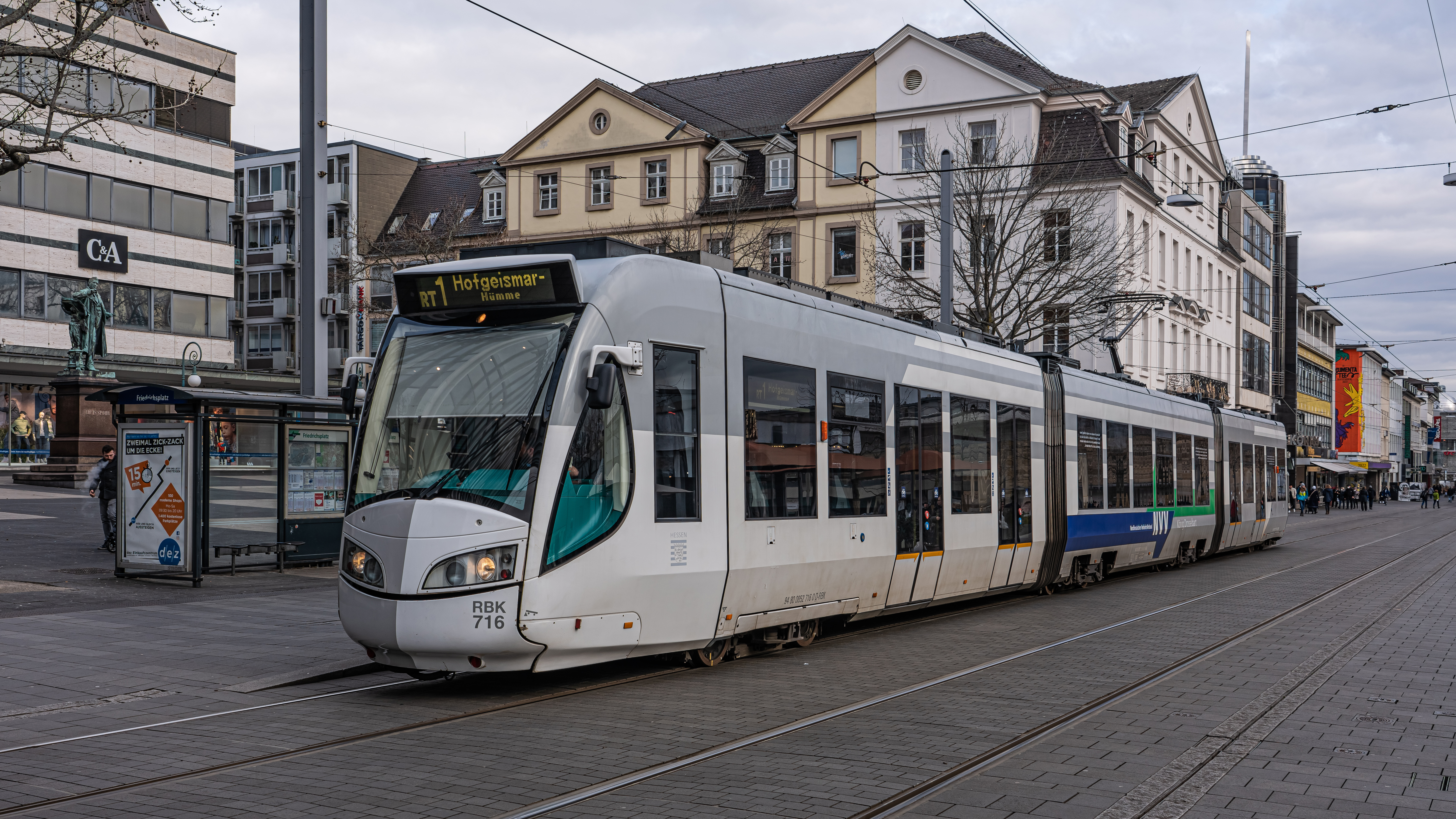
RegioTram auf der Oberen Königsstraße

Die RegioTram verbindet das Eisenbahnnetz in der Region direkt mit dem Netz der Kasseler Straßenbahn als S-Bahn-ähnliches System (Karlsruher Modell), das Stadtzentrum ist somit ohne Umstieg direkt aus dem Umland anzufahren.
Die von der städtischen Kasseler Verkehrs-Gesellschaft (KVG) betriebene Straßenbahn Kassel fährt teilweise bis ins Umland, zum Beispiel nach Baunatal und Hessisch Lichtenau. Ein weiterer Ausbau fand mit dem Stadtbahnsystem RegioTram statt, das Ende 2006 seinen Vollbetrieb aufgenommen hat. Die Streckenlänge hat seitdem eine Länge von 122 Kilometer. Bis 1966 gab es eine Bahnlinie zum Herkules. Darüber hinaus betreibt die KVG ein Busnetz, von 1944 bis 1962 fuhren Oberleitungsbusse zwischen Harleshausen, Kirchditmold und Wilhelmshöhe.
Die Stadt gehört dem Nordhessischen Verkehrsverbund an.

### Binnenschifffahrt

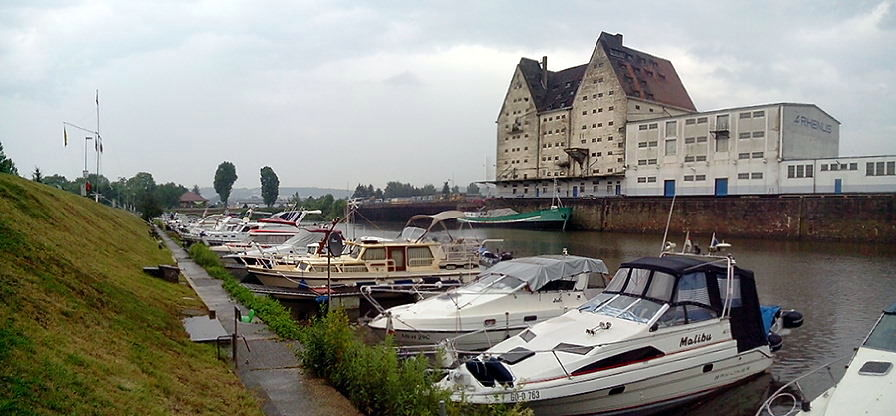
Kasseler Hafen

Der heutige Kasseler Hafen wurde von 1893 bis 1895 im Zuge des Ausbaues der Fulda gebaut. Zu jener Zeit wurde der Hafen für den Güterverkehr zu den Seehäfen genutzt. Die Schlagd, wie sie genannt wurde, diente den Kähnen und auch größeren Schiffen zum Umschlag der Güter. Dieser Bereich ist der Liegeplatz für die Fulda-Weser-Flotte in Richtung Hann. Münden und Bad Karlshafen. Die hier regulierte Fulda, ein Quellfluss der Weser, dient als Schifffahrtsweg nur noch für Ausflugsschiffe, sowie Freizeit- und Sportboote. Die vorhandenen Schleusenanlagen und Wehre sind für moderne Frachtschiffe zu klein.

### Flughafen

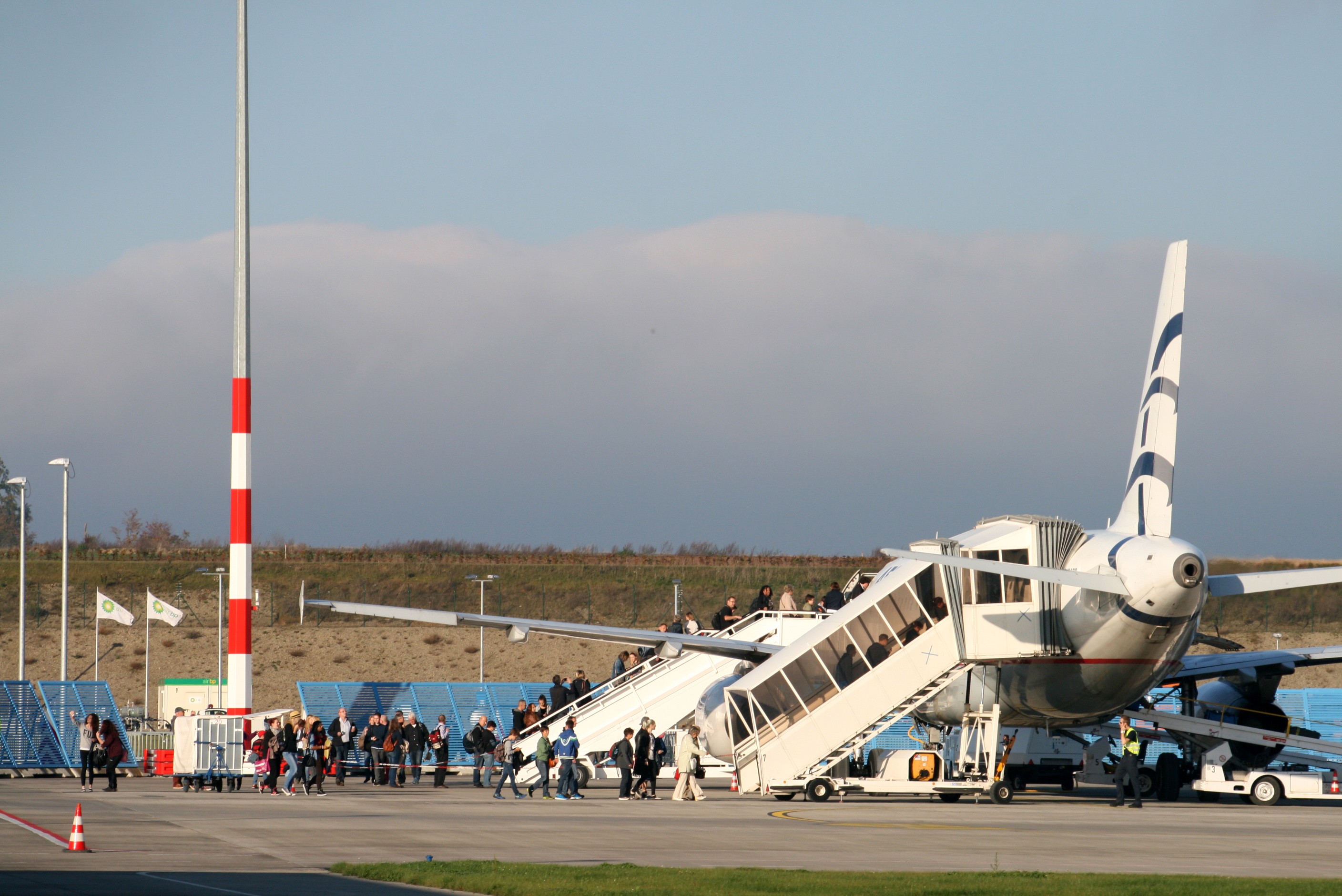
Abfertigung am Flughafen in Calden

Nordwestlich der Stadt liegt der Flughafen Kassel-Calden (Kassel Airport). Der Ausbau des vorhandenen Flughafens stand längere Zeit in der Kritik, bis er genehmigt wurde. Am 4. April 2013 wurde der neue Regionalflughafen Kassel-Calden (KSF) in Betrieb genommen. Der Betrieb war von Anfang an defizitär, es gelang jedoch im dritten Betriebsjahr nicht zuletzt aufgrund von Zuwächsen im Frachtgeschäft dieses von 8,1 auf 6,1 Millionen € im Jahr um 25 % zu senken. 2018 fertigte der Flughafen mit 131.816 Passagieren erstmals über 100.000 Menschen ab.

### Wanderwege
Durch die Stadt führen eine Reihe von Fußwanderwegen und Radfernwegen. Unter anderem:
- Fußwanderwege
  - Ederseeweg (49 km), führt von Kassel zum Edersee,
  - Herkulesweg (193 km), führt von Battenberg durch Kassel nach Heilbad Heiligenstadt,
  - Kassel-Steig (157 km), führt rund um Kassel und das Kasseler Becken,
  - Märchenlandweg (430,8 km), führt durch Reinhardswald, Solling, Kaufunger Wald, Söhre, Habichtswälder Bergland und Kassel
- Radfernwege
  - Hessischer Radfernweg R1 (Fulda-Radweg; 250 km), führt von den Höhen der Rhön entlang der Fulda bis Bad Karlshafen an der Weser
  - D-Route 9 (Weser-Romantische Straße; 1.197 km), führt von der Nordsee über Bremen, Kassel, Fulda und das Taubertal nach Füssen im Allgäu

## Persönlichkeiten

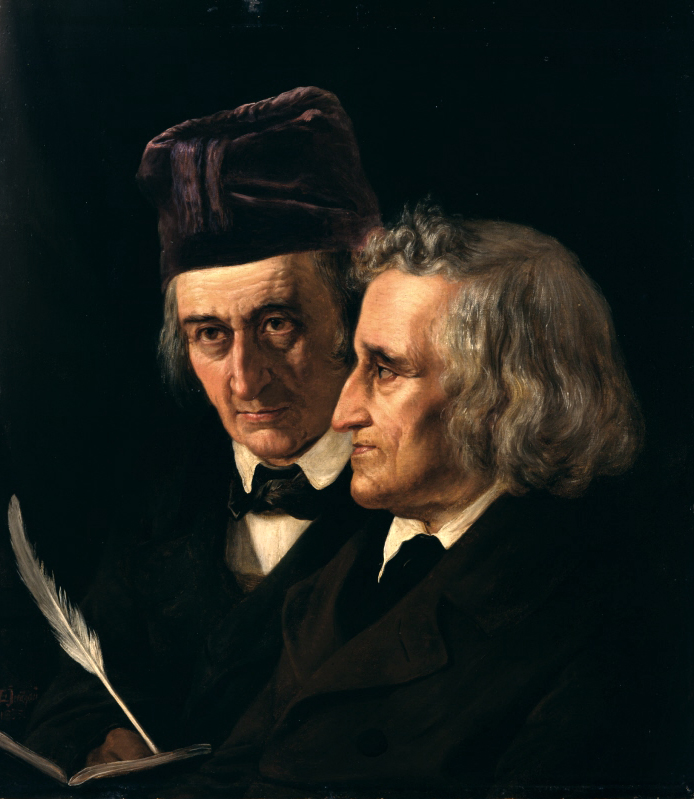
Die Brüder Grimm auf einem Gemälde von Elisabeth Jerichau-Baumann

Zu den bekanntesten Persönlichkeiten, die in Kassel geboren sind, in Kassel gewirkt oder Kassel geprägt haben, zählen:
- Arnold Bode (1900–1977), Gründer der Documenta
- Holger Börner (1931–2006), von 1976 bis 1987 Ministerpräsident des Landes Hessen
- Hans Eichel (* 1941), 1975–1991 Oberbürgermeister von Kassel, 1991–1999 Ministerpräsident des Landes Hessen, 1999–2005 Bundesminister der Finanzen
- Ulrike Folkerts (* 1961), Schauspielerin (Tatort-Kommissarin)
- Brüder Grimm, Sprachwissenschaftler und Volkskundler
- Jörg-Uwe Hahn (* 1956), 2009–2014 Hessischer Minister der Justiz, für Integration und Europa und stellvertretender Ministerpräsident
- Ludwig Mond (1839–1909), Chemiker, Entwickler des Mond-Verfahrens
- Paul Julius Reuter (1816–1899), Begründer der Nachrichtenagentur Reuters Telegraphic Comp. Incorporated
- Ferdinand Sauerbruch (1875–1951), Chirurg (er führte am Diakonissen-Krankenhaus seine ersten Operationen durch)
- Philipp Scheidemann (1865–1939), 1919 Reichsministerpräsident, 1919–1925 Oberbürgermeister von Kassel
- Elisabeth Selbert (1896–1986), Juristin, Mitglied des Parlamentarischen Rates
- Dorothea Viehmann (1755–1815), Märchenerzählerin

## Energie

### Eigenerzeugung von Strom und Wärme
Strom und Wärme wird in Kassel durch die Städtische Werke Energie+Wärme GmbH und andere erzeugt. Zu den größten Anlagen zählen:
- Fernwärmekraftwerk Dennhäuser Straße (38 MWel + 80 MWth)
- Kombi-Heizkraftwerk Dennhäuser Straße (52,9 MWel + 54,6 MWth)
- Biomasse-Heizkraftwerk Mittelfeld
- Laufwasserkraftwerk „Neue Mühle“  (0,20 MW)
- Wasserkraftanlage „Vogt’sche Mühle“  (0,60 MW)[106]
- Heizwerk Brückenhof
- Heizwerk Losse
- Heizwerk Mittelfeld
- Müllheizkraftwerk (43,5 MWel und ca. 80 MWth)

### Fernwärmenetz
Die in Kassel erzeugte Fernwärme wird über das Fernwärmenetz verteilt und ist in vielen Stadtteilen verfügbar. Der Anteil der Kraft-Wärme-Kopplung in der Fernwärmebereitstellung liegt bei CKWK = 0,97. Etwa ein Drittel der Fernwärme wird durch das Müllheizkraftwerk erzeugt.
| Kennzahlen        | Kennzahlen |
| ----------------- | ---------- |
| Trassenlänge      | 175,3 km   |
| Abnahmestellen    | 2.145      |
| Anschlussleistung | 443,7 MW   |

### Stromnetz
In Kassel verbinden die Umspannwerke in Bergshausen und Sandershausen das örtliche 110-kV-Netz mit dem 400-kV-Übertragungsnetz der TenneT TSO. Die zwei Umspannwerke sorgen dafür, dass der 400-kV-Überlandstrom zunächst in 110-kV-Strom heruntertransformiert wird.
Dieser 110-kV-Strom wird innerhalb Kassels zu neun weiteren, deutlich kleineren Umspannwerken weitergeleitet. Sie senken die Spannung weiter auf 10 kV herab. Dieser Strom läuft wiederum via Kabel zu den kleinen grünen Trafohäuschen, die überall in der Stadt zu finden sind. Derer gibt es in Kassel an die 1000 Stück. Sie sind es, die letztlich den 10-kV-Strom in unseren 230-V-Haushaltsstrom umwandeln.

## Sonstiges

### Europäische Hauptstadt der Waschbären
Eine Besonderheit der Kasseler Fauna ist die hohe Besiedlungsdichte mit Waschbären. Nachdem 1934 am Edersee Waschbären ausgesetzt worden waren, haben diese seit etwa 1960 die Wälder um die Stadt und danach auch das Stadtgebiet selbst besiedelt. Galten die Kleinbären zunächst als Neozoen, so werden sie insbesondere in Nordhessen inzwischen zur einheimischen Fauna gerechnet. Die Besiedlungsdichte in Kassel liegt sogar noch höher als in Großstädten in ihrem natürlichen Habitat in Nordamerika. In den in Waldnähe gelegenen Stadtteilen sind Sichtungen ganzer Waschbärgruppen in der Abenddämmerung häufig. Wissenschaftliche Untersuchungen gehen im Stadtgebiet von einer Besiedlungsdichte zwischen 60 und 140 Tieren pro km² aus, also etwa 10.000 Waschbären in Kassel. Damit ist es die mit Abstand größte urbane Kleinbärenpopulation Europas. Eine (in der Vergangenheit fruchtlose) Bejagung im Stadtgebiet findet seit Jahren nicht mehr statt.

### Motive aus Kassel auf der 1000-D-Mark-Banknote
Auf der letzten Serie der D-Mark-Banknoten fand sich auf der 1000-D-Mark-Banknote, links neben dem Porträt der Sprachwissenschaftler und Sammler von Märchen, Jacob und Wilhelm Grimm, eine Collage verschiedener historischer Bauwerke von Kassel. Dort sind das Herkulesmonument, die Löwenburg, das Schloss Wilhelmshöhe, das Museum Fridericianum, die Kommandantur, der Marstall, das Wohnhaus der Brüder Grimm, das Ottoneum, das Karmeliterkloster und Häuser am Altmarkt zu sehen.